# Kalendarium inwazji Rosji na Ukrainę – maj 2025
| 2022        | 2023        | 2024        | 2025        |
| ----------- | ----------- | ----------- | ----------- |
| –           | styczeń     | styczeń     | styczeń     |
| luty        | luty        | luty        | luty        |
| marzec      | marzec      | marzec      | marzec      |
| kwiecień    | kwiecień    | kwiecień    | kwiecień    |
| maj         | maj         | maj         | maj         |
| czerwiec    | czerwiec    | czerwiec    | czerwiec    |
| lipiec      | lipiec      | lipiec      | lipiec      |
| sierpień    | sierpień    | sierpień    | sierpień    |
| wrzesień    | wrzesień    | wrzesień    | wrzesień    |
| październik | październik | październik | październik |
| listopad    | listopad    | listopad    | listopad    |
| grudzień    | grudzień    | grudzień    | grudzień    |

## Maj 2025

### 1 maja

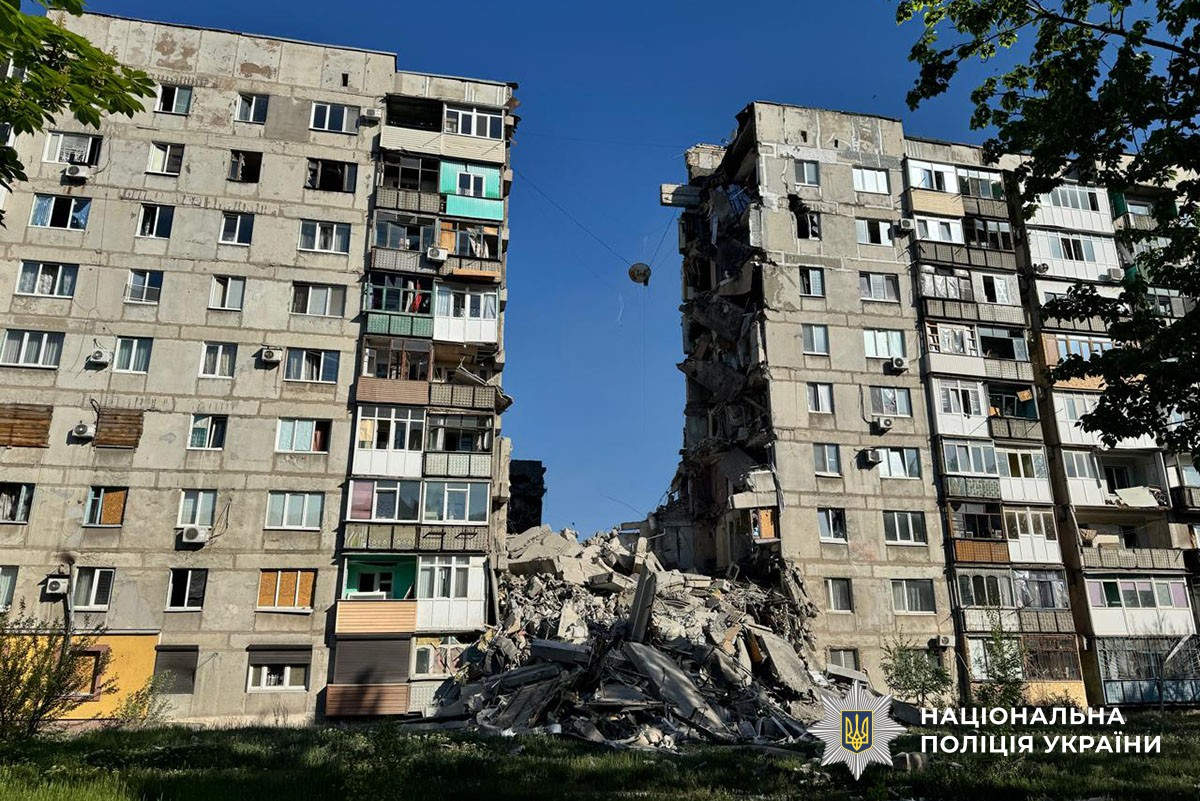
Budynek mieszkalny w Myrnohradzie po nocnym rosyjskim bombardowaniu; jedna osoba zginęła.

Według DeepState Rosjanie najbardziej posunęli się w rejonie dwóch brygad w pobliżu Suchej Bałki i Kałynowego, co stanowiło ok. 50 km², czyli prawie ⅓ wszystkich strat w ciągu ostatniego miesiąca. Następnie nastąpił niespodziewany postęp w pobliżu Rozływa i Kostiantynopila, gdzie wojska rosyjskie zajęły 43 km². Postęp w pobliżu Kateryniwki wynosił ok. 30 km². Kolejnym punktem problematycznym był obszar w pobliżu Nadijiwki, gdzie Rosjanie posunęli się o 11 km², a na północ od Andrijiwki zajęli 15 km². Łącznie te pięć obszarów odpowiadało za 85% wszystkich postępów.
W opinii Institute of the Study of War (ISW) Stany Zjednoczone i Ukraina opublikowały dodatkowe informacje na temat dwustronnej umowy o partnerstwie gospodarczym z 30 kwietnia 2025 roku. Specjalny wysłannik USA na Ukrainę Keith Kellogg potwierdził, że ukraińscy urzędnicy pozostawali zaangażowani w rozwiązanie wojny na Ukrainie, pomimo rosyjskich odmów przyjęcia propozycji prezydenta Donalda Trumpa dotyczących ogólnego zawieszenia broni w celu osiągnięcia trwałego pokoju na Ukrainie. Siły rosyjskie posunęły się naprzód w obwodzie sumskim oraz w pobliżu Łymanu, Siewierska, Pokrowska i Kurachowego.
Sztab Ukrainy ogłosił, że Rosja atakowała w kierunkach Charkowa, Kupiańska, Łymanu, Siewierska, Kramatorska, Torećka, Pokrowska, Nowopawłowska, Zaporoża i Chersonia, gdzie doszło do 199 starć. W ciągu doby wojska rosyjskie przeprowadziły trzy ataki rakietowe, 96 nalotów, 2991 ataków dronów i 61 ostrzałów na pozycje i miejscowości ukraińskie. Operacja w obwodzie kurskim trwała; wojska rosyjskie przeprowadziły 33 ataki, 210 ataków artyleryjskich, pięć ostrzałów i 15 nalotów, używając 21 bomb lotniczych na pozycje ukraińskie. Ukraińskie lotnictwo i artyleria zaatakowały sześć miejsc koncentracji, punkt kontroli dronów i dwa systemy przeciwlotnicze.
Gubernator Ołeh Siniehubow stwierdził, że nocny rosyjski atak dronów na Odessę zabił dwie osoby i zranił pięć kolejnych, a w całym mieście odnotowano pożary. W wyniku ataku uszkodzone zostały wieżowce, domy prywatne, supermarket i szkoła. Gubernator Iwan Fedorow powiedział, że w nocy siły rosyjskie przeprowadziły ataki dronów na Zaporoże, zabijając jedną osobę i raniąc 28 kolejnych. Rosja wystrzeliła drony w kierunku miasta, uderzając w cele co najmniej 10 razy i powodując wiele pożarów. W wyniku ataku uszkodzone zostały budynki mieszkalne, lokalny uniwersytet i obiekt infrastruktury. W godzinach nocnych wojsko rosyjskie zaatakowało Myrnohrad, używając KAB-250 z modułem UMPK, i trafiło w budynki mieszkalne, a rano ostrzelali Nowoekonomiczne. Dwie osoby zginęły, a jedna kobieta została ranna.
Prorosyjski gubernator Wołodymyr Saldo powiedział, ze ukraiński atak dronów na rynek w okupowanych Oleszkach w obwodzie chersońskim zabił siedem osób, a ponad 20 kolejnych ranił. Ukraińska armia poinformował, że żołnierze 15 Brygady Rozpoznania Artylerii zniszczyli rosyjski system obrony powietrznej Buk-M3. Na nagraniu było widać zniszczenie rosyjskiego systemu Buk-M3, a następnie detonację amunicji.
Stany Zjednoczone zatwierdziły pierwszy eksport broni na Ukrainę za rządów Donalda Trumpa o wartości 50 milionów dolarów. Dziennik Kyiv Post, że sprzedaż za 50 milionów dolarów została złożona w Kongresie na mocy ustawy o kontroli eksportu broni, która upoważnia prezydentów USA do kontrolowania importu i eksportu towarów i usług związanych z obronnością. Ponadto USA wysłały na Ukrainę kilka wycofanych ze służby F-16 w celu demontażu ich na części zamienne. Niektóre kadłuby, ukryte pod markizami, miały charakterystyczne wypustki na nosie, które przypominały anteny APX-119 – prawdopodobnie modyfikacja Block 15 zaprojektowana do misji obrony powietrznej.

### 2 maja
Według ISW rosyjskie postępy na linii frontu spowolniły w ciągu ostatnich czterech miesięcy, ale Rosja nadal tolerowała straty osobowe porównywalne z tymi, jakie poniosły siły rosyjskie w okresie wzmożonych walk między wrześniem a grudniem 2024 roku. Siły rosyjskie ponosiły wówczas wyższy wskaźnik strat na km² niż jesienią 2024 roku. Rosja do tej pory ponosiła straty i utrzymała tempo operacji ofensywnych, szybko rozmieszczając niskiej jakości wojska w jednostkach na linii frontu, chociaż poleganie na takich siłach utrudniało Rosji prowadzenie złożonych operacji i dokonywanie szybkich postępów. Siły rosyjskie posunęły się w kierunku Torećka i zachodniego obwodu zaporoskiego.
Siły Powietrzne Ukrainy podały, że w nocy wojska rosyjskie zaatakowały Ukrainę przy użyciu 150 dronów Shahed 136/131 i dronów-wabików różnych typów (z Briańska, Primorsko-Achtarska i Krymu). Ukraińska obrona przeciwlotnicza zniszczyła 64 drony na wschodzie, południu i w centrum kraju, a kolejne 62 zaginęły na Ukrainie w ramach walki elektronicznej. Skutki ataku odnotowano w obwodach donieckim, dniepropietrowskim i zaporoskim. Ministerstwo Obrony Ukrainy podało, że rosyjskie samoloty zrzuciły w kwietniu ponad 5 tys. bomb lotniczych KAB na pozycje i miejscowości ukraińskie na linii frontu.
Mer Ihor Terechow poinformował, że ok. 22:00 Rosja przeprowadził zmasowany atak dronów na Charków, uderzając w infrastrukturę cywilną, wywołując pożary oraz raniąc 46 osób (osiem trafiło do szpitala), w tym 11-letnie dziecko. Doszło do 17 ataków w 12 lokalizacjach w czterech dzielnicach miasta. Uszkodzone zostały wieżowce mieszkalne, akademiki i domy prywatne. W nocy siły rosyjskie zaatakowały „Zakłady Naprawy Lokomotyw Elektrycznych” w Zaporożu, cywilne przedsiębiorstwo specjalizujące się w naprawie elektrycznych lokomotyw pasażerskich. Według lokalnych władz w ataku zginęła jedna osoba, a 29 zostało rannych. Uszkodzone zostały również budynki mieszkalne, uniwersytet i infrastruktura. Siły rosyjskie ostrzelały miasta Pokrowsk i Konstantynówka oraz wieś Kłynowe w obwodzie donieckim. W wyniku ostrzału zginęła jedna osoba, a trzy zostały ranne. Gubernator Iwan Fedorowow podał, że w ciągu ostatnich 24h Rosjanie przeprowadzili ok. 400 ataków na 11 miejscowości w obwodzie zaporoskim, w tym 20 nalotów, ponad 220 ataków dronów różnych modyfikacji, dwa ostrzały z wyrzutni rakietowych i 150 ataków artyleryjskich. W atakach zginęły cztery osoby, a osiem zostało rannych. Służby otrzymały 171 raportów o uszkodzeniach mieszkań, domów prywatnych i samochodów.
Wczesnym rankiem rosyjski „ośrodek wywiadu kosmicznego” (jednostka wojskowa nr. 33443) w pobliżu wsi Moskowskoje w Kraju Stawropolskim obsługiwany przez GRU został zaatakowany przez ukraińskie drony. Miejscowi zgłaszali ostrzał z broni ręcznej, a gubernator Władimir Władimirow poinformował, że znaleziono fragmenty drona. Nie odnotowano ofiar. Według rosyjskiego Ministerstwa Obrony w nocy z 1 na 2 maja zestrzelono 121 ukraińskich dronów, z czego 89 nad Krymem, a 23 nad wybrzeżem Morza Czarnego. Drony zestrzelono również nad Krajem Krasnodarskim oraz obwodami orłowskim, briańskim i biełgorodzkim. Kanał na Telegramie „Crimean Wind” poinformował, że wybuchy słychać było w Sewastopolu, Dżankoju, a także w Sakach, Nowofedoriwce i Kaczi, gdzie znajdują się lotniska wojskowe.
Według doniesień ukraińskie drony Sił Specjalnych Ukrainy i uszkodziły kilka komponentów systemu obrony powietrznej S-300V. Pierwszy dron uderzył w ciężarówkę logistyczną zaparkowaną w pobliżu pasa lasu. Drugi dron zaatakował stację radarową ST-68, przeznaczoną do wykrywania i śledzenia celów na małej wysokości. Kolejny dron uderzył w radar 9S15 Obzor-3, którego celem jest ciągłe monitorowanie przestrzeni i śledzenie do 200 celów aerodynamicznych. Następny dron wykrył i uderzył w stację naprowadzania rakiet 9S32 Imbir. Ukraiński dron morski „Grupy 13” wywiadu ukraińskiego Magura V7 zestrzelił dwa rosyjskie samoloty Su-30 (z 43 Pułku Lotnictwa Szturmowego Floty Czarnomorskiej) za pomocą pocisków AIM-9M Sidewinder, 50 km na zachód od Noworosyjska; było to „pierwsze na świecie zniszczenie samolotu bojowego przez morskiego drona”. 2-osobowa załoga znalazła się na Morzu Czarnym, skąd później zostali zabrani przez cywilny statek. Z kolei załoga drugiego Su-30 prawdopodobnie zginęła.
Agencja ds. Współpracy w dziedzinie Bezpieczeństwa Obronnego Departamentu Stanu USA zatwierdziła potencjalny pakiet o wartości 310 milionów dolarów na szkolenia i wsparcie myśliwców F-16 dla Ukrainy, w tym modyfikacje i ulepszenia samolotów, szkolenie personelu związane z operacjami, konserwacją i wsparciem oraz części zamienne. „Departament Stanu podjął decyzję o zatwierdzeniu możliwej zagranicznej sprzedaży rządowi Ukrainy sprzętu szkoleniowego i konserwacyjnego F-16 oraz powiązanego sprzętu o szacunkowym koszcie 310,5 miliona dolarów”. Decyzja nadal wymagała zatwierdzenia przez Kongres Stanów Zjednoczonych. Rząd Ukrainy zatwierdził porozumienie z Japonią, które pozwoli jej otrzymać ok. 3 miliardów dolarów w ramach inicjatywy Nadzwyczajnego Przyspieszenia Przychodów (ERA). Środki te zostaną zapewnione z dochodów z zamrożonych aktywów rosyjskich i skierowane na priorytetowe wydatki budżetowe, odbudowę i rozwój Ukrainy.
Prezydent Wołodymyr Zełenski powiedział w wieczornym przemówieniu, że „przyspieszyć tworzenie ukraińskich systemów balistycznych tak bardzo, jak to możliwe”, oraz spotkał się z Naczelnym dowódcą generałem Ołeksandrem Syrskim, który poinformował o dostawach wojskowych, personelu i ukraińskim programie rakietowym, w tym o krajowym rozwoju i produkcji. „Nasze zdolności dalekiego zasięgu są jasną i skuteczną gwarancją bezpieczeństwa Ukrainy”.
Według zachodnioafrykańskiego Togo, Togijczycy, którzy brali udział w operacjach wojskowych z armią rosyjską, zostali schwytani na Ukrainie. Ministerstwo Spraw Zagranicznych Togo podało, że większość z nich to młodzi studenci, którzy opuścili Togo na podstawie „rzekomych stypendiów”. Stypendia były oferowane „przez struktury rzekomo mające siedzibę w Rosji”. Ministerstwo wezwało obywateli do zachowania „wyjątkowej czujności” i weryfikacji autentyczności wszelkich ofert stypendialnych.

### 3 maja
W ocenie ISW wojska rosyjskie poczyniły postępy w pobliżu Łymanu, Siewierska, Novopawliwki, Kurachowego i Wełykiej Nowosiłki. Siły rosyjskie stwierdziły, że zajęły miasta Mychajliwka, Lysivka i większą część Myrolubiwki, na wschód od Myrnohradu w obwodzie donieckim.
Według ukraińskich Sił Powietrznych w nocy Rosjanie zaatakowali Ukrainę za pomocą dwóch rakiet balistycznych Iskander-M (wystrzelonych z obwodu rostowskiego i Krymu) oraz 183 dronów Shahed 136/131 i dronów-wabików różnych typów (z Briańska, Kurska, Orła i Millerowa). Ukraińska obrona przeciwlotnicza zestrzeliła 77 dronów na wschodzie, północy, południu i w centrum kraju, a kolejne 73 zaginęły na Ukrainie w ramach walki elektronicznej. W wyniku ataku ucierpiały obwody charkowski, sumski, doniecki i mikołajowski. Państwowa Służba Ratownicza Ukrainy oświadczyła, że siły rosyjskie przeprowadziły atak dronów na Chersoń, w wyniku którego jedna osoba zginęła, a dwie zostały ranne. Ataki, przeprowadzane przez cały dzień, uderzyły w domy, budynki gospodarcze, samochody, a także w wieżowiec oraz spowodowały trzy oddzielne pożary w mieście. Jedna osoba zginęła w rosyjskich nalotach w Kupiańsk. Zniszczonych zostało kilka budynków mieszkalnych.
Według doniesień w nocy ukraińskie drony, rakiety Neptun i Storm Shadow zaatakowały cele w porcie Noworosyjsk i na Krymie. Dwa myśliwce zostały zniszczone na ziemi na Krymie, podczas gdy w Noworosyjsku cztery osoby zostały ranne (w tym dwoje dzieci), a trzy budynki mieszkalne zostały uszkodzone, podobnie jak trzy zbiorniki zbożowe. Ministerstwo Obrony Rosji stwierdziło, że zniszczono „14 łodzi dronów” na Morzu Czarnym oraz zestrzelono 170 dronów, osiem rakiet Storm Shadow i trzy Neptuny.
Wielka Brytania przekazała Ukrainie wszystkie samobieżne systemy artyleryjskie AS90, kończąc tym samym ich wykorzystanie w armii brytyjskiej.
Prezydent Wołodymyr Zełenski powiedział, że jego krótkie spotkanie z prezydentem USA Donaldem Trumpem na pogrzebie papieża Franciszka w Watykanie było najbardziej produktywną rozmową, jaką obaj odbyli do tej pory, być może najkrótszą, ale najbardziej treściwą. Uważał, że spotkanie mogło zmienić poglądy prezydenta Trumpa i sprawić, że zaczął patrzeć na wojnę rosyjsko-ukraińską w inny sposób.
Prezydent Zełenski odrzucił propozycję prezydenta Władimira Putina dotyczącą jednostronnego „trzydniowego zawieszenia broni” z okazji Dnia Zwycięstwa w dniach 8–11 maja 2025 roku, ostrzegając „zagranicznych gości”, że nie gwarantuje im bezpieczeństwa. „Nie możemy odpowiadać za to, co dzieje się na terytorium Rosji. Oni zapewniają wam bezpieczeństwo, dlatego nie damy wam żadnych gwarancji. Ponieważ nie wiemy, co Rosja zrobi w tym terminie. Może podjąć różne, powiedzmy, kroki ze swojej strony: podpalenia, bombardowania itd., a potem obwiniać nas”. Po oświadczeniu Zełenskiego, że Ukraina nie będzie w stanie zapewnić bezpieczeństwa, światowi przywódcy zaczęli odmawiać podróży do Moskwy. Premier Słowacji Robert Fico i prezydent Serbii Aleksandar Vučić poważnie zachorowali, natomiast premier Indii Narendra Modi i minister obrony Rajnath Singh odwołali swoje wizyty.

### 4 maja
Według ISW prezydent Putin wskazał, że Rosja podtrzymuje swoje pierwotne cele wojny na Ukrainie, które były równoznaczne z poddaniem się Ukrainy, pomimo trwających negocjacji z USA. Putin podkreślił krajowe poparcie dla wojny i promował ideę poświęcenia na linii frontu i froncie wewnętrznym, prawdopodobnie w celu przygotowania rosyjskiego społeczeństwa do dłuższej wojny na Ukrainie i potencjalnych przyszłych konfrontacji z Zachodem. Wojska ukraińskie posunęły się w pobliżu Torećka, a siły rosyjskie zrobiły postępy w pobliżu Kupiańska i Torećka.
SG Ukrainy podał, że Rosja atakowała w kierunkach Charkowa, Kupiańska, Łymanu, Siewierska, Kramatorska, Torećka, Pokrowska, Nowopawłowska, Hulajpola i Zaporoża, gdzie doszło do 269 starć. W ciągu doby wojska rosyjskie przeprowadziły jeden atak rakietowy, 106 nalotów, 2628 ataków dronów i 121 ostrzałów na pozycje i miejscowości ukraińskie. Operacja w obwodzie kurskim trwała; wojska rosyjskie przeprowadziły 23 ataki, 317 ataków artyleryjskich, 11 ostrzałów i 10 nalotów, używając 13 bomb lotniczych na pozycje ukraińskie. Ukraińskie lotnictwo i artyleria zaatakowały 14 miejsc koncentracji, system przeciwlotniczy, stację walki radioelektronicznej i jednostkę artylerii.
Siły Powietrzne Ukrainy podały, że Rosja zaatakowała terytorium Ukrainy przy użyciu 165 dronów Shahed 136/131 i dronów-wabików różnych typów, wystrzelonych z Briańska, Kurska, Orła, Millerowa, Primorsko-Achtarska i okupowanego Prymorśka. Ukraińska obrona przeciwlotnicza zniszczyła 69 dronów na wschodzie, północy, południu i w centrum kraju, a kolejne 80 zaginęło na Ukrainie w ramach walki elektronicznej. Skutki ataku odnotowano w obwodach charkowskim, donieckim, dniepropietrowskim, czerkaskim i kijowskim. W rejonie iziumskim w wyniku ataku dronów doszło do zniszczeń i pożarów; w Iziumie jeden z dronów uderzył w budynek poczty.
Według Państwowej Służby Ratowniczej Ukrainy w wyniku nocnego ataku rosyjskich dronów na Kijów co najmniej 11 osób zostało rannych, w tym dwóch nastolatków. W trzech rejonach Kijowa (obołońskim, swiatoszyńskim i szewczenkowskim) odnotowano spadające szczątki, w wyniku których zapaliły się domy prywatne i samochody. W rejonie obołońskim wybuchł pożar w mieszkaniu na najwyższym piętrze 12-piętrowego wieżowca, a dach został częściowo zniszczony. W rejonie swiatoszyńskim wybuchł pożar w trzech 1-piętrowych prywatnych budynkach mieszkalnych. W nocy wojska rosyjskie ostrzelały Nikopol i Marganiec za pomocą wyrzutni rakietowych Grad, w wyniku czego pięć osób zostało rannych. Uszkodzone zostały trzy przedsiębiorstwa, dwa budynki mieszkalne i dwa domy prywatne. Gubernator Ołeh Siniehubow powiedział, że w rejonie Iziumu wybuchł pożar lasu, który rozprzestrzenił się na obszarze 20 ha. „W lesie eksplodowała amunicja pozostawiona przez wojska rosyjskie podczas okupacji. Miejscowa ludność została ewakuowana, ponieważ ogień dotarł do budynków mieszkalnych w pobliżu lasu”.
Gubernator Aleksandr Bogomaz poinformował, że nocny ukraiński atak na fabrykę elektroniki „Strela” w Suziemce w obwodzie briańskim zniszczył dużą część zakładu, w tym dwie hale produkcyjne i budynek administracyjny. Nie odnotowano ofiar. Przedsiębiorstwo produkuje sprzęt radarowy, transformatory i inne produkty elektroniczne dla przemysłu obronnego, lotniczego i elektronicznego oraz współpracuje z rosyjską korporacją państwową Rostiech. Ukraińska Rada Bezpieczeństwa Narodowego i Obrony oświadczyła, że zakład nie mógł już działać po ataku. Ministerstwo Obrony Rosji poinformowało, że w ciągu nocy zestrzelono 13 dronów, w tym 11 w obwodzie rostowskim oraz po jednym w obwodzie biełgorodzkim i briańskim.
Dziennik The New York Times poinformował o planowanej dostawie systemu obrony powietrznej Patriot, który wówczas stacjonował w Izraelu, na Ukrainę, a także o planach dostarczenia kolejnego systemu z Niemiec lub Grecji. To zwiększyłoby liczbę systemów Patriot dostarczonych Ukrainie do 10. Francja w 2025 roku przekaże Ukrainie 1200 kierowanych bomb lotniczych AASM Hammer, w porównaniu z 830 w 2024 roku.

### 5 maja
Według DeepState sytuacja na froncie zaostrzyła się na kierunku Zaporoże–Donieck, gdzie wojska rosyjskie osiągnęły sukces taktyczny w pobliżu Nowodariwki i Zełenego Poła. Sytuacja na wschód od Nowodariwki pozostawała szczególnie trudna, gdzie Rosjanie zajęli szereg pasów leśnych, przekroczyli rzekę Worona i znajdowali się w okolicy autostrady w pobliżu Zełenego Poła. Według analityków 3 maja wojska rosyjskie rozpoczęły ataki w kilku rejonach: w kierunku Wilnego Poła, Zełenego Poła, na południe od Nowosiłki i Nowopola. „W sumie Rosjanie przeprowadzili co najmniej 46 ataków, siłami dwóch kompanii piechoty i przy wsparciu ponad 75 motocykli. Straty wroga były określane, ale wiadomo, że co najmniej 90 żołnierzy zginęło, a kolejnych 45 zostało rannych”. Rosjanie próbowali otoczyć Pokrowsk zamiast atakować go bezpośrednio. W ostatnich dniach rosyjskie grupy szturmowe atakowały linię ukraińskich okopów wzdłuż autostrady T0504 łączącej Pokrowsk z Konstantynówką, na północ od Torećka. Za cenę ogromnych strat poczynili pewne postępy.
W opinii ISW źródła rosyjskie donosiły, że siły ukraińskie przeprowadziły serię ograniczonych ataków na granicy rosyjsko–ukraińskiej w pobliżu Tiotkina w obwodzie kurskim. Rosyjskie dowództwo prawdopodobnie przerzuciło elementy 68 Korpusu Armijnego i 58 Armii Ogólnowojskowej w kierunku Torećka z kierunków Kurachowego i zaporoskiego. Wojska rosyjskie posunęły się w kierunku Wołczańska, Siewierska, Torećka, Kurachowego i Wełykiej Nowosiłki.
Według ukraińskich Sił Powietrznych wojska rosyjskie zaatakowały obwód sumski dwoma rakietami balistycznymi Iskander-M/KN-23 (wystrzelonych z obwodu kurskiego) i terytorium Ukrainy przy wykorzystaniu 116 dronów Shahed 136/131 i dronów-wabików różnych typów, wystrzelonych z Kurska, Orła, Millerowa i okupowanego Prymorśka. Ukraińska obrona przeciwlotnicza zestrzeliła 42 drony na wschodzie, północy i południu kraju, a kolejne 21 zaginęło na Ukrainie w ramach walki elektronicznej. Skutki ataku odnotowano w obwodach sumskim i donieckim. Wojska rosyjskie przeprowadziły atak na Konotop w obwodzie sumskim, w wyniku czego została zniszczona infrastruktura. W godzinach nocnych w wyniku rosyjskiego ostrzału w obwodzie donieckim zginęło sześciu cywilów, a sześciu zostało rannych, w tym dwoje dzieci. Według mera Andrija Drużczenki w mieście Worożba w obwodzie sumskim rosyjskie samoloty zrzuciły bomby kierowane, zabijając dwóch mężczyzn i uszkadzając budynki mieszkalne. Tego samego dnia wieś Nowi Wyrky w hromadzie Biłopilla została ostrzelana przez system rakietowy Grad, w wyniku czego jeden mężczyzna zginął, a drugi został ranny. Gubernator Ołeh Kiper powiedział, że Rosja przeprowadziła atak dronów na Odessę, zabijając co najmniej jednego cywila i powodując uszkodzenia infrastruktury.
Mer Siergiej Sobianin stwierdził, że w nocy ukraińskie drony zaatakowały cele w Moskwie, gdzie było słychać eksplozje. Według niego rzekomo odparło atak czterech dronów zmierzających w kierunku Moskwy. Kilka lotnisk zamknięto w ramach środków ostrożności. P.o. gubernatora Aleksandr Chinsztejn stwierdził, że trzy osoby zginęły w dwóch oddzielnych ukraińskich atakach dronów na Szczegolok i Zwannoje w południowo-zachodnim obwodzie kurskim. Dwie kobiety pracujące w firmie rolniczej zginęły, gdy dron uderzył w furgonetkę przewożącą pracowników w pobliżu wsi Szczegolok, a trzy kolejne osoby trafiły do szpitala z siniakami. W innych ataku 53-letni mężczyzna zginął w wyniku eksplozji ładunku wybuchowego zrzuconego przez drona we wsi Zwannoje. Sztab Generalny Ukrainy ogłosił, że ukraińskie lotnictwo zaatakowało stanowisko dowodzenia rosyjskich jednostek dronów w pobliżu wsi Tiotkino w obwodzie kurskim, w rezultacie czego wyeliminowano do 20 rosyjskich żołnierzy, a ich sprzęt został zniszczony. Ministerstwo Obrony Rosji podało, że obrona przeciwlotnicza zestrzeliła cztery drony nad obwodem moskiewskim, 17 dronów nad obwodem briańskim i pięć kolejnych nad obwodem kałuskim.
Prezydent Wołodymyr Zełenski, podczas konferencji prasowej z prezydentem Czech Petrem Pavlem po spotkaniu w Pradze, ogłosił utworzenie szkoły lotniczej F-16 w ramach ukraińsko–czeskiej koalicji lotniczej, która będzie miała siedzibę poza granicami Ukrainy. Premier Petr Fiala oświadczył, że Czechy będą szkolić ukraińskich pilotów na myśliwcach F-16 i samolotach szkoleniowych L-39 na swoim terytorium. Prezydent Zełenski ogłosił, że Ukraina planuje otrzymać w 2025 roku 3 miliony pocisków artyleryjskich, z czego 1,8 mln zostanie dostarczonych w ramach „czeskiej inicjatywy”. Ponadto Ministerstwo ds. Reintegracji Tymczasowo Okupowanych Terytoriów Ukrainy i Ministerstwo Spraw Wewnętrznych Czech podpisały wspólną deklarację w sprawie Centrum Jedności Ukraińskiej w Republice Czeskiej.
Żołnierze ukraińscy trenujący w Wielkiej Brytanii po raz pierwszy wzięli udział w paradzie wojskowej z okazji Dnia Zwycięstwa w Europie (VE–Day), którego 80. rocznica odbyła się w stolicy kraju, Londynie.

### 6 maja
Naczelny dowódca armii ukraińskiej generał Ołeksandr Syrski oświadczył, że Ukraina ustabilizowała sytuację na kierunku Pokrowska w obwodzie donieckim, a w niektórych rejonach przejęła inicjatywę taktyczną. „Kierunek Pokrowski jest jednym z najtrudniejszych odcinków frontu... Jednak dzięki odwadze i umiejętnym działaniom żołnierzy Sił Obronnych udało nam się ustabilizować sytuację w tej strefie operacyjnej w obwodzie donieckim i w niektórych rejonach przejąć inicjatywę taktyczną”.
Według ISW siły ukraińskie kontynuowały ograniczone ataki przez granicę międzynarodową w pobliżu Tiotkina i Nowyj Put w obwodzie kurskim. Ukraińcy kontynuowali również ataki dronów, powietrzne i artylerii mające na celu odizolowanie jednostek rosyjskich w Tiotkinie i jego okolicach. Tymczasem wojska rosyjskie posuwały się w kierunku Kupiańska, Torećka, Nowopawliwki i Wełykiej Nowosiłki.
Sztab Ukrainy ogłosił, że Rosja atakowała w kierunkach Charkowa, Kupiańska, Łymanu, Kramatorska, Torećka, Pokrowska, Nowopawłowska, Hulajpola, Zaporoża i Chersonia, gdzie doszło do 171 starć. W ciągu doby wojska rosyjskie przeprowadziły cztery ataki rakietowe, 96 nalotów, 3267 ataków dronów i 109 ostrzałów na pozycje i miejscowości ukraińskie. Operacja w obwodzie kurskim trwała; wojska rosyjskie przeprowadziły 11 ataków, 336 ataków artyleryjskich, 14 ostrzałów i 12 nalotów, używając 18 bomb lotniczych na pozycje ukraińskie. Ukraińskie lotnictwo i artyleria zaatakowały 10 miejsc koncentracji, stację walki radioelektronicznej, stację radarową, cztery punkty kontroli dronów, cztery jednostki artylerii, punkt kontrolny i dwa składy amunicji.
Siły Powietrzne Ukrainy podały, że siły rosyjskie zaatakowały Ukrainę przy pomocy 116 dronów Shahed 136/131 i dronów-wabików różnych typów, wystrzelonych z Briańska, Kurska, Orła, Millerowa, Primorsko-Achtarska i okupowanego Prymorśka. Ukraińska obrona przeciwlotnicza zniszczyła 54 drony na wschodzie, północy, południu i w centrum kraju, a kolejne 70 zaginęło na Ukrainie w ramach walki elektronicznej. Obwody charkowski, odeski i dniepropietrowski zostały dotknięte atakiem. 20 rosyjskich dronów Shahed zaatakowało Charków (w tym na największy targ na Ukrainie i w Europie, w Barabaszowie) w kilku falach; w wyniku ataków cztery osoby zostały ranne.
Administracja Wojskowa poinformowała, że ok. 17:30 czasu lokalnego siły rosyjskie przeprowadziły atak rakietowy na przedmieścia Sum, zabijając trzy osoby, w tym 6-letnie dziecko, i raniąc 11 kolejnych, w tym troje dzieci. Według wstępnych informacji Rosjanie użyli pocisku balistycznego, celując w cywilną infrastrukturę. Nad ranem armia rosyjska zaatakowała Kramatorsk w obwodzie donieckim, w rezultacie czego jedna osoba zginęła, a dwie zostały ranne. Według wstępnych informacji wszystkie ataki miały miejsce w strefie przemysłowej miasta. Guberator Serhij Łysak powiedział, że wieczorem osiem osób zostało rannych w wyniku rosyjskich nalotów na społeczność Pokrowska w obwodzie dniepropetrowskim. „Osiem osób zostało rannych. Wszyscy trafili do szpitala, dwie były w stanie ciężkim. Uszkodzonych zostało 12 domów prywatnych, gazociąg i linia energetyczna”.
Ministerstwo Obrony Rosji poinformowało, że od wieczora 5 maja do poranka 6 maja „przechwycono i zniszczono” 105 dronów w obwodach moskiewskim (19), briańskim (32), woroneskim (22), penzeńskim (10), kałuskim (9), biełgorodzkim (6), lipieckim (2), samarskim (2), włodzimierskim (1), kurskim (1) i rostowskim (1). Podczas ataku dronów wstrzymano działalność lotnisk w Moskwie i wielu miastach, m.in. w Jarosławiu, Iwanowie, Niżnym Nowogrodzie, Kazaniu, Niżniekamsku i innych. Gubernator Michaił Razwożajew podał, że ok. 21:30 ogłoszono alarm powietrzny na Krymie. Prawie natychmiast kanały monitorujące zaczęły informować, że półwysep był pod ostrzałem rakietowym na dużą skalę. Rakiety zostały zauważone nad Sewastopolem, Ałupką, Sudakiem i Teodozją.
Według Ośrodka Studiów Wschodnich (OSW) wojska rosyjskie przełamały kolejną linię obrony ukraińskiej po wschodniej stronie drogi Pokrowsk–Konstantynówka, gdzie wbili się w pozycje w pasie o szerokości ponad 5 km na głębokość do 5 km. Po wielomiesięcznych walkach opanowali także rejon zlokalizowanego na niej węzła drogowego koło Małyniwki. Rosjanie kontynuowali atak trzema drogami na północ od Torećka, pozostawiając pod kontrolą ukraińską część kwartałów w północnej i zachodniej części miasta. Coraz częściej atakowali niewielkimi grupami na motocyklach pod osłoną dronów, co miało zapewnić dużą szybkość natarcia, a jednocześnie utrudnić Ukraińcom wcześniejsze wykrycie atakujących. Kolejne postępy siły rosyjskie zrobiły na pozostałych kierunkach w Donbasie, pomiędzy Pokrowskiem a Wełyką Nowosiłką, gdzie rozpoczęły się walki o węzeł drogowy Bahatyr, w Czasiw Jarze i na południe od miasta, na wschód od Siewierska oraz na północ od Łymanu. Do nieznacznych postępów rosyjskich doszło na prawym brzegu rzeki Oskoł na północ od Kupiańska, na wyspach w ujściu Dniepru na południe od Chersonia, a także na pograniczu obwodu sumskiego z obwodami kurskim i biełgorodzkim. Według niektórych źródeł od 5 maja br. wojska ukraińskie podejmowały próby ataków z obwodu sumskiego na terytorium FR, uderzając na przygraniczne Tiotkino w obwodzie kurskim.
Żołnierze 72 Samodzielnej Brygady Zmechanizowanej otrzymali dużą dostawę dronów FPV od społeczności stolicy. Mer Witalij Kłyczko stwierdził, że wojsku przekazano 900 dronów.
Na wystawie poświęconej Dniu Piechoty Ukraina zaprezentowała drona uderzeniowego dalekiego zasięgu „FP-1”, którego zasięg wynosi do 1600 km. Dron jest w stanie przenosić głowicę bojową o masie do 120 kg, a masa głowicy prawdopodobnie koreluje z odległością, jaką może pokonać. FP-1 jest już produkowany w dużych ilościach i wzbudza zainteresowanie wśród krajów partnerskich Ukrainy. Na wystawie zaprezentowano również ukraińskiego drona „Buława”, opracowanego przez ukraińsko–czeską firmę UAC (wyposażonego w kumulatywno-termobaryczną głowicę bojową o wadze 3,6 kg. Może razić cele w promieniu do 60 km) oraz drona naziemnego „TerMIT” o udźwigu do 300 kg i zasięgu do 20 km.
Specjalny wysłannik USA na Ukrainę Keith Kellogg w wywiadzie dla Fox News powiedział, że Ukraina zaproponowała utworzenie strefy zdemilitaryzowanej kontrolowanej wspólnie przez Ukrainę i Rosję, przy czym obie strony wycofałyby się o 15 km wzdłuż obecnej linii frontu, aby utworzyć 30 km strefę buforową monitorowaną przez obserwatorów z państw trzecich oraz obie strony wstrzymałyby ogień. Propozycja oznaczała, że obie strony utrzymałyby kontrolę nad wówczas zajmowanymi obszarami. Według Kellogga główną przeszkodą w osiągnięciu porozumienia była odmowa prezydenta Putina o zawieszeniu broni.
Rosja i Ukraina, przy pośrednictwie Zjednoczonych Emiratów Arabskich, przeprowadziły 64. wymianę jeńców, w wyniku której obie strony uwolniły po 205 żołnierzy. Wśród uwolnionych Ukraińców byli obrońcy Mariupola oraz obwodów donieckiego, ługańskiego, zaporoskiego, charkowskiego, chersońskiego, sumskiego i kijowskiego.
Komisja Polityki Zagranicznej Parlamentu Ukrainy przyjęła ukraińsko-amerykańską umowę o handlu minerałami 11 głosami „za” i 1 „wstrzymującym się” oraz przekazała ją do rozpatrzenia na sesji plenarnej, która ma zostać poddana pod głosowanie 8 maja 2025 roku.

### 7 maja

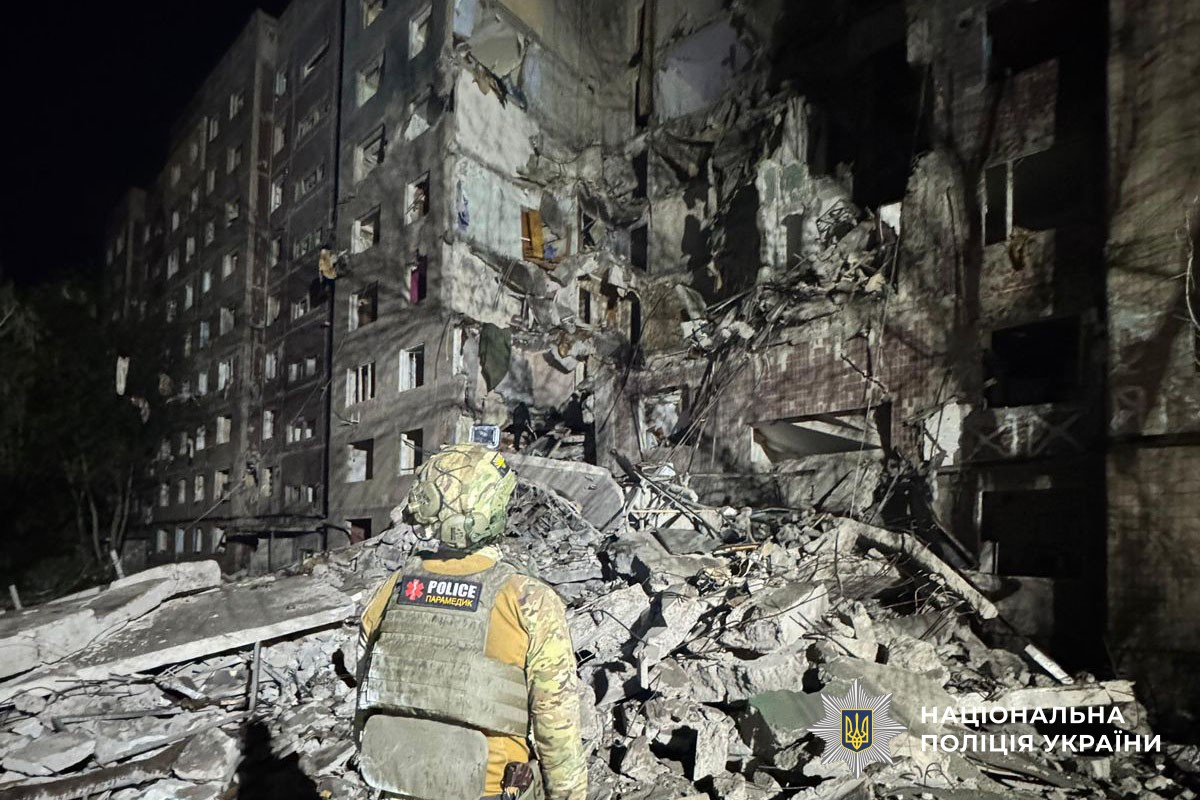
Budynek mieszkalny w Konstantynówce po wieczornym rosyjskim bombardowaniu; jedna osoba zginęła, a 14 zostało rannych.

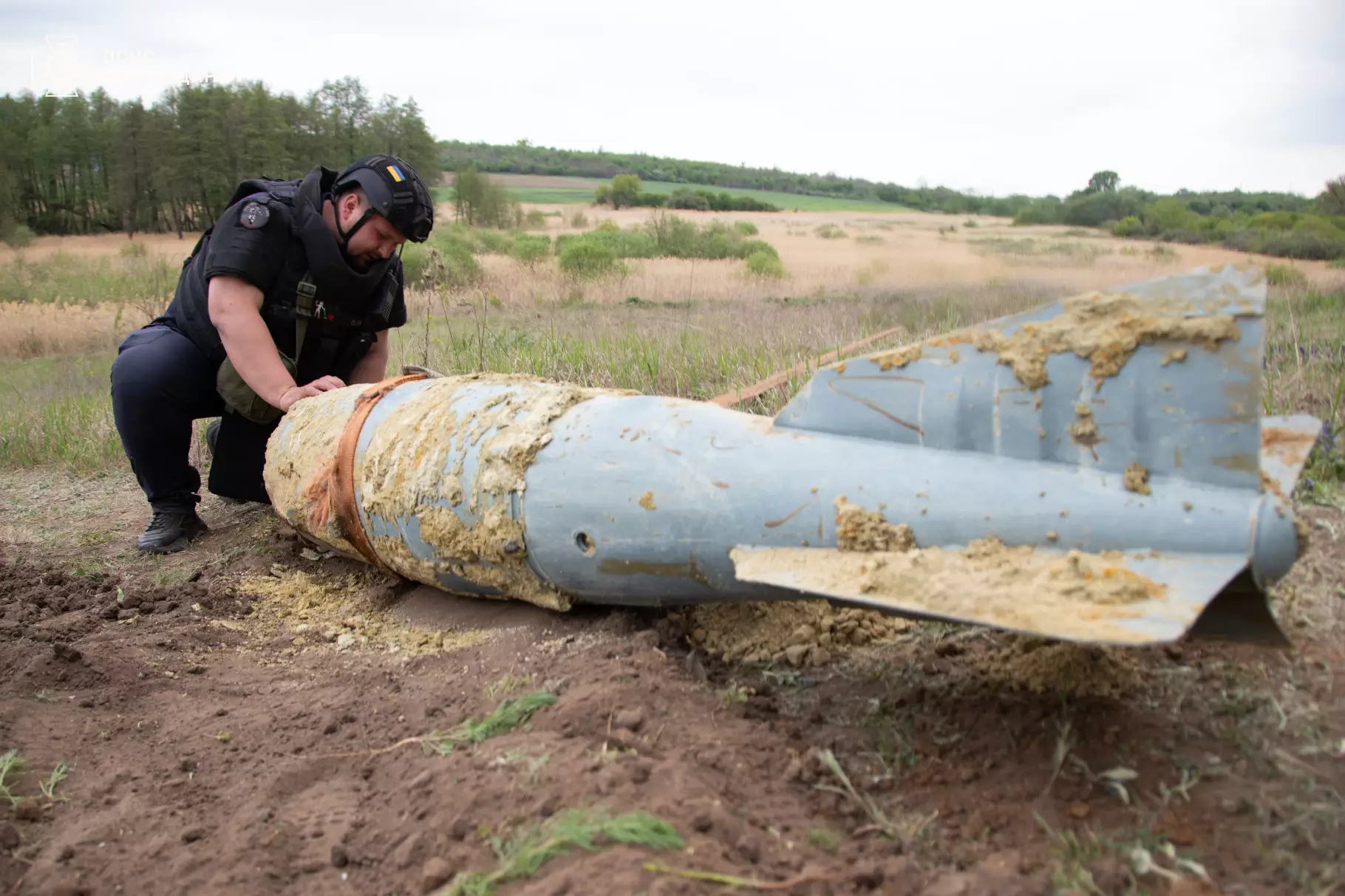
Niewybuch bomby lotniczej KAB-500, znaleziony we wsi w rejonie kupiańskim po jednym z ataków. Została usunięta i zutylizowana.

Siły ukraińskie przekroczyły granicę rosyjską w pobliżu Tiotkina w obwodzie kurskim, na południowy zachód od Głuszkowa oraz zajęły jego południowe i południowo-wschodnie obszary.
W ocenie ISW urzędnicy amerykańscy przyznali, że Rosja nadal nie ustępowała w kwestii zawieszenia broni na Ukrainie, jednocześnie powtarzając, że Ukraina pozostawała zaangażowana w proponowane przez prezydenta Donalda Trumpa 30-dniowe zawieszenie broni. Siły ukraińskie prawdopodobnie przekroczyły granicę międzynarodową do południowego Tiotkina w obwodzie kurskim, pośród ciągłych ograniczonych ataków ukraińskich w tym rejonie. Siły rosyjskie posunęły się w kierunku Wołczańska, Czasiw Jaru, Torećka, Nowopawliwki i Wełykiej Nowosiłki.
Sztab Ukrainy ogłosił, że Rosja atakowała w kierunkach Charkowa, Kupiańska, Łymanu, Siewierska, Kramatorska, Torećka, Pokrowska, Nowopawłowska, Hulajpola, Zaporoża i Chersonia, gdzie doszło do 196 starć. W ciągu doby wojska rosyjskie przeprowadziły dwa ataki rakietowe, 89 nalotów, 2891 ataków dronów i 151 ostrzałów na pozycje i miejscowości ukraińskie. Operacja w obwodzie kurskim trwała; wojska rosyjskie przeprowadziły 19 ataków, 325 ataków artyleryjskich, jeden ostrzał i kilkanaście nalotów, używając 19 bomb lotniczych na pozycje ukraińskie. Ukraińskie lotnictwo i artyleria zaatakowały 10 miejsc koncentracji, dwa punkty kontroli dronów, sześć jednostek artylerii, magazyn paliwa i smarów oraz stację radarową.
Według Sił Powietrznych Ukrainy w nocy Rosjanie zaatakowali terytorium Ukrainy przy wykorzystaniu pięciu rakiet balistycznych Iskander-M/KN-23 (wystrzelonych z obwodów briańskiego, rostowskiego i kurskiego) oraz 187 dronów Shahed 136/131 i dronów-wabików różnych typów (z Briańska, Kurska, Orła, Millerowa, Primorsko-Achtarska i Hwardijśkego). Ukraińska obrona przeciwlotnicza zestrzeliła dwie rakiety i 81 dronów na wschodzi, północy, południu i w centrum kraju, a kolejne 64 zaginęły na Ukrainie w ramach walki elektronicznej. Atak dotknął obwody kijowski, sumski, żytomierski, doniecki i zaporoski.
Władze ukraińskie podały, że w nocy wojska rosyjskie zaatakowały Kijów pociskami balistycznymi i 28 dronami, w wyniku czego dwie osoby zginęły, a dziewięć zostało rannych. Pocisk i 11 dronów zostały zniszczone, trzy drony zaginęły, a 10 kolejnych opuściło przestrzeń powietrzną stolicy. Spadające szczątki dronów wywołały pożary w trzech rejonach Kijowa. W rejonie szewczenkowskim wrak drona spadł na 5-piętrowy budynek mieszkalny. W Iziumie ładunek wybuchowy eksplodował na terenie prywatnego gospodarstwa, zabijając dwie osoby. Według doniesień rosyjskie ostrzały artyleryjskie zraniły siedem osób w Myrnohradzie. Ponadto Rosjanie zrzucili trzy bomby lotnicze na Ołeksandro-Kałynowe w hromadzie Illiniwka, zabijając dwie kobiety i uszkadzając sześć domów prywatnych.
Ukraińskie ataki dronów uderzyły w nocy w obiekty przemysłu obronnego w Sarańsku i Tule oraz bazy lotnicze Szajkowka w obwodzie kałuskim (gdzie stacjonują samoloty Tu-22M3 i przechowywane są rakiety Ch-22) i Kubinka w obwodzie moskiewskim (gdzie stacjonują samoloty Su-27 i MiG-29). Rosyjskie Ministerstwo Obrony stwierdziło, że w ciągu nocy w największym ataku tego typu przeprowadzonym przez Ukrainę zestrzelono 524 drony i kilka rakiet. Ataki spowodowały zakłócenia w lotach w miastach zachodniej Rosji. Największy rosyjski przewoźnik, Aerofłot, odwołał 52 loty z Moskwy i kolejne 54 do stolicy; łącznie opóźniono ponad 140 lotów do i z Moskwy. Ukraińska grupa partyzancka „Atesz” poinformowała, że jej członkowie zniszczyli sprzęt w podstacji w obwodzie moskiewskim, zakłócając komunikację w kilku rosyjskich obiektach wojskowych. Armia ukraińska przy pomocy systemu HIMARS po raz pierwszy zniszczyła północnokoreańską wyrzutnię rakiet KN-09 w obwodzie kurskim. Pocisk GMLRS uderzył kilka metrów od północnokoreańskiego systemu, co doprowadziło do zapalenia się wyrzutni przez odłamki.
Niemcy przekazały Ukrainie nowy pakiet pomocy wojskowej, w tym rakiety do systemów obrony powietrznej IRIS-T, haubice Zuzana-2, nieokreśloną ilość amunicji do czołgów Leopard 2, ok. 40 tys. pocisków do dział Gepard, 27 tys. amunicji artyleryjskiej 155 mm, 1000 amunicji artyleryjskiej 122 mm, 70 dronów rozpoznawczych Vector, 150 dronów HF-1; 20 dronów naziemnych, sześć opancerzonych wozów ewakuacyjnych Bergepanzer 2, cztery wozy do usuwania min Wisent 1, dwa pojazdy do usuwania min, 41 naziemnych stacji radarowych, 917 granatników przeciwpancernych RGW 90, karabiny HK G3 i 800 karabinów szturmowych MK 556. Kanclerz Friedrich Merz stwierdził, że Ukraina może liczyć na nowy rząd niemiecki w kwestii przekazania rakiet manewrujących Taurus. „Prezydent Zełenski wie, że może liczyć na mnie i Republikę Federalną”.

### 8 maja
W nocy z 7 na 8 maja, w Dzień Zwycięstwa, na mocy dekretu prezydenta Władimira Putina, W Rosji ogłoszono tymczasowe zawieszenie broni, obowiązujące do 11 maja. W nocy z 8 na 9 maja nie odnotowano żadnego rosyjskiego ataku dronów na Ukrainie. Jednakże po pewnym czasie obie strony zaczęły się wzajemnie oskarżać o naruszenie zawieszenia broni. SG Ukrainy poinformował, że w ciągu pierwszego dnia ogłoszonego przez Rosję „humanitarnego zawieszenia broni” wojska ukraińskie stanęły w obliczu 117 starć na linii frontu. Ciężkie walki trwały w pobliżu Pokrowska, Czasiw Jaru, Kupiańska i Łymanu oraz odnotowano ataki w okolicach Siewierska, Torśkego i w obwodzie charkowskim.
Ukraiński projekt DeepState poinformował, że żołnierze 13 Brygady Gwardii Narodowej Ukrainy „współpracując z innymi jednostkami Sił Obronnych, w ciężkich bitwach” wyzwolili masyw leśny na północ od Łypci w obwodzie charkowskim o powierzchni ponad 200 ha. Walki o ten odcinek frontu trwały prawie pół roku, od listopada 2024 roku. Zwrócono uwagę, że dzięki skoordynowanej pracy jednostek udało się odeprzeć Rosjan i przywrócić kontrolę nad ważnym przyrodniczo i taktycznie obszarem, a wojska rosyjskie straciły prawie 1500 żołnierzy zabitych i rannych oraz ponad 375 szt. sprzętu i broni.
Według ISW Rosja wdrożyła jednostronne zawieszenie broni z okazji Dnia Zwycięstwa i oskarżyła Ukrainę o jego naruszenia, mimo że strona ukraińska oficjalnie i publicznie nie zgodziła się na zawieszenie broni ogłoszone przez Rosję. Ukraińscy urzędnicy nadal podkreślali gotowość Ukrainy do wdrożenia pożądanego przez prezydenta Donalda Trumpa 30-dniowego zawieszenia broni przed rozmowami pokojowymi. Siły ukraińskie posunęły się naprzód w obwodzie kurskim i w pobliżu Torećka. Wojska rosyjskie poczyniły postępy w obwodach kurskim i sumskim oraz w okolicy Kupiańska, Borowej, Torećka, Kurachowego i Wełykiej Nowosiłki. Brytyjskie MON podało, że w kwietniu 2025 roku rosyjskie postępy na Ukrainie były kontynuowane w znacznie wolniejszym tempie w porównaniu z końcem 2024 roku. Rosyjskie Siły Lądowe prawdopodobnie przejęły ok. 200 km² terytorium Ukrainy w kwietniu 2025 roku, średnio ok. 6 km² dziennie. Jest to niewielki wzrost w porównaniu z ok. 150 km² przejętymi przez siły rosyjskie w marcu 2025 roku, co było najniższą liczbą odnotowaną od czerwca 2024 roku. Przez cały kwiecień Rosjanie osiągnęli taktyczne zdobycze wokół Pokrowska, ważnego ukraińskiego węzła logistycznego, który wspiera operacje w Donbasie. Pokrowsk pozostawał prawdopodobnie priorytetowym celem dla Rosji, jednak nie udało się jej poczynić żadnych znaczących postępów wokół miasta od końca 2024 roku.
Wojska ukraińskie poinformowały, że siły rosyjskie kontynuowały ataki, pomimo 3-dniowego zawieszenia broni ogłoszonego przez Rosję. W rezultacie tego rosyjskie ataki na północno-wschodnią Ukrainę zabiły co najmniej jedną osobę. Państwowa Służba Ratownicza Ukrainy oświadczyła, że „w rejonie sumskim nocny ostrzał wywołał pożary w trzech budynkach mieszkalnych. Strażacy pracowali od nocy do wczesnego ranka, aby powstrzymać pożary. Niestety, w ataku zginął jeden cywil”. Ukraińskie Siły Powietrzne ogłosiły, że po południu siły rosyjskie zaatakowały Ukrainę przy pomocy 31 dronów Shahed 136/131 i dronów-wabików różnych typów. Ukraińska obrona przeciwlotnicza zniszczyła 20 dronów na północy i w centrum kraju, a kolejne sześć zaginęło na Ukrainie w ramach walki elektronicznej. W wyniku rosyjskiego ataku ucierpiał obwód czerkaski.
Komisja Europejska ogłosiła, że przekazała Ukrainie czwartą transzę w wysokości 1,1 miliarda dolarów zysków z zamrożonych aktywów rosyjskich w ramach inicjatywy G7 Extraordinary Revenue Acceleration (ERA). Premier Denys Szmyhal powiedział, że rząd wykorzysta te środki na „pokrycie krytycznych wydatków budżetowych i wzmocnienie państwa”. Holandia uzgodniła z Rumunią utworzenie ośrodka szkoleniowego dla ukraińskiego personelu obsługi technicznej samolotów F-16 w bazie lotniczej Fetești, gdzie już działa Europejskie Centrum Szkolenia Pilotów Samolotów F-16 (EFTC). Rada Najwyższa Ukrainy zatwierdziła umowę mineralną między Ukrainą a Stanami Zjednoczonymi 338 głosami deputowanych.

### 9 maja
W opinii ISW prezydent Donald Trump wezwał do dłuższego zawieszenia broni na Ukrainie, które poprzedziłoby negocjacje pokojowe. Siły rosyjskie posunęły się naprzód w kierunkach Pokrowska, Nowopawliwki, Kurachowego i Wełykiej Nowosiłki oraz w obwodzie zaporoskim, natomiast wojska ukraińskie zrobiły postępy w obwodzie kurskim.
Sztab Ukrainy ogłosił, że Rosja atakowała w kierunkach Charkowa, Kupiańska, Łymanu, Siewierska, Kramatorska, Torećka, Pokrowska, Nowopawłowska, Hulajpola, Zaporoża i Chersonia, gdzie doszło do 196 starć. W ciągu 24h wojska rosyjskie przeprowadziły 34 naloty, 2174 ataków dronów i 35 ostrzałów na pozycje i miejscowości ukraińskie. Operacja w obwodzie kurskim trwała; wojska rosyjskie przeprowadziły 19 ataków, 316 ataków artyleryjskich, jeden ostrzał i 13 nalotów, używając 21 bomb lotniczych na pozycje ukraińskie. Ukraińskie lotnictwo i artyleria zaatakowały siedem miejsc koncentracji, punkt kontroli dronów i trzy jednostki artylerii.
Rzecznik Sił Powietrznych Ukrainy Jurij Ihnat powiedział, że armia rosyjska nadal atakowała Ukrainę za pomocą kierowanych bomb lotniczych, pomimo 3-dniowego zawieszenia broni. 8 maja wojska rosyjskie wystrzeliły 130 bomb lotniczych na obwód sumski, z których 56 zostało wystrzelonych za pomocą samolotów Su-34 operujących pod osłoną myśliwców Su-35. Dodał, że ok. 12:00 prawie 10 rosyjskich samolotów znajdowało się w pobliżu linii frontu w sektorach Doniecka, Zaporoża i Sum. Ponadto stwierdził, że przed zawieszeniem broni Rosja wystrzeliła trzy fale dronów przeciwko Ukrainie, w sumie ponad 200, z których Ukraińcy zestrzelili 101 dronów, a kolejne 70 zaginęło, nie powodując szkód.
Gubernator Serhij Łysak poinformował, że wojska rosyjskie zaatakowały rejon nikopolski w obwodzie dniepropetrowskim za pomocą dronów i artylerii, w wyniku czego jedna osoba została ranna, wybuchł pożar oraz zostały uszkodzone dwa domy prywatne, budynek gospodarczy, motorower i linie energetyczne. Gubernator Ołeh Grigorow powiedział, że ok. 15:30 Rosjanie przeprowadzili naloty na wieś Manuchiwka w obwodzie sumskim, zabijając kobietę i raniąc mężczyznę. Dwa prywatne domy trafione bombami lotniczymi zostały zniszczone. Z kolei Gubernator Iwan Fedorow oświadczył, że siły rosyjskie zaatakowały Bilenke i Małokateryniwkę w obwodzie zaporoskim dronami, w wyniku czego 45-letni cywil został ranny.
Premier Denys Szmyhal powiedział, że Unia Europejska zobowiązała się dostarczyć ponad 1,35 miliona pocisków artyleryjskich w 2025 roku oraz ogłosiła zamiar przeznaczenia prawie 1,9 miliarda euro na wsparcie wojskowe dla Ukrainy, które zostanie pokryte z dochodów z zamrożonych rosyjskich aktywów. Wobec tego Dania, Francja, Holandia i Włochy zrealizują zakupy broni na Ukrainie o wartości 1 miliarda euro w ramach „duńskiego modelu”, czyli bezpośrednio od ukraińskich producentów. Według Szmyhala ponad 600 milionów euro zostanie przeznaczone na artylerię i amunicję, a kolejne ponad 200 milionów euro na wzmocnienie ukraińskiej obrony powietrznej.
Główny Zarząd Wywiadu MON Ukrainy buduje flotyllę morskich dronów, których ważną częścią będą bezzałogowe platformy przystosowane do wystrzeliwania dronów kamikadze, co umożliwi ataki na cele lądowe i wysoce zwrotne cele nawodne. „Nasza platforma morska przenosi od 500 do 3 tys. kg broni różnego typu – powietrznej, nawodnej i podwodnej. System wykorzystuje najnowsze technologie w połączeniu ze sztuczną inteligencją w stylu NATO”.
Według agencji Reuters Rosja przeprowadzała znaczącą rozbudowę zakładu w odległej Syberii, aby zwiększyć produkcję materiałów wybuchowych używanych w pociskach artyleryjskich i innych rodzajach broni używanych podczas wojny z Ukrainą. Dowody zebrane przez agencję sugerowały, że miejscem rozbudowy był „Bijsk Oleum Plant”, gdzie miała zostać uruchomiona produkcja heksogenu (RDX), z kolei możliwość produkcji podobnego materiału wybuchowego, oktogenu (HMX), nie była wykluczona, ponieważ dokumenty odnosiły się do produkcji urotropiny i przechowywania kwasu azotowego, chemikaliów potrzebnych do obu rodzajów materiałów wybuchowych.
Podczas parady z okazji Dnia Zwycięstwa w 2025 roku Rosja ujawniła powstanie pierwszej jednostki dronów wzorowanej na ukraińskich Siłach Systemów Bezzałogowych. Jednostka, zwana 7 Oddzielnym Pułkiem Wojsk Systemów Bezzałogowych, obsługuje drony Orłan-10, Orłan-30, Zala, Łancet-51, Łancet-52, Garpija i Gerań.
Służba Bezpieczeństwa Ukrainy ogłosiła, że rzekomo rozbito węgierską sieć wywiadu działającą w obwodzie zakarpackim, zatrzymując dwóch agentów oskarżonych o szpiegostwo przeciwko państwu ukraińskiemu. Cele operacji obejmowały zbieranie informacji wywiadowczych na temat obrony wojskowej, identyfikację luk w systemach obrony naziemnej i powietrznej oraz ocenę poglądów społeczno-politycznych lokalnych mieszkańców. Minister spraw zagranicznych Péter Szijjártó powiedział, że Węgry wydaliły dwóch szpiegów pracujących pod przykrywką dyplomatyczną w Ambasadzie Ukrainy na Węgrzech. Minister spraw zagranicznych Ukrainy Andrij Sybiha stwierdził, że Ukraina wydaliła dwóch węgierskich dyplomatów i poprosiła ich o opuszczenie Ukrainy w ciągu 48 godzin. MSZ wezwało również ambasadora Węgier na Ukrainę.
W FR zaczęła działać w pełnym trybie strona internetowa Jednolitego Rejestru Rejestracji Wojskowej. Zgodnie z poprawkami do ustawy „O obowiązku wojskowym”, wezwanie uważa się za doręczone siedem dni po jego opublikowaniu w rejestrze. Po tym terminie poborowy nie może opuszczać kraju. Jeśli poborowy nie stawi się w wojskowym biurze rejestracji i poboru w ciągu 20 dni, władze mogą nałożyć na niego dodatkowe ograniczenia, w tym zakaz rejestrowania pojazdów, transakcji nieruchomościami, rejestrowania się jako osoba samozatrudniona lub jednoosobowa działalność gospodarcza, uzyskania paszportu zagranicznego i ubiegania się o pożyczki.

### 10 maja
Według ISW rzecznik Kremla Dmitrij Pieskow odrzucił kolejną propozycję ogólnego zawieszenia broni, pośród ciągłych żądań Rosji, aby przyszłe zawieszenie broni zawierało warunki wspierające długoterminowy cel Rosji, jakim było przejęcie kontroli nad całą Ukrainą, i umożliwiłoby FR wznowienie działań ofensywnych z korzystniejszej pozycji w wybranym przez nią czasie. Siły ukraińskie poczyniły postępy w obwodzie kurskim, a wojska rosyjskie zrobiły postępy w pobliżu Torećka, Pokrowska i Kurachowego.
Administracja Wojskowa poinformowała, że 58-letni mężczyzna został ranny w rejonie dnieprowskim w Chersoniu w wyniku rosyjskiego ataku dronów. Kolejne dwie osoby zostały ranne 8 maja w Chersoniu w wyniku ataków Rosjan zrzucających ładunki wybuchowe z dronów.
Rosyjskie Ministerstwo Obrony poinformowało, że użyto samolotów MiG-35 do „pierwszego znanego operacyjnego użycia” w celu obrony Moskwy przed ukraińskimi dronami.
Amerykański dziennik The New York Times poinformował, że Stany Zjednoczone zatwierdziły transfer 125 rakiet dalekiego zasięgu i 100 pocisków przeciwlotniczych Patriot z Niemiec na Ukrainę.

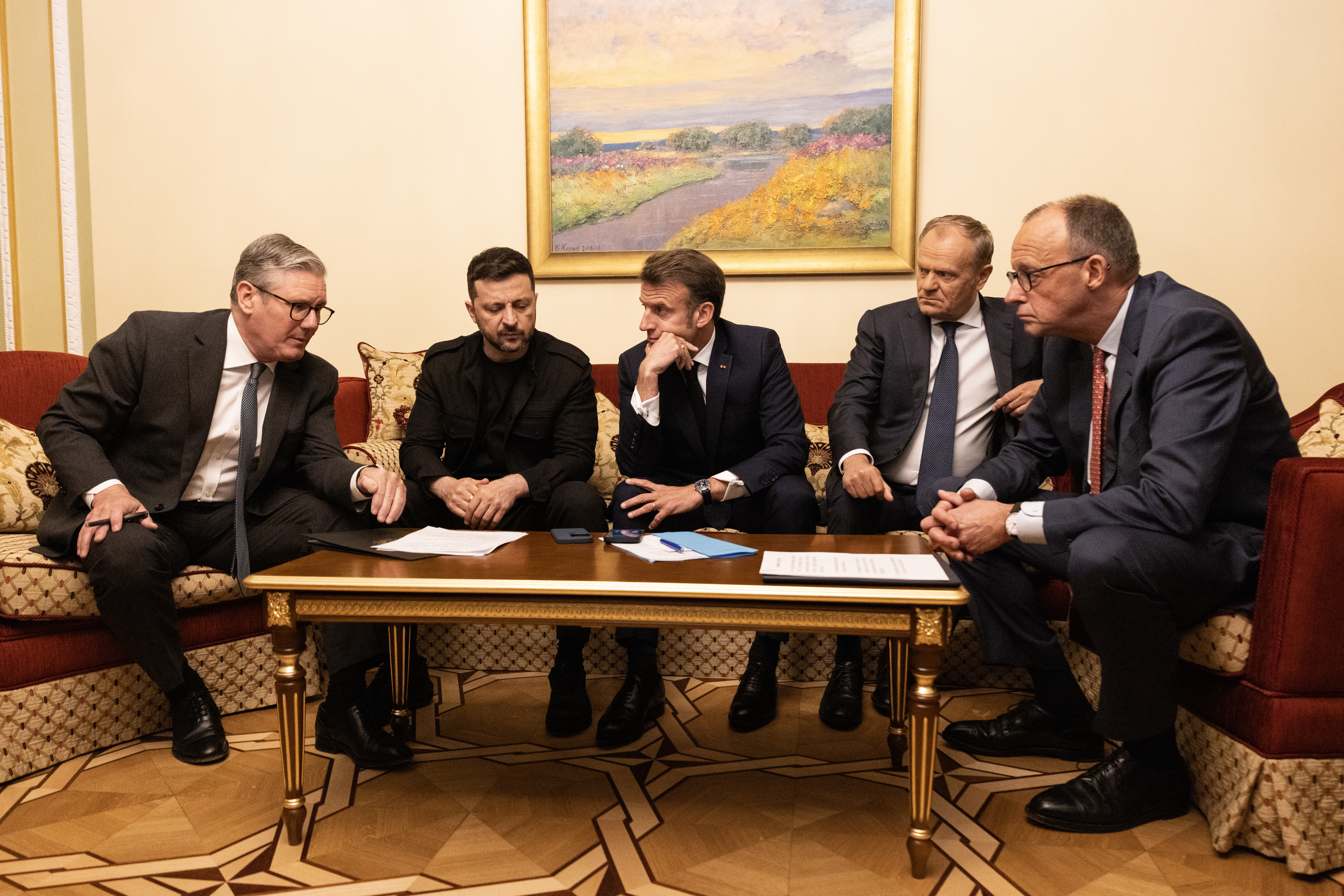
Przywódcy Ukrainy (Wołodymyr Zełenski), Francji (Emmanuel Macron), Niemiec (Friedrich Merz), Wielkiej Brytanii (Keir Starmer) i Polski (Donald Tusk) podczas rozmowy telefonicznej z prezydentem Stanów Zjednoczonych Donaldem Trumpem.

Delegacja, w skład której weszli prezydent Francji Emmanuel Macron, kanclerz Niemiec Friedrich Merz, premier Wielkiej Brytanii Keir Starmer i premier Polski Donald Tusk, przybyła do Kijowa. Przywódcy wydali wspólny apel do Rosji o zgodę na pełne i bezwarunkowe 30-dniowe zawieszenie broni oraz zobowiązali się do zwiększenia wsparcia dla Ukrainy. Wspólne oświadczenie czterech przywódców zostało opublikowane na stronie internetowej brytyjskiego rządu: „My, przywódcy Francji, Niemiec, Polski i Wielkiej Brytanii, będziemy stać w Kijowie w solidarności z Ukrainą przeciwko barbarzyńskiej i nielegalnej agresji Rosji na pełną skalę. Ponownie wyrażamy nasze poparcie dla apeli prezydenta Trumpa o porozumienie pokojowe i wzywamy Rosję do zaprzestania blokowania wysiłków na rzecz zapewnienia trwałego pokoju. Wraz z USA wzywamy Rosję do wyrażenia zgody na pełne i bezwarunkowe 30-dniowe zawieszenie broni, aby stworzyć przestrzeń do negocjacji na rzecz sprawiedliwego i trwałego pokoju”. Ponadto Ukraina, USA i Unia Europejska przygotowały 22 warunki zawieszenia broni. Żądania zostaną przedstawione prezydentowi Putinowi.
Rzecznik prasowy Dmitrij Pieskow powiedział, że Rosja odrzuciła pomysł 30-dniowego zawieszenia broni z Ukrainą, wierząc, że przyniesie to korzyści Ukrainie. Podczas zawieszenia broni Ukraina będzie mogła kontynuować mobilizację, szkolić nowy personel wojskowy i sprowadzać nowe wojska na front, a Rosja nie może dać Ukrainie takiej przewagi. Rosja ma nadzieję, że Zachód zaprzestanie dostarczania Ukrainie pomocy wojskowej, w przeciwnym razie zawieszenie broni przyniesie Ukrainie tylko korzyści. Prezydent Putin robi wszystko, co możliwe, aby rozwiązać problem i osiągnąć rozwiązanie za pomocą pokojowych i dyplomatycznych środków, ale jeśli nie ma jasnego rozwiązania wojny, Rosja musi kontynuować wojnę.
Przywódca Korei Północnej Kim Dzong Un powiedział, że udział KRLD w wojnie Rosji przeciwko Ukrainie był „uzasadniony”, nazywając go wyrazem suwerennego prawa do obrony „braterskiego ludu”. „Nasz udział w konflikcie był sprawiedliwy i mieści się w suwerennych prawach naszej republiki. Uważam wszystkich dzielnych żołnierzy, którzy brali udział w operacji kurskiej, za bohaterów i najwyższych przedstawicieli honoru narodu”. Według niego KRLD nie zawaha się zezwolić na użycie siły militarnej, jeśli Stany Zjednoczone będą kontynuować to, co nazwał „prowokacjami wojskowymi” przeciwko Rosji.

### 11 maja
Źródła ukraińskie podały, że rosyjski Pułk Prezydencki FSB został wysłany w celu wzmocnienia 98 Gwardyjskiej Dywizji Powietrznodesantowej niedaleko Czasiw Jaru. Rzecznik 24 Samodzielnej Brygady Zmechanizowanej Iwan Petryczak stwierdził, że siły rosyjskie nadal nie odnosiły sukcesów w próbach zdobycia miasta i wezwały elitarny pułk do pomocy. „To specjaliści najwyższej klasy. Teraz musimy stawić czoła bardzo intensywnym walkom oraz bardzo dokładnej i precyzyjnej pracy. Jeśli Rosjanie wykorzystują specjalistów tego szczebla w walce miejskiej, prawdopodobnie również mają pewne trudności”. Według DeepState kontratak ukraińskiej 100 Samodzielnej Brygady Zmechanizowanej w pobliżu Torećka w obwodzie donieckim, w którym wzięło udział ponad dwa tuziny jednostek sprzętu i znaczna liczba piechoty, był wyjątkowo nieudany. Analitycy zauważyli, że w operacji popełniono krytyczne błędy. Wśród nich było przemieszczanie się kolumny z dużą prędkością przez otwarty teren, co pozwoliło rosyjskim dronom FPV na wyrządzenie znacznych szkód. Brakowało również wsparcia artyleryjskiego, dronów do ataków i zrzutów, a działaniom personelu wojskowego nie towarzyszył jasny plan na wypadek nieprzewidzianych okoliczności.
W opinii ISW siły ukraińskie zrobiły postępy w pobliżu Torećka, z kolei wojska rosyjskie posunęły się w kierunku północnego Charkowa i Nowopawliwki. Materiały geolokalizowane pokazywały, że siły rosyjskie zajęły miejscowość Nowoołeksandriwka, niedaleko Nowopawliwki w obwodzie donieckim.
Sztab Ukrainy ogłosił, że Rosja atakowała w kierunkach Charkowa, Kupiańska, Łymanu, Siewierska, Kramatorska, Torećka, Pokrowska, Nowopawłowska, Zaporoża i Chersonia, gdzie doszło do 155 starć. W ciągu doby wojska rosyjskie przeprowadziły 65 nalotów, 3443 ataków dronów i 114 ostrzałów na pozycje i miejscowości ukraińskie. Operacja w obwodzie kurskim trwała; wojska rosyjskie przeprowadziły osiem ataków, 284 ataki artyleryjskich, osiem ostrzałów i cztery naloty, używając 10 bomb lotniczych na pozycje ukraińskie. Ukraińskie lotnictwo i artyleria zaatakowały 20 miejsc koncentracji, pięć jednostek artylerii i punkt kontroli dronów.
Według ukraińskich Sił Powietrznych w nocy Rosjanie zaatakowali Ukrainę przy pomocy 108 dronów Shahed 136/131 i dronów-wabików różnych typów, wystrzelonych z Briańska, Szatałowa, Millerowa, Primorsko-Achtarska, Krymu i okupowanego Prymorśka. Ukraińska obrona przeciwlotnicza zestrzeliła 60 dronów na wschodzie, północy, południu i w centrum kraju, a kolejne 41 zaginęło na Ukrainie w ramach walki elektronicznej. Obwód sumski ucierpiał w wyniku ataku.
Miasto Rylsk w obwodzie kurskim zostało trafione rakietą; wcześniej trafiono w punkt rozmieszczenia rosyjskiej 40 Brygady Piechoty Morskiej. Na miejscu odnotowano „przybycie” i zniszczenia; na nagraniu filmowym widać zniszczony wielopiętrowy budynek. Ukraiński dziennikarz Denis Kazansky, powołując się na kanały propagandowe, poinformował, że byli zabici i ranni, a zniszczenia były usuwane. Rosjanie stwierdzili, że uderzenie zostało prawdopodobnie przeprowadzone przy użyciu system HIMARS. Gubernator Aleksandr Chinsztejn stwierdził, że w wyniku ataku trzy osoby zostały ranne. „Fala uderzeniowa uszkodziła również dwa samochody i dwa domy prywatne: wybito okna, uszkodzono dach i garaż. Trzy kolejne samochody zostały uszkodzone odłamkami”.
Prezydent Recep Tayyip Erdoğan w rozmowie z prezydentem Emmanuelem Macronem powiedział, że Turcja jest gotowa zaakceptować rozmowy o zawieszeniu broni i ustanowieniu trwałego pokoju między Rosją a Ukrainą. Według służby prasowej prezydent Erdogan powiedział Macronowi o „historycznym punkcie zwrotnym” w wysiłkach na rzecz zakończenia wojny na Ukrainie. Dodał, że tę okazję należy wykorzystać, a Turcja jest gotowa udzielić wszelkiego rodzaju wsparcia, w tym negocjacji, aby osiągnąć zawieszenie broni i trwały pokój. Prezydent Putin wydał oświadczenie alarmowe, sugerując, aby Ukraina wznowiła bezpośrednie rozmowy z Rosją w Stambule 15 maja 2025 roku „bez warunków wstępnych”. Skarżył się również, że podczas jednostronnego zawieszenia broni, które ogłosił 8–10 maja, Ukraina rzekomo podjęła „pięć ukierunkowanych prób ataku na granicę rosyjską w obwodzie kurskim na skrzyżowaniu z Biełgorodem”, a także próbowała zastraszyć zagranicznych przywódców, którzy przybyli do Moskwy na paradę wojskową 9 maja 2025 roku. Z kolei prezydent Wołodymyr Zełenski powiedział, że spodziewa się zawieszenia broni ze strony Rosji i osobiście będzie czekał na przywódcę FR w Turcji 15 maja.

### 12 maja
Rzecznik Państwowej Służby Granicznej Andrij Demczenko powiedział, że Rosja nie zaprzestała całkowicie ataków na Ukrainę podczas jednostronnego zawieszenia broni w Dniu Zwycięstwa, kontynuując codzienne ataki z użyciem różnych broni, dodając, że siły rosyjskie kontynuowały ataki na terytorium Ukrainy przez cały okres trwania zawieszenia broni. „Mogę potwierdzić, że zarówno teraz, jak i podczas tzw. trzydniowego zawieszenia broni [Rosja] nigdy nie zaprzestała całkowicie ataków na terytorium Ukrainy. Być może w niektórych rejonach intensywność nieco spadła, aby stworzyć obraz zgodności z ich własnym oświadczeniem. Ale w rzeczywistości [Rosja] kontynuowała ataki każdego dnia, używając wszelkiej dostępnej broni, w tym samolotów do zrzucania bomb kierowanych na Ukrainę”.
Według ISW siły ukraińskie posunęły się w kierunku Torećka, z kolei Rosjanie zrobili postępy się w pobliżu Torećka, Pokrowska i Nowopawliwki w obwodzie donieckim. Materiały geolokalizowane pokazały, że siły rosyjskie zajęły wieś Kotlariwka w pobliżu Nowopawliwki.
Sztab Ukrainy ogłosił, że Rosja atakowała w kierunkach Charkowa, Kupiańska, Łymanu, Siewierska, Kramatorska, Torećka, Pokrowska, Nowopawłowska, Zaporoża i Chersonia, gdzie doszło do 166 starć. W ciągu doby wojska rosyjskie przeprowadziły 78 nalotów, 3058 ataków dronów i 103 ostrzały na pozycje i miejscowości ukraińskie. Operacja w obwodzie kurskim trwała; wojska rosyjskie przeprowadziły dziewięć ataków, 254 ataki artyleryjskich, osiem ostrzałów i 18 nalotów, używając 20 bomb lotniczych na pozycje ukraińskie. Ukraińskie lotnictwo i artyleria zaatakowały 12 miejsc koncentracji, trzy jednostki artylerii i dwa węzły łączności.
Sił Powietrzne Ukrainy podały, że w nocy Rosjanie zaatakowali Ukrainę przy wykorzystaniu 108 dronów Shahed 136/131 i dronów-wabików różnych typów, wystrzelonych z Briańska, Orła, Szatałowa, Millerowa, Primorsko-Achtarska, i Krymu. Ukraińska obrona przeciwlotnicza zniszczyła 55 dronów na wschodzie, północy, południu i w centrum kraju, a kolejne 30 zaginęło na Ukrainie w ramach walki elektronicznej. Skutki ataku odnotowano w obwodach odeskim, mikołajowskim, donieckim i żytomierskim. Rosyjski dron zaatakował pociąg towarowy w obwodzie donieckim, raniąc maszynistę. Ponadto służby ratunkowe poinformowały, że w ciągu ostatniego dnia co najmniej 22 osoby zostały ranne w rosyjskich atakach. Gubernator Wiaczesław Czaus poinformował, że w nocy rosyjskie drony zaatakowały szkołę w obwodzie czernihowskim, uszkadzając okna, drzwi, dach i fasadę. Państwowa Służba Ratownicza Ukrainy podała, że w nocy Rosjanie przeprowadzili atak dronów na obwód odeski, gdzie uderzono w Białogród nad Dniestrem. W wyniku ataku jedna osoba została ranna oraz poważnie została uszkodzona infrastruktura cywilna, w tym budynki mieszkalne, budynek administracyjny i straż pożarna.
Wywiad ukraiński ujawnił, że Rosja zaczęła używać nowego pocisku manewrującego (o zasięgu 500 km) o nazwie S8000 Banderol, który wykorzystuje znaczną liczbę zagranicznych komponentów z Chin, Japonii, USA i Korei Południowej. Pocisk został zaprojektowany i wyprodukowany przez „JSC Kronshtadt Tekhnologii”. Jego maksymalna prędkość wynosi 620–650 km/h, a prędkość przelotowa 520–560 km/h. Jest wyposażony w 150 kg głowicę odłamkowo-burzącą o łącznej masie 114,3 kg, z czego 49,5 kg to materiał wybuchowy.
Zastępca sekretarza generalnego UE ds. pokoju, bezpieczeństwa i obrony Charles Fries powiedział, że UE przeznaczy 900 milionów euro z zamrożonych aktywów rosyjskich na finansowanie broni i amunicji dla Ukrainy. Prezydent Wołodymyr Zełenski podpisał ustawę ratyfikującą umowę między rządami Ukrainy i Stanów Zjednoczonych w sprawie metali ziem rzadkich.
Prezydent USA Donald Trump powiedział, że rozmowy między Rosją a Ukrainą w Stambule (15 maja 2025) będą „bardzo ważne” i że „z tego spotkania mogą wyniknąć dobre rzeczy”, oraz wyraził nadzieję na pozytywne rezultaty. Trump nie wspomniał, że Putin zgodził się na osobiste spotkanie z Zełenskim, ale nie zamierza wprowadzić zawieszenia broni na 30 dni. Stwierdził, że: „Powiedziałem, zatrzymajmy to. Jeśli to zatrzymacie, będziemy handlować, jeśli nie, nie będziemy handlować” i ogłosił również, że jego podróż na Bliski Wschód „będzie historyczna”. Prezydent Zełenski stwierdził, że chciałby, aby prezydent Donald Trump był osobiście obecny na rozmowach między Ukrainą a Rosją w Stambule w Turcji. Specjalny wysłannik na Bliski Wschód Steve Witkoff powiedział, że prezydent Trump wydał ultimatum, żądając, aby Rosja i Ukraina poczyniły postępy w rozmowach pokojowych, w przeciwnym razie Stany Zjednoczone wycofają się z negocjacji.
Szef MSZ Ukrainy Andrij Sybiha odbył spotkanie online z państwami członkowskimi „Weimar+” i ministrami spraw zagranicznych UE, aby omówić koordynację wysiłków pokojowych i wspólną pracę ze USA. Opisał ten tydzień jako decydujący dla pokoju i podzielił się ze wszystkimi krajami informacjami wywiadowczymi z pierwszej linii od Naczelnego dowódcy SZ Ukrainy generała Syrskiego, potwierdzającymi, że armia rosyjska nie zastosowała się do zawieszenia broni zaproponowanego 12 maja i kontynuowała ataki na pozycje ukraińskie na linii frontu. Uważał, że Rosja po raz kolejny zmarnowała okazję, aby zakończyć zabijanie, jednak wskazał, że prezydent Zełenski nadal jest gotowy spotkać się osobiście z prezydentem Putinem 15 maja. Podczas spotkania online Ukraina i jej sojusznicy omówili nałożenie surowszych sankcji na rosyjski sektor bankowy, bank centralny i sektor energetyczny, wskazując, że Putin musi zrozumieć cenę odrzucenia pokoju i wyboru wojny. Po spotkaniu państwa członkowskie Weimar+ wydały wspólne oświadczenie wzywające do natychmiastowego, kompleksowego i bezwarunkowego 30-dniowego zawieszenia broni w celu stworzenia przestrzeni dla uczciwych, kompleksowych i trwałych negocjacji pokojowych. Kraje uczestniczące zgodziły się podjąć środki mające na celu ograniczenie zdolności Rosji do prowadzenia wojny poprzez ograniczenie dochodów Rosji, zniszczenie floty cieni, zaostrzenie pułapu cen ropy naftowej i zmniejszenie importu energii z Rosji. Będą również nadal zamrażać aktywa Rosji, dopóki ta nie zaprzestanie agresji i nie zapłaci za straty, które spowodowała.

### 13 maja
Rzecznik Sił Obrony Południowej Ukrainy Władysław Wołoszyn powiedział, że siły rosyjskie nasilały ofensywę na południu Ukrainy, próbując naruszyć granicę obwodu dniepropetrowskiego i zbliżając się Nowopawliwki. Stwierdził, że wojska rosyjskie nadal używały artylerii, dronów kamikadze, kierowanych bomb lotniczych i niekierowanych pocisków rakietowych do atakowania pozycji ukraińskich. „Liczba tych operacji szturmowych jest dość wysoka”. Wołoszyn opisał Nowopawliwkę jako „najbardziej mobilny obszar” na froncie południowym, gdzie cztery rosyjskie pułki skoncentrowały jednostki szturmowe. „Próbowali przebić się w kierunku granicy administracyjnej obwodów donieckiego, zaporoskiego i dniepropietrowskiego”, dodając, że walki obejmowały małe grupy szturmowe i ciągły ostrzał.
W ocenie ISW wojsko rosyjskie generowało wystarczające siły, aby zastąpić straty i wzmacniać liczebność rosyjskiej grupy sił na Ukrainie, pomimo wzrostu liczby ofiar na km². Prezydent Putin wydawał się akceptować znaczne straty w zamian za niewielkie postępy, aby osiągnąć zyski terenowe na polu bitwy i zarządzać postrzeganiem rosyjskich zdolności wojskowych oraz wywierać presję na Ukrainę w negocjacjach. Siły ukraińskie posunęły się w kierunku Torećka, a wojska rosyjskie zrobiły postępy się w kierunku Łymanu, Torećka, Pokrowska i Wielkiej Nowosiłki oraz obwodu sumskiego.
SG ogłosił, że Rosja atakowała w kierunkach Charkowa, Kupiańska, Łymanu, Siewierska, Kramatorska, Torećka, Pokrowska, Nowopawłowska, Zaporoża i Chersonia, gdzie doszło do 163 starć. W ciągu doby wojska rosyjskie przeprowadziły jeden atak rakietowy, 78 nalotów, 2983 ataków dronów i 93 ostrzały na pozycje i miejscowości ukraińskie. Operacja w obwodzie kurskim trwała; wojska rosyjskie przeprowadziły 12 ataków, 264 ataki artyleryjskich, 11 ostrzałów i 18 nalotów, używając 34 bomby lotnicze na pozycje ukraińskie. Ukraińskie lotnictwo i artyleria zaatakowały 14 miejsc koncentracji, system przeciwlotniczy i dwie jednostki artylerii.
Gubernator Ołeh Siniehubow poinformował, że w rosyjskich atakach w północno-wschodnim obwodzie charkowskim (Neczwołodiwka, na zachód od Kupiańska) zginęły co najmniej dwie osoby, w tym 80-letni mężczyzna i 70-letnia kobieta. Według niego, trzy inne kobiety i mężczyzna, wszyscy w wieku emerytalnym, zostali ranni w wyniku bomb lotniczych. Według ukraińskich Sił Powietrznych Rosjanie zaatakowali Ukrainę przy wykorzystaniu 10 dronów Shahed 136/131 i dronów-wabików różnych typów, wystrzelonych z Primorsko-Achtarska. Ukraińska obrona przeciwlotnicza zestrzeliła wszystkie drony. Ponadto armia rosyjska ostrzelała rejon nikopolski w obwodzie dniepropietrowskim z wyrzutni rakietowych Grad i artylerii, a także zaatakowała za pomocą dronów.
Według gubernatora obwodu Wiaczesława Gładkowa co najmniej 16 osób zostało rannych w wyniku ataku ukraińskich dronów w obwodzie biełgorodzkim. Drony ukraińskich Sił Specjalnych wykryły w nieokreślonym sektorze linii frontu oraz zniszczyły rosyjski system przeciwlotniczy Buk-M3 (wraz amunicją) i system rakietowy Uragan-1 (MLRS).
Według OSW zapowiedziane przez Putina jednostronne zawieszenie broni 8–10 maja spowodowało tylko czasowy spadek intensywności ataków ze strony rosyjskiej. Zdaniem części źródeł ukraińskich na niektórych odcinkach frontu aktywność Rosjan pozostawała na niezmienionym poziomie. W związku z tym wojska ukraińskie starały się w tym czasie przejąć inicjatywę w rejonie Torećka, lecz próby ataków w głąb miasta nie przyniosły powodzenia. Bez sukcesów zakończyły się także kolejne ataki Ukraińców na granicy obwodu kurskiego, głównie w okolicach Tiotkina. W okresie przed zawieszenie broni i tuż po nim Rosjanie zrobili dalsze postępy na południe od Konstantynówki, atakując na szerokim froncie pomiędzy drogą do tego miasta z Pokrowska a Torećkem. Udało im się także wyprzeć Ukraińców z kolejnych pozycji pomiędzy Pokrowskiem a Wełyką Nowosiłką, gdzie zbliżyli się na 1–2 km do granicy obwodu dniepropetrowskiego, oraz na północ od Torećka. Działania podejmowane przez najeźdźców na innych kierunkach nie przyniosły większych zmian.
Ukraińskie Ministerstwo Gospodarki poinformowało, że Ukraina i Stany Zjednoczone podpisały dwie kolejne umowy o formalnym uruchomieniu wspólnego funduszu inwestycyjnego na odbudowę w ramach umowy o zasobach mineralnych między USA a Ukrainą. Powtórzono również, że umowa nie zawiera klauzuli zadłużenia i że fundusz odpowiada wyłącznie za inwestowanie na Ukrainie.
Kanclerz Niemiec Friedrich Merz powiedział, że Unia Europejska popierała dyplomatyczne działania prezydenta Zełenskiego na rzecz zawieszenia broni, ale jeśli w tym tygodniu nie zostanie poczyniony żaden postęp w sprawie zakończenia wojny na Ukrainie, a prezydent Władimir Putin odmówi poważnego udziału, UE będzie gotowa znacznie zaostrzyć sankcje wobec Rosji, a także ogłosić nowe kompleksowe sankcje. Argumentował również, że dalsze ustępstwa Ukrainy podczas negocjacji byłyby nieuzasadnione, gdyby Rosja kontynuowała ataki na cele cywilne.
Brytyjski dziennik Financial Times zacytował nieujawnionych ukraińskich funkcjonariuszy wywiadu, którzy powiedzieli, że chociaż Rosja i Ukraina mogą obecnie prowadzić bezpośrednie negocjacje w celu zakończenia wojny, Rosja wydaje się przygotowywać do rozpoczęcia dużej ofensywy na Ukrainie i przemieszcza wojska w kierunku kluczowych pozycji na froncie.
Służba Bezpieczeństwa Ukrainy aresztowała byłego pracownika Rówieńskiej Elektrowni Jądrowej pod zarzutem współpracy z rosyjskim wywiadem wojskowym (GRU) w celu pomocy w atakach dronów na linie energetyczne obiektu. Podejrzany zrezygnował z pracy w elektrowni jądrowej przed rozpoczęciem wojny, a wiosną 2025 roku skontaktował się z nim łącznik GRU i zaoferował współpracę w zamian za pieniądze. Następnie mężczyzna próbował zainstalować lokalizator GPS na jednym ze słupów głównej linii energetycznej, jednak został zatrzymany, gdy próbował aktywować moduł śledzący.

### 14 maja

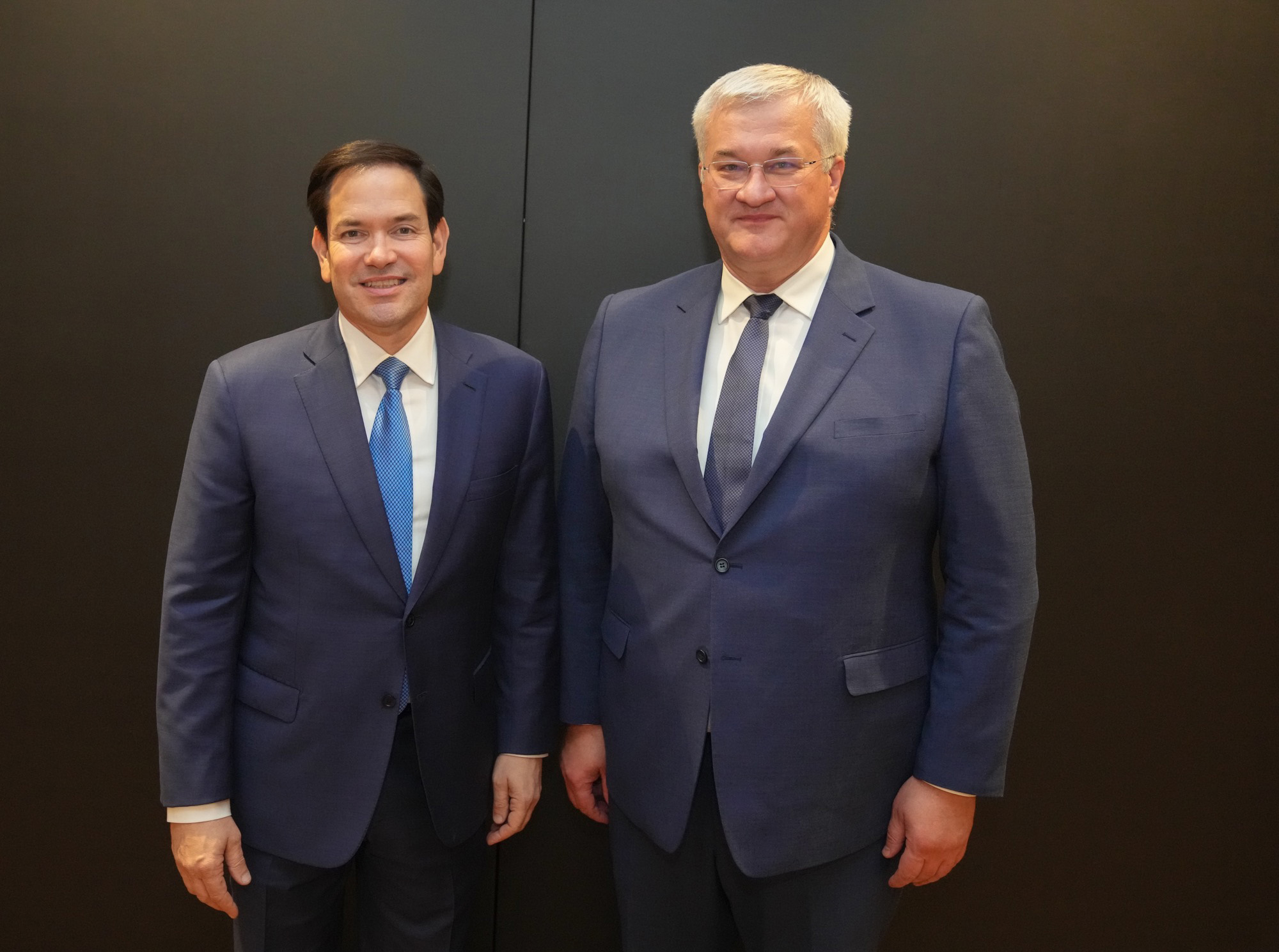
Spotkanie ministra spraw zagranicznych Ukrainy Andrija Sybihy z sekretarzem stanu Stanów Zjednoczonych Marco Rubio w Antalyi w Turcji.

W ocenie ISW wojska ukraińskie zrobiły postępy w okolicy Pokrowska, a siły rosyjskie posunęły się w kierunku Kupiańska, Torećka, Kurachowego i Wełykiej Nowosiłki.
Sztab Ukrainy stwierdził, że Rosja atakowała w kierunkach Charkowa, Kupiańska, Łymanu, Siewierska, Kramatorska, Torećka, Pokrowska, Nowopawłowska, Zaporoża i Chersonia, gdzie doszło do 168 starć. W ciągu doby wojska rosyjskie przeprowadziły jeden atak rakietowy, 68 nalotów, 3327 ataków dronów i 151 ostrzałów na pozycje i miejscowości ukraińskie. Operacja w obwodzie kurskim trwała; wojska rosyjskie przeprowadziły dziewięć ataków, 210 ataków artyleryjskich, cztery ostrzały i sześć nalotów, używając sześć bomb lotniczych na pozycje ukraińskie. Ukraińskie lotnictwo i artyleria zaatakowały trzy miejsca koncentracji, cztery jednostki artylerii i system radarowy.
Siły Powietrzne Ukrainy podały, że wojska rosyjskie zaatakowały Ukrainę przy pomocy rakiety balistycznej Iskander-M/KN-23 (wystrzelonej z Krymu) oraz 145 dronów Shahed 136/131 i dronów-wabików różnych typów, wystrzelonych (z Briańska, Kurska, Orła, Szatałowa, Millerowa i Primorsko-Achtarska). Ukraińska obrona przeciwlotnicza zniszczyła 80 dronów na wschodzie, północy, zachodzie i w centrum kraju, a kolejne 42 zaginęły a Ukrainie w ramach walki elektronicznej. Skutki ataku odnotowano w obwodach sumskim, charkowskim, odeskim, donieckim i kirowohradzkim. Ponadto dwie osoby zostały ranne w wyniku rosyjskiego naloty w obwodzie rówieńskim. Gubernator Ołeh Hryhorow poinformował, że ok. 14:50 siły rosyjskie przeprowadziły atak rakietowy na Sumy, zabijając co najmniej trzy osoby i raniąc dziewięć kolejnych, w tym dwie poważnie. Według doniesień atak uderzył w teren przemysłowy.
BulgarianMilitary poinformował, że Francja przekaże Ukrainie wszystkie wyprodukowane w 2025 roku haubice samobieżne CAESAR, co według niektórych źródeł oświadczył prezydent Emmanuel Macron. Zauważono, że Francja zamierza dostarczać 12 haubic miesięcznie, co łącznie da 144 szt. rocznie.
Wywiad ukraiński po raz pierwszy zaprezentował publicznie swój najnowszy model wielofunkcyjnej bezzałogowej łodzi „Magura” oraz poinformował, że bezzałogowa łódź pomyślnie trafiła 17 rosyjskich celów morskich i powietrznych, w tym dwa śmigłowce Mi-8, dwa myśliwce Su-30 i kilka okrętów wojennych Floty Czarnomorskiej („Siergiej Kotow”, „Iwanowiec” i „Cezar Kunikow”).
Prezydent Władimir Putin podpisał dekret, zgodnie z którym rosyjskie delegacji na negocjacje Rosja–Ukraina w Stambule będzie przewodził doradca prezydenta i architekt propagandy Władimir Miedinski. W skład delegacji weszli również wiceminister spraw zagranicznych Michaił Galuzin, dyrektor GRU Igor Kostiukow i wiceminister obrony Aleksandr Fomin. Sam Putin nie znalazł się na liście delegatów, podobnie jak żadni inni wysocy rangą rosyjscy urzędnicy. Dzień później prezydent Wołodymyr Zełenski oświadczył podczas konferencji prasowej, że także nie weźmie osobiście udziału w nadchodzących negocjacjach w Stambule, zamiast tego wysyłając ukraińską delegację pod przewodnictwem ministra obrony Rustema Umierowa.
Minister spraw zagranicznych Margus Tsahkna powiedział, że Marynarka wojenna Estonii próbowała przejąć rosyjski tankowiec „Jaguar”, który, jak twierdziła, jest częścią rosyjskiej „floty cieni”, jednak została zatrzymana, gdy rosyjski Su-35 przeleciał nad statkiem i okrążył go.

### 15 maja
Materiały geolalizowane pokazywały, że siły rosyjskie zajęły miejscowość Wilne Połe, na zachód od Wełykiej Nowosiłki w obwodzie donieckim. W kierunku Nowopawliwki rosyjskie jednostki szturmowe z pojazdami opancerzonymi próbowały przebić się bliżej obwodu dniepropetrowskiego. Do ostatniego ataku Rosjanie zgromadzili pięć czołgów, 12 pojazdów opancerzonych i 25 motocykli. Kolumny poruszały się z trzech kierunków. W wyniku ukraińskiego ostrzału i pracy dronów kamikadze zginęło ponad 70 żołnierzy oraz zniszczono dwa czołgi, sześć pojazdów opancerzonych, dwa samochody i 14 motocykli. Naczelny dowódca armii ukraińskiej generał Ołeksandr Syrski oświadczył, że Rosja rozmieściła na Ukrainie siły liczące do 640 tys. żołnierzy oraz trwały aktywne działania bojowe na linii frontu rozciągającej się na ok. 1100 km.
Media, powołując się na anonimowych ukraińskich funkcjonariuszy wywiadu, stwierdziły, że Rosja prawdopodobnie przygotowywała ofensywę na szeroką skalę, przesuwając wojska na kluczowe pozycje na froncie. Dziennik Financial Times, powołując się na dane z DeepState, podał, że siły rosyjskie przejęły w tym tygodniu więcej terytorium w obwodzie donieckim, szczególnie wokół Pokrowska i Torećka, gdzie toczyły się główne walki. Dwóch urzędników amerykańskich, którzy znali najnowsze oceny wywiadowcze USA, powiedziało reporterom, że Rosja gromadziła siły na linii frontu w celu przeprowadzenia nowej ofensywy. Cel Moskwy pozostawał ten sam: przejąć więcej terytorium Ukrainy. CNN donosiło, że spodziewany był większy atak na wschodzie Ukrainy.
Według ISW prezydent Putin odrzucił zaproszenie prezydenta Zełenskiego do udziału w dwustronnych negocjacjach w Stambule i nadal odmawiał ustępstw w celu zakończenia wojny na Ukrainie. Siły ukraińskie posunęły się w kierunku Torećka (w pobliżu miejscowości Zoria i Jabłoniwka), z kolei wojska rosyjskie zrobiły postępy w kierunku Łymanu, Nowopawliwki i Wełykiej Nowosiłki.
Według ukraińskich Sił Powietrznych siły rosyjskie zaatakowały Ukrainę przy wykorzystaniu 110 dronów Shahed 136/131 i dronów-wabików różnych typów, wystrzelonych z Briańska, Kurska, Orła i Millerowa. Ukraińska obrona przeciwlotnicza zniszczyła 62 drony na wschodzie, północy, zachodzie i w centrum kraju, a kolejne 29 zaginęło na Ukrainie w ramach walki elektronicznej. Skutki ataku odnotowano w obwodach sumskim, charkowskim, odeskim, donieckim i kirowohradzkim. Obwody sumski, dniepropetrowski, połtawski, kijowski i iwanofrankiwski zostały dotknięte atakiem dronów. Wojska rosyjskie zaatakowały w nocy infrastrukturę cywilną we wsi w obwodzie sumskim przy użyciu ok. 10 dronów, a w miejscu ataku wybuchł pożar. W Chersoniu w wyniku ostrzału zginęła 49-letnia kobieta. Ponadto wojska rosyjskie zaatakowały 71-letniego rowerzystę za pomocą drona w mieście Berysław w obwodzie chersońskim.
Według doniesień ukraiński Su-27 przeprowadził głębokie uderzenie na rosyjskie stanowisko dowodzenia w okupowanym Lisiczańsku w obwodzie ługańskim. Zgodnie z raportem samolot zrzucił dużą bombę lotniczą z odległości ok. 60 km, co było imponującym zasięgiem dla myśliwca z czasów radzieckich. Ukraińska grupa partyzancka „Atesz” poinformowała, że jej członkowie zniszczyli szafy przekaźnikowe na rosyjskich torach kolejowych w obwodzie smoleńskim, aby zakłócić dostawy broni i sprzętu dla rosyjskich wojsk stacjonujących na północno-wschodniej granicy Ukrainy.
Wywiad ukraiński (jednostka 2245) przechwycił „najnowocześniejszy” rosyjski system walki elektronicznej „CRAB” podczas operacji w okupowanym obwodzie chersońskim. System CRAB został niedawno wdrożony przez 49 Armię w Chersoniu i stanowił duży krok naprzód w staraniach Rosji o odzyskanie dominacji w walce elektronicznej. W przeciwieństwie do wcześniejszych rosyjskich systemów, CRAB jest zbudowany na architekturze sieciowej, która integruje możliwości wykrywania, przechwytywania i koordynacji. Żołnierze ukraińskiej 63 Samodzielnej Brygady Zmechanizowanej „wylądowali” rzadkim rosyjskim dronem Zala Z-20, który rzekomo został wyposażony w sztuczną inteligencję do wykrywania celów. Rosjanie zaprezentowali tego drona na paradzie w Moskwie 9 maja 2025 roku.
Minister obrony Tore O. Sandvik poinformował, że Norwegia zrealizuje swój plan dostarczenia Ukrainie myśliwców F-16 do końca 2025 roku, a część samolotów została już dostarczona. Ministerstwo Finansów Ukrainy poinformowało, że otrzymało 84 miliony dolarów od Banku Światowego na naprawę domów uszkodzonych podczas wojny z Rosją.
Prezydent Wołodymyr Zełenski spotkał się w Ankarze z prezydentem Turcji Recepem Tayyipem Erdoğanem. Prezydent Zełenski po przybyciu rosyjskiej delegacji stwierdził, że: „Poziom delegacji rosyjskiej jest bardziej jak farsa. Zauważamy, że Rosja wysłała do Turcji delegację, niestety, dość niskiego szczebla z niejasnym mandatem. Poinformujemy was o odpowiednich krokach Ukrainy”. Sekretarz Stanu Marco Rubio powiedział, że Stany Zjednoczone nie spodziewały się przełomu w rozmowach na temat wojny na Ukrainie, dopóki przywódcy USA i Rosji nie spotkają się twarzą w twarz. „Wysłali tu zespół niższego szczebla. Mam nadzieję, że rozmowy odbędą się między Ukrainą a Rosją, z udziałem naszych tureckich odpowiedników w tym samym pokoju, a także kogoś z naszego zespołu na odpowiednim szczeblu”.
Prezydent Władimir Putin ogłosił, że generał pułkownik Andriej Mordwiczew zastąpił generała armii Olega Salukowa na stanowisku naczelnego dowódcy rosyjskich Wojsk Lądowych.

### 16 maja

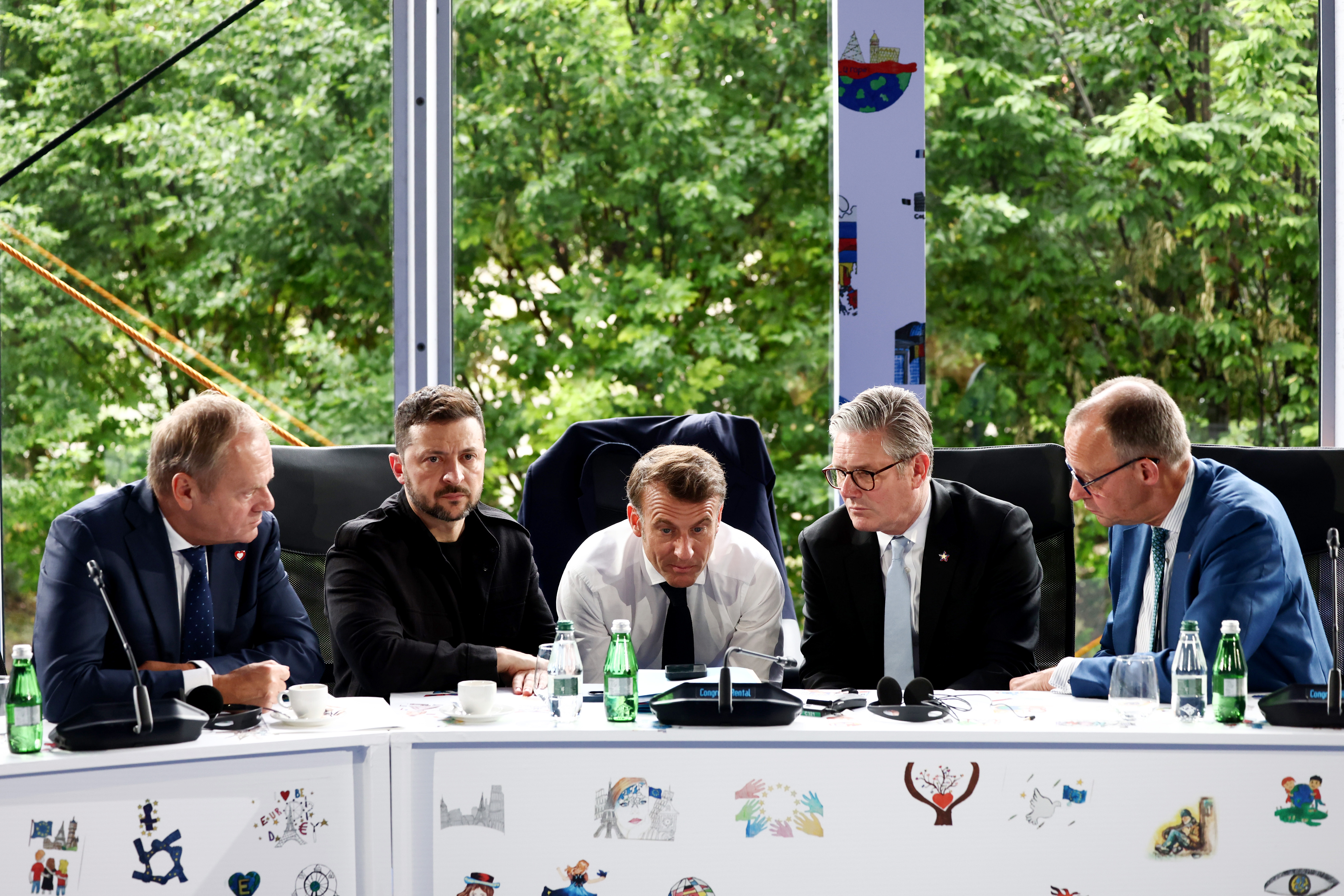
Przywódcy Polski (Donald Tusk), Ukrainy (Wołodymyr Zełenski), Francji (Emmanuel Macron), Wielkiej Brytanii (Keir Starmer) i Niemiec (Friedrich Merz) podczas rozmowy telefonicznej z prezydentem USA Donaldem Trumpem podczas szczytu Europejskiej Wspólnoty Politycznej w Tiranie w Albanii.

Rosyjskie Ministerstwo Obrony stwierdziło, że siły rosyjskie zajęły Nowooleksandriwkę w pobliżu Pokrowska i Torśke w pobliżu Łymanu. Nagrania geolokalizowane pokazały, że siły rosyjskie zajęły miejscowości Myrolubiwka i Mychailiwka, w pobliżu Mykołajiwki w obwodzie donieckim.
W opinii ISW delegacje ukraińska i rosyjska spotkały się w Stambule, ale poczyniły niewielkie postępy w kierunku uzgodnienia całkowitego zawieszenia broni lub pokojowego rozwiązania wojny. Medinsky podkreślił, że Rosja jest gotowa kontynuować wojnę na Ukrainie przez kolejne lata. Siły rosyjskie nadal rozszerzają swoje wysunięte pozycje na północny wschód od Pokrowska i na południowy zachód od Torećka, chociaż nie było jasne, czy rosyjskie dowództwo nada priorytet dalszym postępom w kierunku Konstantynówki lub Pokrowska latem 2025 roku. Rosja prawdopodobnie nie będzie miała wystarczającej siły roboczej, materiałów i możliwości planowania operacyjnego, aby przeprowadzić zarówno okrążenie Pokrowska, jak i znaczącą operację ofensywną w kierunku Konstantynówki w nadchodzących miesiącach. Tymczasem wojska rosyjski posunęły się w kierunku Torećka, Pokrowska i Nowopawliwki oraz w kierunku Zaporoża.
Brytyjskie MON podało, że w ciągu ostatniego miesiąca siły rosyjskie poczyniły większe postępy taktyczne w obwodzie donieckim, szczególnie w pobliżu Konstantynówki, która sąsiaduje z obszarami miejskimi Słowiańska i Kramatorska. Rosja przeprowadzała ataki w trzech obszarach: Czasiw Jarze, Torećku i na wschód od Pokrowska wzdłuż autostrady T0504. Rosja zajmowała większość obu miejscowości, ale nie była w stanie w pełni skonsolidować kontroli ani wykorzystać powolnych postępów. Większość Czasiw Jaru została zniszczona z powodu ciężkiego rosyjskiego bombardowania lotniczego i artyleryjskiego. Siły ukraińskie pozostawały w kilku ufortyfikowanych budynkach. Wojska rosyjskie rozszerzyły zajmowany obszar na południowy zachód od Konstantynówki, posuwając się do przodu nawet o 5 km w niektórych obszarach. Siły rosyjskie prawdopodobnie odcięły autostradę T0504, która łączy Konstantynówkę z Pokrowskiem i prawdopodobnie będą dążyć do dalszego posuwania się tą osią w nadchodzących tygodniach.
Ukraińskie Siły Powietrzne Rosjanie zaatakowali Ukrainę za pomocą 112 dronów Shahed 136/131 i dronów-wabików różnych typów, wystrzelonych z Briańska, Kurska, Orła, Millerowa i Primorsko-Achtarska. Ukraińska obrona przeciwlotnicza zestrzeliła 73 drony na wschodzie, północy, południu i w centrum kraju, a kolejne 36 zaginęło na Ukrainie w ramach walki elektronicznej. Skutki ataku odnotowano w obwodach sumskim, charkowskim, odeskim, donieckim i kirowohradzkim. Skutki ataku odnotowano w obwodach odeskim, żytomierskim, czernihowskim, mikołajowskim i kijowskim. W obwodzie odeskim w wyniku rosyjskiego ataku zniszczone zostały domy prywatne i zabudowania gospodarcze, a trzy osoby zostały ranne. Szef Administracji Wojskowej Timur Tkaczenko podał, że w nocy zestrzelono wszystkie 17 rosyjskich dronów wykrytych w przestrzeni powietrznej Kijowa i jego okolic. W Chersoniu pracownicy socjalni znaleźli się pod rosyjskim ostrzałem, w wyniku czego jeden mężczyzna został ranny. W Berysławiu mężczyzna zginął w rosyjskim ataku, a później Rosjanie zrzucili ładunki wybuchowe na samochód w centrum regionu, raniąc dwie kolejne osoby.
Ukraiński F-16 został zestrzelony podczas „odpierania rosyjskiego ataku rakietowego/dronów”, co czyni go trzecim samolotem tego typu utraconym podczas konfliktu. Według oficjalnego oświadczenia strony ukraińskiej incydent miał miejsce ok. 3:30 czasu lokalnego, kiedy utracono łączność z samolotem. Pilot, którego tożsamości nie ujawniono, pomyślnie katapultował się po nieokreślonym wypadku na pokładzie samolotu i został szybko odnaleziony oraz ewakuowany przez zespół poszukiwawczo-ratowniczy.
W godzinach porannych atak dronów w Perewalnym na Krymie zniszczył skład amunicji należący do 126 Samodzielnej Brygady Obrony Wybrzeża Floty Czarnomorskiej. Istniały doniesienia o zabitych i rannych żołnierzach pełniących służbę w składzie. Ponadto pojawiały się doniesienia o serii eksplozji w Jałcie, Gurzufie, Ałupce, Ałuszcie i innych miejscowościach, gdzie rzekomo zestrzelono drony. Rosyjskie MON stwierdziło, że nad ranem zestrzelono 43 ukraińskie drony nad Morzem Czarnym i 21 nad Krymem. Regionalne Ministerstwo Transportu poinformowało o częściowym ograniczeniu ruchu na autostradzie Symferopol–Ałuszta, jednak ograniczenia zostały później zniesione. Żołnierze Sił Operacji Specjalnych z jednostki Balista zniszczyli rosyjski śmigłowiec Ka-52 gdzieś nad Ukrainą za pomocą taktycznego drona FPV o nazwie „Bombus”.
Ukraińska firma Fulltime Robotics zaprezentowała małą wieżyczkę laserową (o mocy 1,5 kW) o nazwie „SlimBeam”, zamontowaną na zdalnie sterowanym systemie wieżowym, zdolną do oślepiania czujników optycznych z odległości 2 km i niszczenia dronów z odległości 800 m.

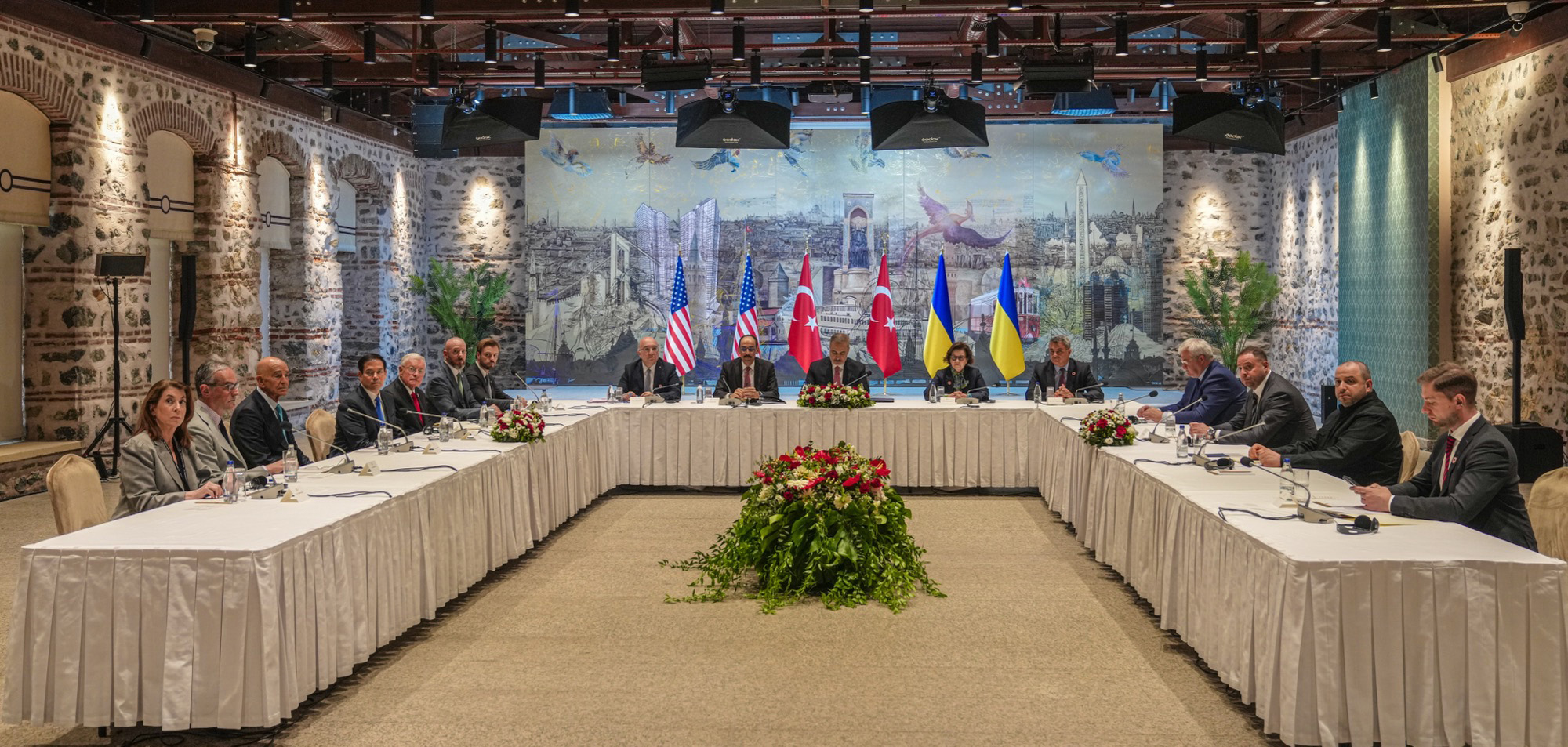
Spotkanie sekretarza stanu Stanów Zjednoczonyh Marco Rubio z szefem Kancelarii Prezydenta Andrijem Jermakiem i ministrem spraw zagranicznych Ukrainy Andrijem Sybihą oraz ministrem spraw zagranicznych Turcji Hakanem Fidanem w Stambule.

Ukraina i Rosja odbyły pierwsze bezpośrednie negocjacje pokojowe od 2022 roku w Stambule w Turcji, podczas których m.in. zgodzono się na wymianę jeńców w formacie 1000 za 1000. Doradca Kremla Władimir Miedinski potwierdził umowę oraz powiedział, że Rosja jest gotowa kontynuować bezpośrednie rozmowy z ukraińskimi urzędnikami, dodając, że władze rosyjskie rozważą prośbę Ukrainy o spotkanie Putina z Zełenskim. Agencja Reuters zacytowała ukraińskich informatorów, którzy powiedzieli, że żądania wysunięte przez delegację rosyjską obejmowały całkowite wycofanie wojsk ukraińskich z czterech okupowanych ukraińskich regionów: Doniecka, Ługańska, Chersonia i Zaporoża, zanim Rosja zgodzi się na zawieszenie broni. Dalsze żądania obejmowały uznanie przez społeczność międzynarodową czterech regionów i Krymu za terytorium Rosji, wymóg, aby Ukraina stała się krajem neutralnym, niedopuszczanie do posiadania broni masowego rażenia, niedopuszczanie sojuszników Ukrainy do rozmieszczania wojsk na jej terytorium oraz wymóg, aby wszystkie strony zgodziły się zrezygnować z roszczeń dotyczących strat wojennych. Ukraina stwierdziła, że warunki te były niedopuszczalne i znacznie wykraczały poza projekt porozumienia pokojowego zaproponowanego przez prezydenta USA Donalda Trumpa.
Dowództwo Koordynacyjne ds. Traktowania Jeńców Wojennych poinformowało, że Rosja zwróciła ciała 909 ukraińskich żołnierzy poległych podczas walk na froncie w obwodach donieckim, ługańskim, zaporoskim, charkowskim i sumskim. Rosja otrzymała w zamian ciała 34 rosyjskich żołnierzy.

### 17 maja
W sektorze Pokrowska, materiały geolokalizowane pokazały, że siły rosyjskie zajęły wsie Ołeksandropil i Nowa Połtawka, podczas gdy rosyjscy blogerzy wojenni twierdzili, że Rosja zajęła Piszczane. Geolokalizowane nagrania pokazały także, że wojska rosyjskie zajęły Bahatyr w pobliżu Nowopawliwki.
Według ISW delegacja rosyjska w Stambule rzekomo przedstawiła swoje żądania ostatecznego porozumienia pokojowego jako warunki wstępne, które Ukraina musi spełnić, zanim Rosja zgodzi się na zawieszenie broni. Większość żądań Rosji jest sprzeczna z proponowanym planem pokojowym prezydenta USA Donalda Trumpa. Siły ukraińskie zrobiły postępy w pobliżu Łymanu, a Rosjanie posunęli się w pobliżu Czasiw Jaru, Torećka, Pokrowska, Nowopawliwki i Kurachowego.
Siły Powietrzne Ukrainy podały, że w nocy Rosja zaatakowała Ukrainę przy wykorzystaniu 62 dronów Shahed 136/131 i dronów-wabików różnych typów, wystrzelonych z Kurska, Orła, Szatałowa i Krymu. Ukraińska obrona przeciwlotnicza zniszczyła 36 dronów na wschodzie, północy, południu, zachodzie i w centrum kraju, a kolejne sześć zaginęło na Ukrainie w ramach walki elektronicznej. Obwody sumski, odeski, charkowski, dniepropietrowski i doniecki zostały dotknięte atakiem rosyjskim. Rosyjski atak dronów na cywilny minibus ewakuacyjny w Białopolu w obwodzie sumskim zabił dziewięć osób i zranił siedem kolejnych; wśród zabitych byli rodzice z córką. Gubernator Ołeh Hryhorow powiedział, że autobus został uderzony przez drona Łancet o 06:17 czasu lokalnego. W mieście ogłoszono 3-dniową żałobę. Gubernator Wadym Fiłaszkin podał, że nad ranem wojsko rosyjskie zaatakowało obwód doniecki, zabijając jedną osobę w Jabłonówce i raniąc osiem kolejnych w Pokrowsku, Myrnohradzie i Andrijiwce.
Włochy ogłosiły 11. pakiet pomocy wojskowej dla Ukrainy w postaci 400 transporterów opancerzonych M113 i systemu nadzoru satelitarnego w celu wzmocnienia ukraińskich zdolności obronnych. Minister obrony Theo Francken częściowo ujawnił plany belgijskiej pomocy wojskowej dla Ukrainy na 2025 rok. Belgia przekaże m.in. 20 systemów obrony powietrznej Cerber. Według belgijskiego ministra obrony z 1 mld euro przyznanych na wsparcie Ukrainy, prawie 650 mln euro zostanie przeznaczane na zakupy od firm belgijskich. Środki te zostały zebrane z wpływów podatkowych do belgijskiego budżetu z zamrożonych rosyjskich aktywów w banku papierów wartościowych Euroclear.
Dowódca batalionu 47 Samodzielnej Brygady Zmechanizowanej, Ołeksandr Szyrszyn, zrezygnował ze stanowiska, krytykując ukraińskie dowództwo wojskowe za „bezsensowne rozkazy” i „niepotrzebne ofiary”. „Nigdy nie otrzymałem bardziej głupich celów niż w obecnym kierunku. Pewnego dnia opowiem wam szczegóły, ale głupia strata ludzi, drżenie przed głupimi generałami, prowadzi do niczego innego, jak tylko do porażek. Mam nadzieję, że wasze dzieci również będą służyć w piechocie i wykonywać wasze rozkazy”. Później SG Ukrainy poinformował, że „na rozkaz szefa Sztabu Generalnego powołano grupę roboczą do kompleksowego zbadania okoliczności opisanych [przez Szyrszyna]” i zobowiązał się do analizy rozkazów wydanych na wielu szczeblach hierarchii dowodzenia pod kątem ich znaczenia dla sytuacji na polu bitwy i podjęcia „odpowiednich decyzji” po inspekcji.

### 18 maja

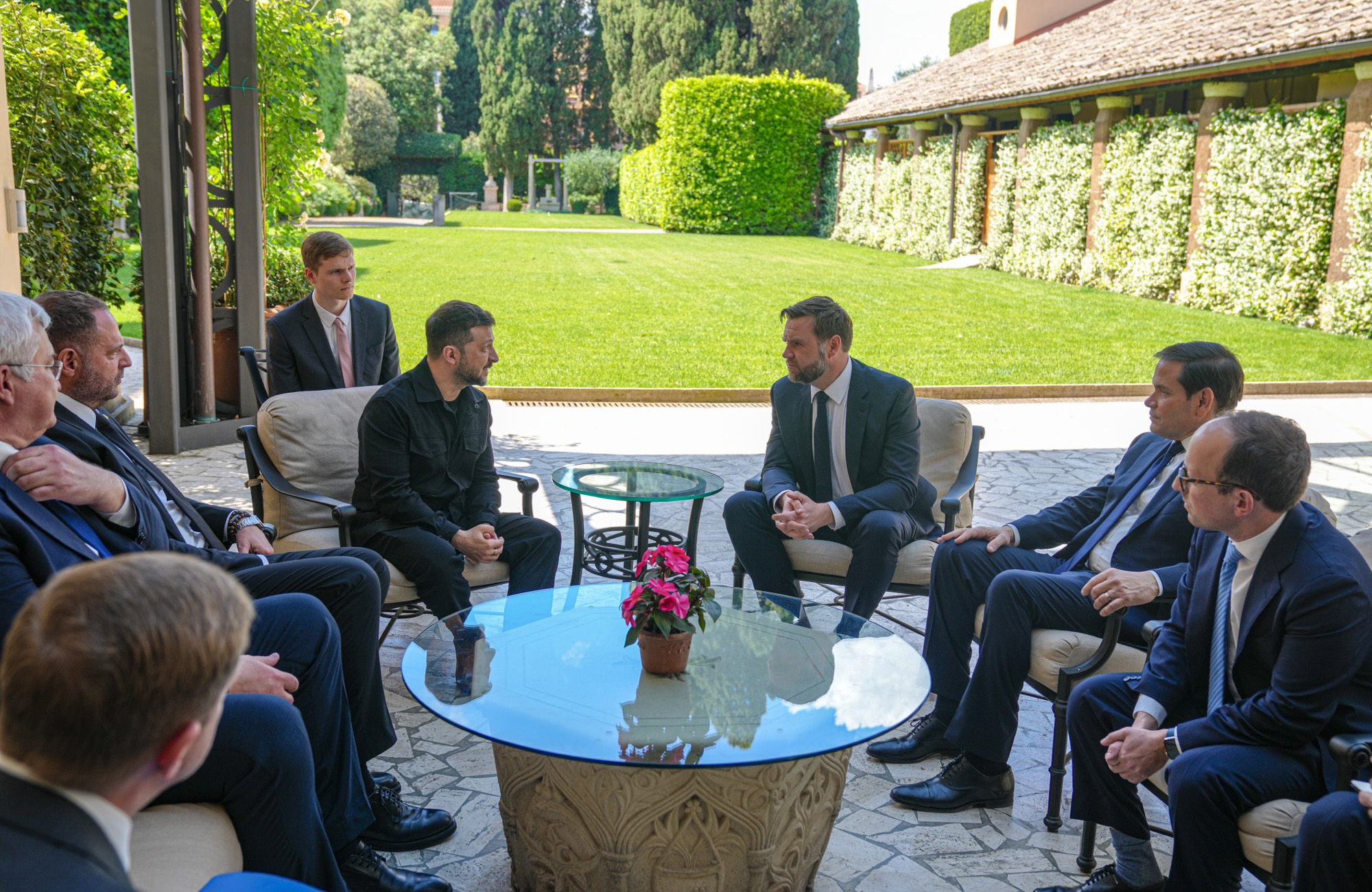
Spotkanie prezydenta Zełenskiego z sekretarzem stanu Marco Rubio i wiceprezydentem J.D. Vancem w Rzymie.

W opinii ISW prezydent Wołodymyr Zełenski kontynuował wysiłki, aby wynegocjować dyplomatyczne zakończenie wojny na Ukrainie. Siły rosyjskie zrobiły postępy w pobliżu Borowej i Torećka.
Sztab Ukrainy oświadczył, że Rosja atakowała w kierunkach Charkowa, Kupiańska, Łymanu, Siewierska, Kramatorska, Torećka, Pokrowska, Nowopawłowska, Zaporoża i Chersonia, gdzie doszło do 175 starć. W ciągu doby wojska rosyjskie przeprowadziły jeden atak rakietowy, 78 nalotów, 2904 ataki dronów i 116 ostrzałów na pozycje i miejscowości ukraińskie. Operacja w obwodzie kurskim trwała; wojska rosyjskie przeprowadziły 18 ataków, 236 ataków artyleryjskich i 19 nalotów, używając 35 bomb lotniczych na pozycje ukraińskie. Ukraińskie lotnictwo i artyleria zaatakowały pięć miejsc koncentracji, jednostkę artylerii i dwa stanowiska dowodzenia.
Według Sił Powietrznych Ukrainy w największym jak dotąd rosyjskim ataku dronów od czasu rozpoczęcia wojny, w nocy Rosja wystrzeliła ok. 273 dronów Shahed 136/131 (z Briańska, Kurska, Orła, Millerowa i Primorsko-Achtarska) i dronów-wabików w kierunku Ukrainy. Ukraińska obrona przeciwlotnicza zestrzeliła 88 dronów, a kolejne 128 zaginęło na Ukrainie w ramach walki elektronicznej. Drony zaatakowały obwody kijowski, dniepropetrowski i doniecki, zabijając jedną osobę i raniąc trzy kolejne w rejonie obuchowskim. W rejonie obuchowskim zniszczono dom prywatny, w fastowskim zniszczono magazyn i budynek gospodarczy, a w ośrodku medycznym wybuchł pożar. W obwodzie chersońskim zginęła jedna osoba. Administracja Wojskowa podała, że w Chersoniu rosyjski dron zrzucił ładunek wybuchowy na samochód, w wyniku czego dwóch mężczyzn w wieku 64 i 51 lat zostało rannych.
Belgia ogłosiła pakiet pomocy wojskowej dla Ukrainy o wartości ok. 1 miliarda euro, obejmujący szybką dostawę około 100 opancerzonych ambulansów i pojazdów transportowych Unimog, wsparcie dla samolotów F-16, ponad 16 tys. jednostek broni i artylerii, a także 20 zmodernizowanych systemów obrony powietrznej Cerber i czołg Leoparda 1A5BE wyposażony w zmodernizowaną wieżę do celów testowych. Belgia zapewni również pięć dronów nawodnych, a także inne drony, hełmy, sprzęt medyczny, przenośne systemy wykrywania dronów, gogle noktowizyjne i sprzęt ochronny. Dania ogłosiła 26. pakiet pomocy wojskowej dla Ukrainy o łącznej wartości ponad 560 mln euro, który zostanie wdrożony w latach 2025–2028. Będzie on obejmował systemy artyleryjskie, amunicję w ramach inicjatywy czeskiej, a także wyposażenie ukraińskich Sił Powietrznych. Ponadto planowane jest rozszerzenie programów szkoleniowych dla ukraińskiej armii.
Ukraiński wywiad poinformował, że Rosja planuje przeprowadzić „szkoleniowy” start międzykontynentalnego pocisku balistycznego RS-24 Jars w nocy 19 maja 2025 roku w pobliżu wsi Swobodny w obwodzie swierdłowskim, ok. 100 km na północny wschód od Jekaterynburga. Pocisk zostanie wyposażony w głowicę „szkoleniową”, a celem tego ma być zastraszenie Ukrainy, a także państw członkowskich UE i NATO.

### 19 maja
Rosyjskie Ministerstwo Obrony poinformowało, że wojska rosyjskie zajęły miejscowość Marine w obwodzie sumskim.
W ocenie ISW prezydent Donald Trump i prezydent Władimir Putin odbyli rozmowę telefoniczną, aby omówić zawieszenie broni i negocjacje pokojowe dotyczące wojny na Ukrainie. Siły ukraińskie posunęły się naprzód w obwodzie kurskim oraz w pobliżu Borowej i Torećka. Z kolei wojska rosyjskie zrobiły postępy w obwodzie kurskim oraz w pobliżu Czasiw Jaru, Torećka i Nowopawliwki.
SG Ukrainy podał, że Rosja atakowała w kierunkach Charkowa, Kupiańska, Łymanu, Siewierska, Kramatorska, Torećka, Pokrowska, Nowopawłowska, Zaporoża i Chersonia, gdzie doszło do 177 starć. W 24h wojska rosyjskie przeprowadziły 59 nalotów, 2882 ataków dronów i 157 ostrzałów na pozycje i miejscowości ukraińskie. Operacja w obwodzie kurskim trwała; wojska rosyjskie przeprowadziły 10 ataków, 227 ataków artyleryjskich, siedem ostrzałów i 14 nalotów, używając 32 bomb lotniczych na pozycje ukraińskie. Ukraińskie lotnictwo i artyleria zaatakowały trzy miejsca koncentracji i pięć jednostek artylerii.
Ukraińskie Siły Powietrzne oświadczyły, że w nocy Rosjanie zaatakowali Ukrainę za pomocą 112 dronów Shahed 136/131 i dronów-wabików różnych typów, wystrzelonych z Briańska, Kurska, Szatałowa, Orła i Millerowa. Ukraińska obrona przeciwlotnicza zneutralizowała 41 dronów na wschodzie, północy i w centrum kraju, a kolejne 35 zaginęło na Ukrainie w ramach walki elektronicznej. Skutki ataku odnotowano w obwodach charkowskim, sumskim, donieckim, czerkaskim i kirowohradzkim. Infrastruktura jednego z przedsiębiorstw w miejscowości Szostka w obwodzie sumskim została uszkodzona w wyniku ataku dronów. Gubernator Ołeh Hrihorow powiedział, że ponad 86 tys. mieszkańców obwodu sumskiego zostało objętych nakazem obowiązkowej ewakuacji, a ok. 65% populacji zostało ewakuowanych, tj. ok. 56 000 mieszkańców, a wszyscy mieszkańcy w promieniu 10 km graniczący z Rosją zostali całkowicie ewakuowani.
SBU stwierdziła, że 13. Główny Zarząd Departamentu Kontrwywiadu Wojskowego przeprowadził ataki dronów, które zniszczyły rosyjski system radarowy Newa oraz magazyny zaopatrzenia i kwatery mieszkalne, które zostały zainstalowane na ukraińskich platformach wiertniczych na Morzu Czarnym. Gubernator Wiaczesław Gładkow poinformował, że jedna osoba zginęła w ukraińskim ataku dronów na Szebiekino w obwodzie biełgorodzkim.
Australijska Korporacja Nadawcza poinformowała, że pomimo ciągłego prywatnego sprzeciwu ze strony urzędników amerykańskich, rząd Australii rozpoczął wysyłkę 49 wycofanych ze służby czołgów M1A1 Abrams na Ukrainę. Niektórzy urzędnicy kwestionowali przydatność czołgów na Ukrainie, argumentując, że słabe dachy czołgów uczynią je podatnymi na ataki dronów. Pomimo prywatnych sprzeciwów ze strony USA, Australii ostatecznie pozwolono dostarczyć czołgi na Ukrainę. Ministerstwo Obrony Finlandii poinformowało, że dostarczy Ukrainie amunicję artyleryjską 155 mm oraz pociski moździerzowe 81 mm i 120 mm, korzystając ze środków pochodzących z zamrożonych rosyjskich aktywów. Dostawy będą realizowane w ramach inicjatywy Unii Europejskiej, a ich całkowity koszt wyniesie 90 mln euro. Zakupy będą dokonywane od fińskich producentów, co jednocześnie wzmocni przemysł obronny samej Finlandii. Włochy potwierdziły, że w ramach 11. pakietu pomocy wojskowej dostarczą Ukrainie trzeci system obrony przeciwlotniczej i przeciwrakietowej SAMP/T.
Prezydent Stanów Zjednoczonych Donald Trump przeprowadził ponad 2-godzinną rozmowę z prezydentem Władimirem Putinem. Po rozmowie Trump oświadczył, że „Rosja i Ukraina natychmiast rozpoczną negocjacje w sprawie zawieszenia broni, a co ważniejsze, zakończenia wojny”. Putin „podziękował prezydentowi USA za poparcie jego kraju dla wznowienia bezpośrednich negocjacji między Rosją a Ukrainą w sprawie możliwego zawarcia porozumienia pokojowego”. Później prezydent Putin powiedział, że nadal odmawia zgody na natychmiastowe i kompleksowe zawieszenie broni na Ukrainie, ale jest gotowy podpisać memorandum z Ukrainą w sprawie potencjalnego przyszłego traktatu pokojowego i negocjować. Trump wyraził mu swoje stanowisko w sprawie zaprzestania działań wojennych i zawieszenia broni, ale Putin nalegał, że najskuteczniejsza droga do pokoju pozostaje do ustalenia. Putin wskazał, że stanowisko Rosji w negocjacjach pozostało niezmienione, a podstawowe przyczyny wojny muszą zostać wyeliminowane.
Prezydent Wołodymyr Zełenski rozmawiał z prezydentem Trumpem dwukrotnie. Po rozmowie Zełenski powiedział, że nie wycofa wojsk z terytorium kontrolowanego przez Ukrainę i odrzucił żądania wysunięte przez delegację rosyjską w Stambule. Powtórzył, że jest to ziemia ukraińska i Ukraina nie wycofa swoich wojsk ze swojego terytorium. Oświadczył również, że Ukraina rozważa możliwość spotkania się ze wszystkimi zainteresowanymi stronami, w tym Rosją, Stanami Zjednoczonymi, Wielką Brytanią i Unią Europejską, w Turcji, Watykanie lub Szwajcarii. Kwestią nie jest wygoda, ale to, kto może zorganizować spotkanie i osiągnąć odpowiednie rezultaty. Podkreślono również, że podczas rozmowy z prezydentem USA Zełenski opowiadał się za zawieszeniem broni, wyraził swoje poglądy na temat memorandum i że żadne decyzje dotyczące Ukrainy nie powinny być podejmowane bez udziału Ukrainy.
Dowódca 59 Brygady Szturmowej Sił Systemów Bezzałogowych (która została rozmieszczona w Pokrowsku), podpułkownik Bohdan Szewczuk, został odwołany i zastąpiony przez pułkownika Ołeksandra Saka.

### 20 maja
Według ISW wysocy rangą rosyjscy urzędnicy nadal zaprzeczali prawowitości ukraińskiego prezydenta, rządu i konstytucji oraz suwerenności Ukrainy, pomimo niedawnych wysiłków prezydenta Władimira Putina, aby udawać zainteresowanie negocjacjami pokojowymi w celu zakończenia wojny. Siły rosyjskie posunęły się naprzód w obwodach sumskim i charkowskim, w pobliżu Czasiw Jaru i Torećka oraz w kierunku Zaporoża.
Sztab Ukrainy poinformował, że Rosja atakowała w kierunkach Charkowa, Kupiańska, Łymanu, Siewierska, Kramatorska, Torećka, Pokrowska, Nowopawłowska, Hulajpola, Zaporoża i Chersonia, gdzie doszło do 164 starć. W ciągu doby wojska rosyjskie przeprowadziły jeden atak rakietowy, 70 nalotów, ok. 3048 ataków dronów i 149 ostrzałów na pozycje i miejscowości ukraińskie. Operacja w obwodzie kurskim trwała; wojska rosyjskie przeprowadziły 13 ataków, 261 ataków artyleryjskich, cztery ostrzały i 19 nalotów, używając 40 bomb lotniczych na pozycje ukraińskie. Ukraińskie lotnictwo i artyleria zaatakowały dziewięć miejsc koncentracji. SG Ukrainy podał także, że w ciągu ponad dziewięciu miesięcy armia rosyjska straciła 63 172 zabitych i rannych żołnierzy w obwodzie kurskim, z czego ok. 4 tys. to obywatele KRLD.
Według Sił Powietrznych Ukrainy w nocy siły rosyjskie zaatakowały Ukrainę za pomocą 108 dronów Shahed 136/131 i dronów-wabików różnych typów, wystrzelonych z Briańska, Szatałowa, Orła, Millerowa i Primorsko-Achtarska. Ukraińska obrona przeciwlotnicza zestrzeliła 93 drony na wschodzie, północy i w centrum kraju, a kolejne 58 zaginęło na Ukrainie w ramach walki elektronicznej. Skutki ataku odnotowano w obwodach donieckim, dniepropietrowskim, sumskim i żytomierskim. Armia rosyjska zaatakowała w nocy strefę przemysłową Kramatorska dziewięcioma dronami, a także centralną część Słowiańska dronem Gerań-2. W obwodzie dniepropetrowskim dwa rejony zostały uszkodzone przez nocny atak rosyjskich dronów. W rejonie pawłohradzkim uszkodzona została farma. W rejonie synelnykowskim atak dronów spowodował zniszczenia na terenie przedsiębiorstwa. Według doniesień 10 osób zostało rannych w porannym ostrzale Chersonia. Według śledztwa ok. 7:00 Rosjanie użyli drona, aby uderzyć w autobus przewożący pasażerów, raniąc pięć osób. Od 08:30 wojska rosyjskie ostrzeliwały miasto artylerią, w wyniku czego kolejne pięć osób zostało ranne.
Gwardia Narodowa Ukrainy poinformowała, że Rosja przeprowadziła atak rakietowy na strzelnicę GN na poligonie w obwodzie sumskim, zabijając sześciu żołnierzy i raniąc ponad 10 kolejnych. Władze wszczęły oficjalne dochodzenie w sprawie incydentu, stwierdzając, że dowództwo Gwardii Narodowej wydało instrukcje dotyczące radzenia sobie z zagrożeniem nalotów i unikania niepotrzebnych koncentracji personelu. Dowódca jednostki został zawieszony, a niezbędne informacje przekazano organom ścigania. Rosyjska agencja TASS pokazała nagranie, na którym armia rosyjska wystrzeliła pocisk balistyczny Iskander, który uderzył w ukraiński poligon wojskowy w obwodzie sumskim. Wcześniej nad tym miejscem unosił się rosyjski dron.
Wywiad ukraiński podał, że czterech czeczeńskich oficerów z jednostki Achmat wspieranej przez Rosję zginęło w zamachu bombowym w pobliżu okupowanego Skadowska w obwodzie chersońskim. Po pierwszym wybuchu nastąpiły kolejne eksplozje, ponieważ oficerowie rzekomo transportowali amunicję, która eksplodowała.
Według OSW wojska rosyjskie poszerzyły klin w zgrupowaniu ukraińskim wzdłuż drogi Pokrowsk–Konstantynówka, zajmując kolejne miejscowości po obu jej stronach. W rezultacie tego oraz działań prowadzonych od strony aglomeracji torećkiej wojska ukraińskie na południe od Konstantynówki znalazły się w worku, częściowo rozbitym na dwie części. Posunięcia Rosjan na flankach groziły okrążeniem zgrupowania. Prawdopodobnie w razie niemożności przeprowadzenia skutecznego kontrataku Ukraińcy stopniowo zaczną wycofywać się na bezpośrednie przedpola Konstantynówki. Siły rosyjskie prowadziły ataki w kierunku tego miasta z trzech stron: Czasiw Jaru, Torećka i Pokrowska. Najkrótszy odcinek mieli do przebycia od Czasiw Jaru, jednakże obrona w tym rejonie wciąż pozostawała stosunkowo silna, a postępy rosyjskie były niewielkie. Siły rosyjskie zagroziły wschodniej flance zgrupowania ukraińskiego w okolicach Pokrowska i Myrnohradu. Atakowali z dwóch stron miejscowości Nowoekonomiczne, której zajęcie pozwoliłoby na wzięcie w półokrążenie Myrnohradu. Istotnych zmian w sytuacji nie przyniosły dalsze postępy Rosji pomiędzy Pokrowskiem a Wełyką Nowosiłką, na wschód od Siewierska i na północ od Łymanu. Rosjanie wyparły wojska ukraińskiej z leżących przy granicy pozycji w obwodach kurskim i biełgorodzkim, a jednocześnie zajęli kolejne tereny w obwodzie sumskim. Prawdopodobnie pod kontrolą ukraińską pozostawał liczący ok. 10 km² fragment terytorium FR na zachód od Tiotkina.
Premier Denys Szmyhal ogłosił, że Ukraina otrzyma 400 tys. dodatkowych pocisków artyleryjskich w 2025 roku w ramach „inicjatywy czeskiej”. Po spotkaniu z premierem Petrem Fialą, Szmyhal powiedział, że w 2024 roku Ukraina otrzymała ok. 1,5 miliona pocisków artyleryjskich różnych kalibrów w ramach inicjatywy. Sekretarz stanu USA Marco Rubio powiedział na przesłuchaniu w Senacie dotyczącym budżetu Departamentu Stanu na 2026 roku, że Stany Zjednoczone współpracują z partnerami z NATO w celu znalezienia dodatkowych systemów obrony powietrznej Patriot dla Ukrainy, ale stwierdził, że żaden kraj nie zrezygnował z tych systemów, a USA nie są w stanie wyprodukować je wystarczająco szybko.
Ukraina utworzyła swoją pierwszą motocyklową kompanię szturmową jako część 425 Samodzielnego Pułku Szturmowego „Skala”, będąca „analogia” do podobnych rosyjskich jednostek motocyklowych.
Premier Włoch Giorgia Meloni powiedziała, że papież Leon XIV wyraził chęć zorganizowania kolejnej rundy bezpośrednich rozmów pokojowych między Rosją a Ukrainą w Watykanie, aby przybliżyć Rosję do zakończenia jej inwazji na Ukrainę, a Meloni podziękowała papieżowi za jego niezachwiane zaangażowanie na rzecz pokoju.
Podczas posiedzenia Tymczasowej Specjalnej Komisji Rady Najwyższej Ukrainy podano, że od początku 2022 roku zatrzymano prawie 30 tys. osób podczas próby nielegalnego przekroczenia granicy. Kolejne 44 900 osób przekroczyło granicę nielegalnie. Wszczęto ponad 7 tys. spraw karnych dotyczących nielegalnego przekroczenia granicy, ale zapadło ponad 400 faktycznych wyroków sądowych. Odnotowano również przypadki przekroczenia linii frontu z późniejszym wyjazdem za granicę przez terytorium okupowane i Rosję oraz wyjazd systemem „Shlyakh” (jako kierowca przewożący ładunki medyczne i humanitarne lub kierowca międzynarodowego transportu ładunków i pasażerów).
Szef Komitetu Śledczego Aleksandr Bastrykin na Międzynarodowym Forum Prawnym w Petersburgu poinformował, że w Rosji organy ścigania zidentyfikowały ponad 80 tys. migrantów, którzy otrzymali obywatelstwo rosyjskie, ale nie zarejestrowali się do służby wojskowej, i wysłały co czwartego (ok. 20 tys.) z nich do walki na Ukrainie. Śledczy wojskowi, policja i Rosgwardia otrzymały rozkaz przeprowadzania regularnych nalotów na obszary, w których mieszkają imigranci, aby złapać tych, którzy unikają rejestracji wojskowej.

### 21 maja
Szef sztabu ukraińskiej 13 Brygady Gwardii Narodowej Andrij Pomahajbus powiedział, że Rosja mogła przygotowywać się do rozpoczęcia nowych ataków w sektorze charkowskim, o czym świadczyło gromadzenie sił w pobliżu granicy z Ukrainą, dodając, że Rosja próbowała przesunąć swoje siły bliżej linii frontu, ale jak dotąd nie udało jej się przeprowadzić ataków. „Dochodziło do nagromadzenia personelu bliżej granicy państwowej, tzn. podejmowane były próby zaangażowania personelu, najwyraźniej przygotowującego się do aktywnych operacji szturmowych. Nasze Siły Obronne były gotowe do odparcia ataków”. Ukraińscy urzędnicy odrzucili krążące w internecie doniesienia, jakoby wojska rosyjskie dotarły do granicy obwodu dniepropetrowskiego. Gubernator Serhij Łysak nazwał te twierdzenia „fałszywymi” i powiedział, że towarzyszące im zdjęcie rzekomo przedstawiające Rosjan w tym rejonie również zostało sfabrykowane; „Ta tak zwana «wiadomość» i rzekomo ilustrujące ją zdjęcie nie odzwierciedlają rzeczywistości. Zostały celowo opublikowane przez [Rosję], aby przestraszyć mieszkańców naszego regionu, siać panikę i destabilizować sytuację”. DeepState również zdementowało te doniesienia.
W opinii ISW prezydent Władimir Putin prawdopodobnie zorganizował spotkanie z urzędnikami obwodu kurskiego, aby ustalić warunki uzasadniające wznowienie rosyjskich planów zajęcia miasta Sumy i nielegalnej aneksji obwodu sumskiego. Jednakże było bardzo mało prawdopodobne, aby siły rosyjskie były w stanie zająć Sumy w perspektywie krótko- lub średnioterminowej, biorąc pod uwagę udowodnioną niezdolność Rosji do szybkiego zajęcia nawet znacznie mniejszych miejscowości na Ukrainie w ciągu ostatnich 3 lat. Wojska rosyjskie poczyniły postępy w pobliżu Wełykiej Nowosiłki.
SG Ukrainy stwierdził, że Rosja atakowała w kierunkach Charkowa, Kupiańska, Łymanu, Siewierska, Kramatorska, Torećka, Pokrowska, Nowopawłowska, Hulajpola, Zaporoża i Chersonia, gdzie doszło do 144 starć. W ciągu 24h wojska rosyjskie przeprowadziły 90 nalotów (używając 144 bomb lotniczych), 2492 ataków dronów i 114 ostrzałów na pozycje i miejscowości ukraińskie. Operacja w obwodzie kurskim trwała; wojska rosyjskie przeprowadziły pięć ataków, 191 ataków artyleryjskich, dziewięć ostrzałów i kilkanaście nalotów, używając 34 bomby lotnicze na pozycje ukraińskie. Ukraińskie lotnictwo i artyleria zaatakowały 12 miejsc koncentracji, trzy stanowiska dowodzenia, system przeciwlotniczy i pięć jednostek artylerii.
Ukraińskie Siły Powietrzne podały, że w nocy wojska rosyjskie zaatakowały Ukrainę przy wykorzystaniu 76 dronów Shahed 136/131 i dronów-wabików różnych typów, wystrzelonych z Kursk, Orła i Briańska. Ukraińska obrona przeciwlotnicza zniszczyła 63 drony na wschodzie, północy i w centrum kraju, a kolejne 22 zaginęły na Ukrainie w ramach walki elektronicznej. Skutki ataku odnotowano w obwodach charkowskim i sumskim. W wyniku ataku dronów w obwodzie kijowskim zostało rannych pięciu członków jednej rodziny, w tym troje dzieci. Rosyjski dron zaatakował wieś Biłozerka w obwodzie chersońskim, raniąc sześciu cywilów. W nocy siły rosyjskie przeprowadziły naloty, atakując Neczwołodiwkę i Kupiańsk bombami lotniczymi FAB-500 oraz raniąc trzech cywilów. Wojska rosyjskie zaatakowały samochód pracowników Ukrposzty we wsi Prymorśke w obwodzie zaporoskim, w wynik czego dwie osoby zostały ranne.
Ukraina przeprowadziła atak dronów, w wyniku którego doszło do eksplozji w obwodach tulskim, riazańskim i orłowskim. Rosyjscy urzędnicy stwierdzili, że w ciągu nocy przechwycono ponad 150 dronów w wielu regionach, w tym 53 w obwodzie orłowskim. Według ukraińskich urzędników i źródeł, celem ataku były fabryki należące do rosyjskiego kompleksu wojskowo-przemysłowego, w tym fabryka półprzewodników w Bołchowie, produkująca m.in. części do samolotów Suchoj oraz pocisków Iskander i Kindżał. Wszystkie moskiewskie lotniska wstrzymały działalność. W Tule lokalny gubernator poinformował, że dron uderzył w dach budynku mieszkalnego oraz uszkodził inne budynki prywatne i niemieszkalne.
Ukraina otrzyma sześć nowoczesnych bezzałogowych pojazdów naziemnych ROCUS, stworzonych na bazie estońskiej platformy THeMIS firmy „Milrem Robotics”. Roboty zostaną wyposażone w systemy rozminowywania i przekazane Państwowej Służbie Ratowniczej w celu szybkiego oczyszczenia terytoriów.
Podczas swojego przemówienia prezydent Wołodymyr Zełenski zaprzeczył twierdzeniom Putina, który mówił o całkowitym odzyskaniu obwodu kurskiego podczas wizyty w tym regionie poprzedniego dnia. Ukraińscy obserwatorzy wojskowi stwierdzili, że kilka km² pozostawało pod kontrolą wojsk ukraińskich. Według Zełenskiego, ukraińskie jednostki walczyły również w rosyjskim obwodzie biełgorodzkim, aby chronić ukraińskie miasto Charków.
Sekretarz Generalny NATO Mark Rutte powiedział, że nadchodzący szczyt w Hadze skupi się na wsparciu wojskowym dla Ukrainy, aby zapewnić jej najsilniejszą pozycję podczas ciągłej obrony i ostatecznego dążenia do trwałego pokoju. Podkreślił, że wszystkie 32 państwa członkowskie NATO omówią dalsze wsparcie dla Ukrainy i jak uniknąć powtarzania nieudanych porozumień z przeszłości. Kiedy nadejdzie pokój, czy to poprzez zawieszenie broni, czy formalne porozumienie, musi on być trwały i zrównoważony. Należy zapewnić, aby Europa nigdy nie powróciła do status quo wprowadzonego przez porozumienia mińskie.

### 22 maja
W opinii ISW minister obrony Andriej Biełousow potwierdził nominację generała pułkownika Andrieja Mordwiczewa na dowódcę rosyjskich Sił Lądowych. Siły ukraińskie posunęły się w pobliżu Torećka, z kolei wojska rosyjskie zrobiły postępy w pobliżu Wołczańska, Torećka i Wełykiej Nowosiłki.
Sztab Ukrainy podał, że Rosja atakowała w kierunkach Charkowa, Kupiańska, Łymanu, Siewierska, Kramatorska, Torećka, Pokrowska, Nowopawłowska, Hulajpola i Zaporoża, gdzie doszło do 141 starć. W ciągu doby wojska rosyjskie przeprowadziły dwa ataki rakietowe, 56 nalotów (używając czterech rakiet i 130 bomb lotniczych), ok. 3000 ataków dronów i 164 ostrzałów na pozycje i miejscowości ukraińskie. Operacja w obwodzie kurskim trwała; wojska rosyjskie przeprowadziły 21 ataków, 230 ataków artyleryjskich, siedem ostrzałów i 16 nalotów, używając 23 bomby lotnicze na pozycje ukraińskie. Ukraińskie lotnictwo i artyleria zaatakowały 14 miejsc koncentracji, 11 jednostek artylerii, cztery stanowiska dowodzenia i magazyn amunicji.
Siły Powietrzne Ukrainy poinformowały, że Rosja zaatakowała terytorium Ukrainy za pomocą pocisku balistycznego Iskander-M (wystrzelonego z obwodu rostowskiego) i 128 dronów Shahed 136/131 (z Millerowa, Kurska, Primorsko-Achtarsk i Krymu). Ukraińska obrona przeciwlotnicza zestrzeliła 112 dronów na wschodzie, północy, południu i w centrum kraju, a kolejne 74 zaginęło na Ukrainie w ramach walki elektronicznej. Obwody dniepropietrowski, doniecki, charkowski i mikołajowski zostały dotknięte atakiem rosyjskim. Według ukraińskich źródeł 85-letnia kobieta zginęła w rosyjskich nalotach na obwód chersoński. Gubernator Ołeksandr Prokudin podał, że po południu wojska rosyjskie ostrzelały z artylerii Berysław, w wyniku czego zginęli 54-letnia kobieta i 64-letni mężczyzna. Siły rosyjskie zaatakowały Konstantynówkę i wieś Rajhorodok w obwodzie donieckim, w rezultacie czego zginęło dwóch cywilów, a kilku zostało rannych.
Władze rosyjskie poinformowały, że co najmniej jedna osoba zginęła, a kolejna została ranna w ataku na chutor kameński, wieś w obwodzie briańskim w pobliżu granicy z obwodem czernihowskim. W obwodzie kurskim lokalny urzędnik doznał obrażeń w wyniku ataku drona, natomiast władze w obwodzie tulskim poinformowały, że dwóch cywilów odniosło drobne rany w wyniku nalotów, które uszkodziły dach budynku mieszkalnego w stolicy regionu. Mer Siergiej Sobianin powiedział, że obrona przeciwlotnicza odparła ponad 40 dronów atakujących Moskwę w nocy i rano. System monitorowania pożarów NASA FIRMS odnotował pożar w rafinerii ropy naftowej w Riazaniu po ataku ukraińskiego drona. Zaatakowano również zakład obronny w Tule. Według rosyjskiego Ministerstwa Obrony w ciągu ostatnich 24h przechwycono 317 ukraińskich dronów. W nocy zestrzelono 105 ukraińskich dronów, w tym 35 nad obwodem moskiewskim, a resztę nad obwodami orłowskim, kurskim, biełgorodzkim, tulskim, kałuskim, woroneskim, lipieckim, smoleńskim i briańskim. Później rosyjskie MON podało, że między godziną 8:00 a 20:00 zestrzelono kolejne 159 dronów nad obwodami moskiewskim, kurskim, orłowskim i tulskim.
Wielka Brytania wezwała członków grupy G7 do obniżenia ceny maksymalnej rosyjskiej ropy, aby wywrzeć jeszcze większą presję na Putina i zakończyć wojnę. Grupa G7 wydała wspólne oświadczenie, w którym zobowiązała się do zamrożenia rosyjskich aktywów do czasu zakończenia wojny i zapłaty przez Rosję za szkody, jakie wyrządziła Ukrainie. Potwierdziła także, że nadal jest zdecydowana wspierać Ukrainę w obronie jej integralności terytorialnej, wolności, suwerenności i niepodległości oraz w osiągnięciu trwałego i sprawiedliwego pokoju. Grupa G7 z zadowoleniem przyjęła trwające wysiłki na rzecz osiągnięcia zawieszenia broni i zobowiązała się do zbadania sposobów wywarcia jak największej presji na Rosję, w tym dalszego wzmocnienia sankcji, jeśli nie zostanie osiągnięte porozumienie w sprawie zawieszenia broni.
Prezydent Władimir Putin podczas wideokonferencji z przedstawicielami rządu ogłosił zamiar utworzenia tzw. „strefy buforowej bezpieczeństwa” wzdłuż granicy ukraińsko-rosyjskiej (w tym obwodów kurskiego, briańskiego i biełgorodzkiego), która miałaby obejmował części obwodów czernihowskiego, sumskiego, charkowskiego, dniepropetrowskiego, mikołajowskiego i odeskiego. Miało to w celu obronę przed ukraińskim ostrzałem artyleryjskim. Według rosyjskiego „Sputnik News Agency” emerytowany pułkownik Matweczuk przeanalizował, że strefa buforowa jest nie tylko strefą zdemilitaryzowaną, ale ma również na celu ochronę obwodów biełgorodzkiego, kurskiego, briańskiego, zaporoskiego, chersońskiego, donieckiego i Krymu przed atakami artyleryjskimi NATO dalekiego zasięgu. Dodając bezpieczną odległość 30 km, można utworzyć głęboką na 100 km strefę buforową, która może odepchnąć armię ukraińską o 100 km, co spowoduje utratę możliwości przeprowadzania nalotów i ostrzałów na miasta graniczne za pomocą kluczowej broni.
Kilku ukraińskich producentów sprzętu obronnego wysłało otwarty list do prezydenta Zełenskiego, wzywając go do zniesienia ograniczeń eksportowych na krajowy sprzęt wojskowy, zwłaszcza drony, aby pomóc branży rozwijać się i lepiej integrować z europejską architekturą bezpieczeństwa. W liście podkreślono strategiczny potencjał ukraińskiej krajowej technologii wojskowej, od dronów po systemy walki elektronicznej, i wezwano do zdecydowanych działań politycznych w celu autoryzacji kontrolowanego eksportu nadwyżek broni do sojuszników. Pomoże to pokazać, że Ukraina może nie tylko stać się stroną międzynarodowego wsparcia, ale także formalnym partnerem w eksporcie bezpieczeństwa poprzez współpracę, technologię i własne doświadczenie.

### 23 maja
Materiały geolokalizowane pokazywały, że siły rosyjskie zajęły miejscowość Odradne, na wschód od Komaru w obwodzie donieckim. Rosyjscy blogerzy wojenni stwierdzili, że Rosjanie zajęli wioskę Zełene Połe, na zachód od Nowosiłki.
W ocenie ISW minister spraw zagranicznych Siergiej Ławrow zażądał, aby wszelkie przyszłe porozumienie pokojowe zawierało warunki zapobiegające wyborom i ustanowieniu przyszłych prozachodnich rządów na Ukrainie. Siły ukraińskie posunęły się w pobliżu Torećka, a wojska rosyjskie w pobliżu Nowopawliwki i Kurachowego.
Według Sił Powietrznych Ukrainy w nocy wojska rosyjskie zaatakowały Ukrainę przy użyciu pocisku balistycznego Iskander-M (wystrzelonego z obwodu rostowskiego) oraz 175 dronów Shahed 136/131 i dronów-wabików różnych typów (z Millerowa, Kurska i Primorsko-Achtarska). Ukraińska obrona przeciwlotnicza zneutralizowała 150 dronów na wschodzie, zachodzie, północy, południu i w centrum kraju, a kolejne 59 zaginęło na Ukrainie w ramach walki elektronicznej. Obwody sumski, dniepropietrowski, doniecki, charkowski, kijowski, żytomierski, odeski, czerniowiecki i iwanofrankiwski zostały dotknięte atakiem rosyjskim. Gubernator Ołeh Kiper powiedział, że dwie osoby zginęły, a siedem zostało rannych (w tym cztery poważnie) w rosyjskim ataku rakietowym (za pomocą dwóch pocisków balistycznych) na Odessę. Rakiety trafiły w infrastrukturę cywilną wewnątrz portu, uszkadzając maszynownię, rozbijając okna pobliskich budynków i niszcząc wiele elementów wyposażenia. Armia rosyjska przeprowadziła ostrzał artyleryjski Chersonia. W ataku zginęło dwóch cywilów. Rosjanie przeprowadzili także atak rakietowy na Czuhujew, zabijając jedną osobę i raniąc dwie kolejne.
Rosyjski dron [FPV] światłowodowy obsługiwany przez jednostkę Rubicon zniszczył ukraiński system rakietowy HIMARS ok. 10 km od linii frontu w pobliżu Czasiw Jaru w obwodzie donieckim.
Ministerstwo Obrony Rosji poinformowało, że w nocy zestrzelono 112 ukraińskich dronów nad obwodami moskiewskim (24 drony), kurskim, orłowskim, riazańskim, biełgorodzkim, iwanowskim, władimirowskim, woroneskim, lipieckim i Krymem (22). Gubernator Igor Artamonow powiedział, że w obwodzie lipieckim osiem osób zostało rannych w wyniku spadających szczątków po zestrzeleniu dronów nad strefą przemysłową. Według doniesień rosyjskich mediów ukraińskie drony zaatakowały producenta baterii „Energia” o znaczeniu militarnym w Jelecu w obwodzie lipeckim (400 km na południe od Moskwy), powodując pożar; fabryka produkuje wszystko „od baterii AA po systemy zasilania dla pocisków Buława i statków kosmicznych”. Donoszono również o ukraińskim ataku rakietowym na miasteczko Lgow w obwodzie kurskim, gdzie według rosyjskiej agencji TASS rannych zostało 16 cywilów, w tym czterech poważnie.
W ciągu dnia lotnictwo ukraińskie uderzyło w wysunięte stanowisko dowodzenia 3 Korpusu Armijnego okupantów w Bachmucie. Według Sztabu Ukrainy nalot poważnie ograniczył zdolność sił rosyjskich do planowania i prowadzenia działań na odcinku Pokrowska. Około 14:00 rosyjski śmigłowiec Mi-8 rozbił się w pobliżu wsi Naryszkino w obwodzie orłowskim, zabijając wszystkich trzech członków załogi.
Ministerstwo Obrony Ukrainy poinformowało, że Ukraina i Szwecja zgodziły się na modernizację samolotów. Umowa obejmowała wyposażenie ukraińskich samolotów w nowoczesne radary, środki ochrony i elektroniczne środki przeciwdziałania. Omówiono to podczas spotkania wiceministra obrony ds. rozwoju lotnictwa Ołeksandra Kozenki ze szwedzką delegacją pod przewodnictwem dyrektora ds. Ukrainy w SAAB Thomasa Lindena.
Ukraina opracowała i wprowadziła do służby nowego „podobnego do Shaheda” wielozadaniowego drona „Batjar” o zasięgu ponad 800 km i wadze ok. 60 kg. Jest produkowany przez ukraińską firmę „DeepStrikeTech”. W zależności od ładunku i oprogramowania może działać jako dron kamikadze, wabik lub bombowiec frontowy.
Rosja i Ukraina przeprowadziły pierwszy etap wymiany więźniów uzgodnionej podczas negocjacji pokojowych 16 maja 2025 roku w Stambule, przy czym obie strony wymieniły po 390 więźniów. Kwatera Główna Koordynacyjna ds. Traktowania Jeńców Wojennych podała, że z rosyjskiej niewoli uwolniono 270 żołnierzy i 120 cywilów ukraińskich. Minister obrony Rustem Umierow obiecał, że pozostali Ukraińcy zostaną uwolnieni w najbliższych dniach. W ramach wymiany Ukraina wysłała do Rosji 70 kolaborantów, w tym tych, którzy poddali się armii ukraińskiej, szpiegowali dla Rosji i pracowali dla Rosjan na okupowanych terytoriach.
Minister gospodarki Julia Swyrydenko ogłosiła, że Ukraina i Stany Zjednoczone oficjalnie uruchomiły wspólny Fundusz Inwestycji Odbudowy jako część umowy dotyczącej minerałów. „Ostatnim krokiem była nota dyplomatyczna ze Stanów Zjednoczonych, którą osobiście otrzymałam dziś rano od Julie S. Davis, chargé d’affaires USA. Fundusz został oficjalnie uruchomiony”.

### 24 maja

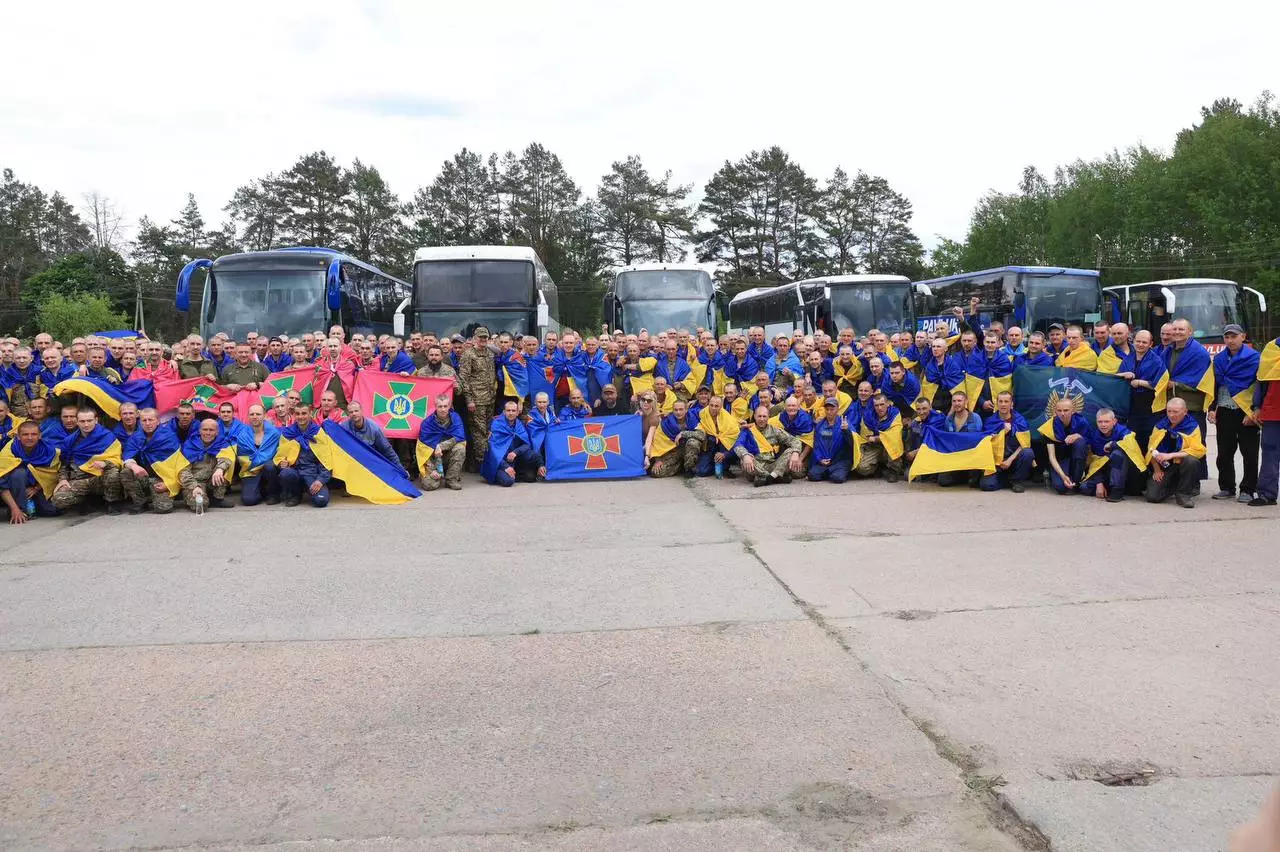
Żołnierze ukraińscy, uwolnieni podczas wymiany jeńców między Ukrainą a Rosją (drugi etap wymiany 1000 na 1000). Każda ze stron uwolniła po 307 osób.

Materiały geolokalizowane pokazywały, że wojska rosyjskie zajęły wieś Bohdaniwka, niedaleko Nowopawliwki. Rosyjskie Ministerstwo Obrony stwierdziło również, że siły rosyjskie zajęły Stupoczky, na południe od Czasiw Jaru w obwodzie donieckim. Po wycofaniu się wojsk ukraińskich z obwodu kurskiego siły rosyjskie liczące do 50 tys. ludzi zostały skoncentrowane bezpośrednio za granicą z obwodem charkowskim. Analitycy i wojskowi sugerowali, że Rosja może przygotowywać się do nowej ofensywy, ale skala i kierunek działań pozostawały niejasne.
Według ISW rosyjscy urzędnicy podobno przedstawią projekt dokumentu swoich warunków pokoju po zakończeniu wymiany jeńców wojennych, chociaż warunki Rosji prawdopodobnie nie będą niczym innym niż całkowitą kapitulacją Ukrainy. Wojska rosyjskie znacznie rozszerzyły swój klin na południowy zachód od Konstantynówki w ostatnich tygodniach i ustanowiły wystarczające pozycje, aby rozpocząć ofensywę w kierunku tego miasta od południa lub wesprzeć okrążenie Pokrowska i Myrnohradu od północnego wschodu w nadchodzących tygodniach i miesiącach. Rosyjski przyczółek na południowy zachód od Konstantynówki prawdopodobnie wystarczy, aby wesprzeć przyszłą rosyjską ofensywę w kierunku miasta lub Pokrowska, ale siły rosyjskie będą musiały poczynić dalsze postępy z Czasiw Jarze i Torećku oraz na zachód od Pokrowska, zanim Rosjanie staną się poważnym zagrożeniem dla któregokolwiek z tych miast. Tymczasem wojska rosyjskie posunęły się w kierunku Łymanu, Torećka i Nowopawliwki.
Według ukraińskich Sił Powietrznych w nocy siły rosyjskie zaatakowały obwody kijowski, dniepropietrowski, odeski i zaporoski za pomocą 14 rakiet balistycznych Iskander-M/KN-23 (wystrzelonych z obwodów rostowskiego, briańskiego, Kraju Krasnodarskiego i Krymu) oraz terytorium ukraińskie przy użyciu 250 dronów Shahed 136/131 i dronów-wabików różnych typów (Briańska, Millerowa, Kurska, Orła, Szatałowa, Primorsko-Achtarska i Krymu). Głównym celem był Kijów. Ukraińska obrona przeciwlotnicza zniszczyła sześć rakiet oraz 128 dronów nad wschodzie, północy, południu i w centrum kraju, a kolejne 117 zaginęło na Ukrainie w ramach walki elektronicznej. Skutki odnotowano w obwodach kijowskim, dniepropetrowskim, odeskim, charkowskim, donieckim i zaporoskim.
W wyniku ataku na stolicę Ukrainy 15 osób zostało rannych. Według lokalnych władz był to jeden z najpotężniejszych ataków na miasto, który trwał 7h. W Kijowie zostały uszkodzone budynki mieszkalne, centrum handlowe i inne budynki. Dwie osoby zostały ranne w Berezaniu, gdzie zapalił się prywatny dom. W rejonie kupiańskim w nalocie zginął jeden cywil, a dwóch zostało rannych. W Konstantynówce w obwodzie donieckim jedna osoba zginęła, a trzy zostały ranne. Szef wydziału łączności Dowództwa Sił Powietrznych Jurij Ihnat powiedział, że Rosja zmodernizowała swoje rakiety balistyczne, co utrudniło pracę systemów Patriot. „My i nasi partnerzy mamy informację, że rakiety Iskander-M przeciwnika, które atakują wzdłuż trajektorii balistycznej, zostały ulepszone i zmodernizowane. Chodzi o zestrzeliwanie pułapek radarowych, które każda rakieta może zestrzelić podczas zbliżania się do celu. Inną sprawą jest lot rakiety balistycznej wzdłuż quasi-balistycznej trajektorii, gdy rakieta nie leci po linii prostej w trakcie lotu, ale wykonuje manewry. Systemowi Patriot, który strąca balistykę i oblicza punkt przechwycenia rakiet, trudniej jest przewidzieć ten punkt. Myślę, że nasi partnerzy pracują nad tym, aby udoskonalić te rozwiązania z korzyścią dla systemu”.
W godzinach nocnych ukraińskie drony zaatakowały zakład chemiczny „Azot” w Nowomoskowsku (producent amoniaku i nawozów azotowych) w obwodzie tulskim i fabrykę „Energia” w Jelecu w obwodzie lipieckim, drugą noc z rzędu. Niezależny kanał na Telegramie „Astra” pokazał nagranie dymu unoszącego się rzekomo z zakładu Azot. Jedynym potwierdzonym uszkodzeniem był pożar gazociągu w Nowomoskowsku, który zranił trzy osoby. Rosyjskie Ministerstwo Obrony stwierdziło, że zestrzelono 104 drony nad obwodami biełgorodzkim (74), briańskim (24), lipieckim (2) i tulskim (1). Wywiad ukraiński poinformował, że rosyjski pociąg wiozący paliwo został zaatakowany przez drony we wsi Nowobohdaniwka w pobliżu Melitopola w okupowanym obwodzie zaporoskim (ok. 50 km od linii frontu). W ataku dronów zniszczono co najmniej trzy cysterny z paliwem. Atak uszkodził również linię kolejową, utrudniając rosyjskiej armii szybkie przesyłanie paliwa i sprzętu przez region i na Krym.
Rosja i Ukraina przeprowadziły drugi etap wymiany jeńców w ramach formatu „1000 za 1000” uzgodnionego podczas negocjacji pokojowych 16 maja 2025 roku w Stambule, w wyniku którego obie strony wymieniły po 307 więźniów. Wywiad ukraiński poinformował, że odnotowano ponad 150 przypadków doraźnej egzekucji ukraińskich żołnierzy po poddaniu się siłom rosyjskim i wskazał, że rzeczywista liczba może być wyższa.
Amerykański dziennik The Washington Post zacytował amerykańskich, europejskich i ukraińskich urzędników oraz ekspertów wojskowych, którzy stwierdzili, że przewaga militarna Rosji nad Ukrainą co raz bardziej malała. Rosja zmagała się z poważnym niedoborem broni i siły roboczej. Chociaż FR nadal stopniowo zdobywała i okupowała część terytorium, to cena, jaką płaciła, nie była do utrzymania. Rosja miała znaczną przewagę kadrową, ale nie poczyniła znaczących postępów. Inwazja Ukrainy na obwód kurski odciągnęła rosyjskie zasoby wojskowe od linii frontu. Ponadto prawdopodobnie rosyjskie zapasy czołgów mogą się wyczerpać w ciągu najbliższych kilku miesięcy.

### 25 maja
Materiały geolokalizowane pokazywały, że siły rosyjskie zajęły wioskę Romaniwka na zachód od Torećka w obwodzie donieckim, a prawdopodobnie także miejscowości Stara Mykołajiwka i Hnatiwka.
W ocenie ISW prezydent Władimir Putin wykorzystywał dalekosiężne ataki na ukraińskie miasta, agresywne kampanie retoryczne i nadmierny pesymizm Zachodu co do sytuacji na polu bitwy w wielotorowym wysiłku, aby obniżyć morale Ukrainy i przekonać Zachód, że zwycięstwo Rosji na Ukrainie jest nieuniknione, a wspieranie Ukrainy daremne. Wojska rosyjskie wyeliminowały ukraińskie gniazdo na południowy zachód od Torećka po 4-miesięcznej ofensywie mającej na celu wyrównanie linii frontu na południe i południowy zachód od Konstantynówki. Siły rosyjskie posunęły się naprzód w obwodzie kurskim oraz w pobliżu Charkowa, Czasiw Jaru i Torećka.
Według ukraińskich Sił Powietrznych w ciągu nocy Rosja przeprowadziła największy atak powietrzny na Ukrainę od początku inwazji w 2022 roku, wykorzystując 69 rakiet, w tym dziewięć rakiet balistycznych Iskander-M/KN-23 (wystrzelonych z obwodów obwodu kurskiego), 55 pocisków manewrujących Ch-101 i Kalibr (z bombowców strategicznych Tu-95 i Tu-160 z obwodu saratowskiego i znad Morza Czarnego), jeden pocisk manewrujący Ch-22 (z bombowca Tu-22M3 znad Morza Czarnego) i cztery rakiety manewrujące Ch-59/Ch-69 (z lotnictwa taktycznego z kierunku północnego) oraz 250 dronów Shahed 136/131 i dronów-wabików różnych typów (Briańska, Millerowa, Kurska, Orła i Primorsko-Achtarska). Ukraińska obrona przeciwlotnicza zneutralizowała 45 pocisków Ch-101 i Kalibr oraz 139 dronów na wschodzie, północy, południu, zachodzie i w centrum kraju, a kolejne dwie rakiety Ch-59/Ch-69 i 127 dronów zaginęło na Ukrainie w ramach walki elektronicznej. W wyniku ataku zginęło 14 osób (w obwodach żytomierskim, kijowskim i chmielnickim), w tym troje dzieci w wieku 8, 12 i 17 lat, a 70 kolejnych zostało rannych, w tym 12 dzieci w 13 regionach, w tym w Kijowie. Większość regionów Ukrainy poniosła straty w rezultacie ataku. Trafienia odnotowano w 22 lokalizacjach oraz upadki szczątków zestrzelonych rakiet i dronów w 15 miejscach. Gubernator Ołeh Siniehubow powiedział, że armia rosyjska przeprowadziła atak na Kupiańsk, zabijając co najmniej dwóch cywilów i raniąc trzech kolejnych.
Według niezależnego portalu „Astra” ukraińskie drony zaatakowały bazę lotniczą Migalovo (gdzie stacjonują 196 i 8 Pułk Lotnictwa Transportowego FR) w obwodzie twerskim. Miejscowi mieszkańcy zgłaszali duży pożar i gęsty dym unoszący się z lotniska, jednakże gubernator Igor Rudenia zaprzeczył, jakoby doszło do jakichkolwiek szkód i stwierdził, że wszystkie drony (5) zostały przechwycone. Rosyjskie Ministerstwo Obrony ogłosiło zestrzelenie i przechwycenie 110 ukraińskich dronów, które zaatakowały osiem rosyjskich obwodów, głównie moskiewski, kurski i Krym. Gubernator Wiaczesław Gładkow poinformował, że pociąg towarowy przejeżdżając przez obwód biełgorodzki najechał na ładunek wybuchowy zakopany pod torami, co zniszczyło linię kolejową i uniemożliwiło przejazd pociągu.
Minister obrony Ruben Brekelmans oświadczył, że 26 maja 2025 roku Holandia wyśle resztę z 24 myśliwców F-16, które obiecała Ukrainie. Później tego samego dnia holenderskie Ministerstwo Obrony potwierdziło dostawę ostatniej partii z 24 myśliwców F-16 przeznaczonych dla Ukrainy.
Szef Służby Wywiadu Zagranicznego Ukrainy Ołeh Iwaszczenko powiedział, że „istnieją doniesienia, że Chiny dostarczają obrabiarki, specjalne środki chemiczne, proch strzelniczy i komponenty specjalnie dla przedsiębiorstw wojskowych. Potwierdziliśmy dane dotyczące 20 rosyjskich fabryk”. Ponadto w latach 2024–2025 odnotowano co najmniej pięć faktów współpracy lotniczej. Dotyczyło to sprzętu, części zamiennych i dokumentacji. W sześciu przypadkach miały miejsce duże transporty specjalistycznych chemikaliów.
Nad ranem Rosja i Ukraina przeprowadziły trzeci i ostatni etap wymiany jeńców w ramach formatu „1000 za 1000” uzgodnionego podczas negocjacji pokojowych 16 maja 2025 roku w Stambule, przy czym obie strony uwolniły po 303 jeńców.

### 26 maja
W opinii ISW zwiększone zapasy rakiet, produkcja dronów i adaptacje dronów przez Rosję pokazywały rosyjskie zaangażowanie w osiąganie celów wojennych za pomocą środków militarnych w przedłużającej się wojnie na Ukrainie. Siły rosyjskie poczyniły postępy w obwodzie sumskim oraz w okolicach Wołczańska, Łymanu i Torećka. Nagrania geolokalizowane pokazywały, że Rosjanie zajęli miejscowość Biłowody w obwodzie sumskim.
Siły Powietrzne Ukrainy podały, że w nocy wojska rosyjskie zaatakowały Ukrainę przy użyciu dziewięciu pocisków manewrujących Ch-101 (wystrzelonych z bombowców strategicznych Tu-95MS z obwodu saratowskiego) oraz 355 dronów Shahed 136/131 i dronów-wabików różnych typów (z Briańska, Millerowa, Kurska, Orła, Szatałowa, Primorsko-Achtarska i Krymu). Ukraińska obrona przeciwlotnicza zniszczyła wszystkie rakiety i 233 drony na wschodzie, północy, południu, zachodzie i w centrum kraju, a kolejne 55 zaginęło na Ukrainie w ramach walki elektronicznej. Ataki odnotowano w pięciu lokalizacjach, a zestrzelone drony spadły w 10 miejscach. W wyniku ataków zginęło co najmniej sześć osób, a 24 zostały ranne w wielu regionach.
W godzinach nocnych ukraińskie drony zaatakowały fabrykę dronów Shahed w Specjalnej Strefie Ekonomicznej Alabuga w Jełabudze w Tatarstanie. Podczas ataku wystrzelono pocisk ziemia-powietrze, a miejscowi donosili o eksplozjach. Dwa ukraińskie drony uderzyły również w Dmitrijewski Zakład Chemiczny w obwodzie iwanowskim, gdzie mieszkańcy zgłosili dwie eksplozje. Według doniesień w Tule miało miejsce ok. 10 eksplozji, w wyniku czego w niektórych częściach miasta nastąpiła przerwa w dostawie prądu.
Szwecja ogłosiła przekazanie Ukrainie 19. pakietu pomocowego o wartości ponad 410 milionów euro z przeznaczeniem na zakup sprzętu do rozminowywania, na zakup różnych typów dronów, na szkolenie personelu ukraińskiej marynarki wojennej w ramach operacji Intercharge i na sprzęt do stworzenia ukraińskiego systemu kontroli Delta. Szwecja zgodziła się również na dalszy wkład w „duński model” zakupów broni oraz inicjatywę zakupu amunicji z Czech i Estonii. Kanclerz Niemiec Friedrich Merz powiedział, że armia ukraińska nie miała już żadnych ograniczeń w używaniu zachodniej broni przeciwko terytorium Rosji. „Nie ma żadnych ograniczeń dotyczących broni dostarczanej Ukrainie, ani przez Brytyjczyków, ani przez Francuzów, ani przez nas, ani przez Amerykanów”. Według Merza oznaczało to, że Ukraina może się bronić, w szczególności poprzez atakowanie obiektów wojskowych na terytorium Rosji.
Rosja masowo kupowała broń od Korei Północnej, aby zrekompensować brak produkcji i wesprzeć wojnę. Co roku FR produkowała 3 miliony pocisków artyleryjskich 122 i 152 mm. Otrzymywała prawie taką samą ilość (2,5–3 miliony) od KRLD. Od początku wojny Rosja zakupiła od Korei Północnej 6 milionów szt. amunicji.

### 27 maja
Według gubernatora Ołeha Hryhorowa wojska rosyjskie zdobyły cztery wsie: Noweńke, Basiwka, Weseliwka i Żurawka w obwodzie sumskim, jednakże te wsie zostały ewakuowane dawno temu. Rosja dążyła do ustanowienia strefy buforowej w tym regionie.
Według ISW Rosja ustala warunki ustanowienia stałej kontroli nad okupowaną z Zaporoską Elektrownią Jądrową, co sugerowało, że Rosja planowała nielegalnie okupować i anektować dodatkowe terytorium na Ukrainie. Siły ukraińskie posunęły naprzód się w pobliżu Czasiw Jaru, z kolei wojska rosyjskie zrobiły postępy w pobliżu Wołczańska, Kupiańska i Pokrowska.
Sztab Ukrainy poinformował, że Rosja atakowała w kierunkach Charkowa, Kupiańska, Łymanu, Kramatorska, Torećka, Pokrowska, Nowopawłowska i Zaporoża, gdzie doszło do 216 starć. W ciągu doby wojska rosyjskie przeprowadziły jeden atak rakietowy, 95 nalotów (używając dwóch rakiet i 161 bomb lotniczych) i 2672 ataków dronów na pozycje i miejscowości ukraińskie. Operacja w obwodzie kurskim trwała; wojska rosyjskie przeprowadziły 32 ataki, 273 ataki artyleryjskich, 14 ostrzałów i 11 nalotów, używając 21 bomb lotniczych na pozycje ukraińskie. Ukraińskie lotnictwo i artyleria zaatakowały dziewięć miejsc koncentracji.
Według ukraińskich Sił Powietrznych Rosjanie zaatakowali Ukrainę za pomocą 60 dronów Shahed 136/131 i dronów-wabików różnych typów, wystrzelonych Millerowa, Orła, Kurska, Primorsko-Achtarska i Krymu. Ukraińska obrona przeciwlotnicza zestrzeliła 43 drony na wschodzie, północy i południu kraju, a kolejne osiem zaginęło na Ukrainie w ramach walki elektronicznej. W dziewięciu lokalizacjach odnotowano cele ataków, a w trzech zestrzelono drony. W nocy w ataku rosyjskiego drona w obwodzie dniepropetrowskim dwie osoby zostały ranne. O 11:20 rano wojsko rosyjskie zrzuciło bombę lotniczą na obiekt cywilny w hromadzie ochtyrskiej w obwodzie sumskim, w wyniku czego trzy osoby zostały ranne, w tym 17-letnia dziewczyna. Siły rosyjskie zaatakowały dronem pracowników firmy użyteczności publicznej w Chersoniu. Sześć osób zostało rannych.
Ukraińscy partyzanci z „Atesz” uszkodzili rosyjską szafę przekaźnikową na przedmieściach Jasnogorska w obwodzie tulskim, powodując opóźnienia pociągów załadowanych sprzętem i zmierzających w kierunku sił rosyjskich w obwodzie kurskim. „Każda opóźniona cysterna z paliwem, każdy zakłócony konwój amunicji bezpośrednio wpływa na zdolność bojową i zaopatrzenie rosyjskich wojsk. Wszystko to opóźnia rozmieszczenie rezerw i komplikuje organizację nowych operacji ofensywnych”. Ministerstwo Obrony Rosji podało, że obrona przeciwlotnicza rzekomo przechwyciła i zniszczyła 99 dronów nad obwodami biełgorodzkim (56), woroneskim (25), włodzimierskim (7), kałuskim (5), tulskim (4), rostowskim (1) i lipieckim (1).
Według OSW Rosjanie kontynuowali atak na szerokim froncie na południe od Kostantynówki. Większość Ukraińców wycofała się z worka pomiędzy aglomeracją torećką a drogą Pokrowsk–Konstantynówka w kierunku tej ostatniej. Wojska rosyjskie pogłębiły wyłom w zgrupowaniu ukraińskim na zachód od drogi. Kolejne postępy Rosjanie poczynili pomiędzy Pokrowskiem a Wełyką Nowosiłką, na wschód od Siewierska i na północ od Łymanu, jednakże te postępy nie spowodowały znaczących zmian w ogólnej sytuacji na froncie. Rosjanie kontynuowali działania na rzecz poszerzenia „strefy buforowej” w przygranicznych rejonach obwodu sumskiego. Strona ukraińska przyznała, że pod kontrolą rosyjską znajdowała się część terytorium obwodu (oficjalnie wymieniano cztery miejscowości). Rosjanie zaktywizowali się też w obwodzie charkowskim, gdzie pod ich kontrolę przeszły m.in. kolejne kwartały Wołczańska. Według niektórych źródeł do obwodu biełgorodzkiego na północ od Charkowa miało zostać przemieszczone rosyjskie zgrupowanie z obwodu kurskiego, liczące do 50 tys. żołnierzy. Potwierdzało to wcześniejsze doniesienia ukraińskiej o przygotowywaniu przez Rosjan ofensywy, której jednym z kierunków miałby być Charków.
Ukraińskie Ministerstwo Obrony oświadczyło, że Ukraina i Wielka Brytania podpisały umowę w ramach Nadzwyczajnego Przyspieszenia Przychodów (ERA), aby wykorzystać 3 miliardy dolarów zysków z zamrożonych rosyjskich aktywów na zaspokojenie potrzeb ukraińskiej armii i przemysłu obronnego w latach 2025–2026. Środki zostaną wykorzystane na zakup zagranicznych produktów obronnych, naprawę i konserwację sprzętu wojskowego, realizację wspólnych projektów z udziałem ukraińskich i międzynarodowych firm obronnych i zakup innych materiałów o krytycznym znaczeniu, w tym produktów ukraińskich. Stany Zjednoczone zezwoliły Niemcom na reeksport materiałów do systemu obrony powietrznej Patriot na Ukrainę. Jednak pociski PAC-2, które Niemcy będą mogli przekazać, są mniej wydajne od nowocześniejszych PAC-3. Łotwa przekazała Ukrainie kolejną partię 1500 dronów w ramach międzynarodowej „Koalicji Dronów”.
Ukraina zaprezentowała w pełni zautomatyzowaną wieżę zwaną „Sky Sentinel”, sterowaną przez SI oraz wyposażoną w karabin maszynowy M2 Browning i system czujników, która według doniesień zestrzeliła pierwszego drona Shahed bez ingerencji człowieka. Wieżyczka jest zdolna do przechwytywania małych i szybko poruszających się celów z prędkością do 800 km/h, co wystarczało do zniszczenia drona Shahed lub mniejszych obiektów.
Prezydent Wołodymyr Zełenski powiedział, że Ukraina mobilizowała wszystkie siły, aby rozszerzyć produkcję dronów, pocisków i innych systemów uzbrojenia w swojej krajowej bazie przemysłowej w ramach przygotowań do ataku na dużą skalę ze strony Rosji. Rząd planuje podpisać nowe umowy z europejskimi partnerami, aby przyciągnąć inwestycje, zwłaszcza w systemy bezzałogowe i zdolności dalekiego zasięgu. Zełenski powiedział również, że Rosja mobilizowała wówczas ok. 40–45 tys. osób do przyłączenia się do armii każdego miesiąca, podczas gdy Ukraina mobilizowała tylko 25–27 tys. osób miesięcznie. Ponadto stwierdził, że Rosja produkowała wówczas od 300 do 350 dronów dziennie i importowała części z Chin oraz rekrutowała nisko wykwalifikowaną siłę roboczą, w tym nastolatków i pracowników z Afryki, aby promować wzrost rosyjskiej produkcji, z celem produkcji 500 dronów dziennie. Uważał, że Rosja będzie w stanie wystrzelić w przyszłych atakach ok. 1000 dronów jednocześnie, po zgromadzeniu wystarczającej jej liczby. Ukraina była w stanie wystrzelić ok. 100 dronów dalekiego zasięgu dziennie, a przy wsparciu partnerów mogłaby produkować od 300 do 350 dronów dziennie. Armia ukraińska niedawno wykorzystała jednocześnie 400 małych dronów, aby zniszczyć 40 szt. rosyjskiego sprzętu wojskowego.
Prezydent Stanów Zjednoczonych Donald Trump przyznał, że Rosja do tej pory nie stanęła w obliczu „naprawdę złych rzeczy”. „Władimir Putin nie zdaje sobie sprawy, że gdyby nie ja, Rosji przydarzyłoby się wiele naprawdę złych rzeczy, a mam na myśli naprawdę złych. On igra z ogniem”! Zastępca przewodniczącego Rady Bezpieczeństwa Rosji Dmitrij Miedwiediew zareagował agresywnie na wypowiedź prezydenta Trumpa krytykującego Władimira Putina: „Jeśli chodzi o słowa Trumpa, że Putin „igra z ogniem” i że „Rosji dzieją się naprawdę złe rzeczy”, to znam tylko jedną naprawdę złą rzecz – III wojnę światową. Mam nadzieję, że Trump to zrozumie!”.
Rzecznik Sił Powietrznych Ukrainy Jurij Ihnat powiedział, że wojsko rosyjskie zmodyfikowało taktykę wystrzeliwania dronów przeciwko Ukrainie, aby ominąć obronę powietrzną. Nowa taktyka Rosji polegała na wystrzeliwaniu dronów na dużych wysokościach, ponad km na ziemią, i ciągłej zmianie tras dronów. Następnie drony spadały bezpośrednio na cel. „Na tej wysokości stają się bardziej widoczne dla naszych radarów, ale pozostają poza zasięgiem broni ręcznej, ciężkich karabinów maszynowych i mobilnych zespołów ogniowych”. Siły rosyjskie przeprowadzały również jednoczesne grupowe naloty na ten sam obszar mieszkalny lub obiekt, a także używały dronów-wabików zwanych „Parodiya”, zwiększając presję na ukraińskie systemy obrony powietrznej.
Według Associated Press ponad 200 ukraińskich jeńców wojennych zmarło w rosyjskiej niewoli. W wielu przypadkach przyczyny śmierci wskazywały na tortury, zaniedbania i brak opieki medycznej.
Szef Służby Wywiadu Zagranicznego Ołeh Iwaszczenko powiedział, że „według naszych prognoz (...) po zakończeniu działań wojennych Rosja będzie potrzebowała od 2 do 4 lat, aby przywrócić swoją zdolność bojową. Jeśli sankcje zostaną zniesione, proces przezbrojenia będzie przebiegał znacznie szybciej. To znaczy, że 2–4 lata po zakończeniu wojny Rosja będzie technicznie gotowa na nową agresję, przeciwko Europie”. dodając, że „teraz nie jest już «możliwe», ale kwestią czasu, kto będzie następny. Polska, kraje bałtyckie, Europa Północna są zagrożone. Nasi analitycy nie pytają już, czy Rosja odważy się zaatakować inne kraje. Pytania brzmią inaczej: «Kiedy i gdzie?»”.

### 28 maja

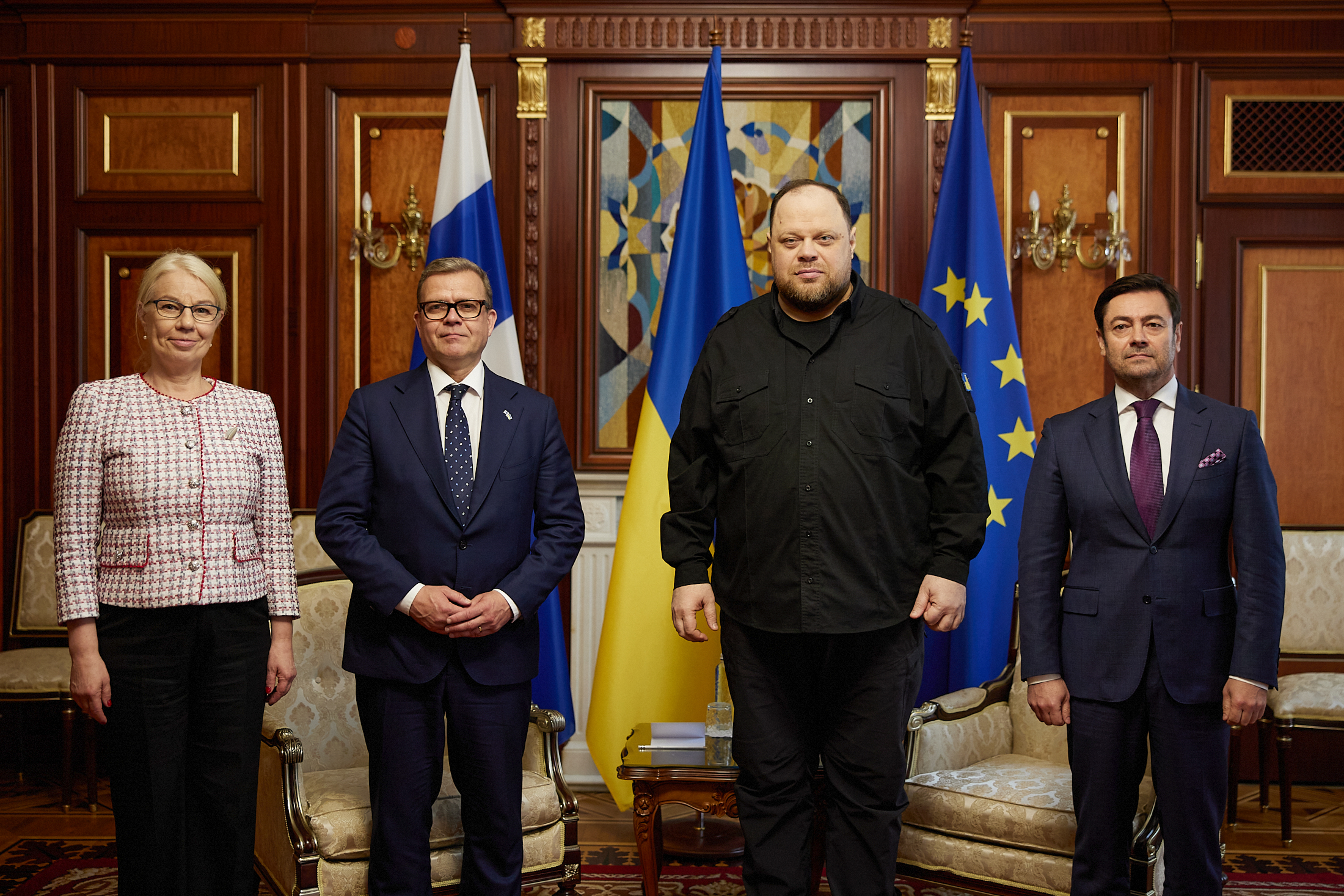
Premier Finlandii Petteri Orpo odwiedził Kijów na zaproszenie premiera Ukrainy Denysa Szmyhala.

Według ISW wojska rosyjskie posunęły się naprzód w obwodzie kurskim oraz w pobliżu miejscowości Czasiw Jar, Torećk, Pokrowsk i Wełyka Nowosiłka. Siły rosyjskie stwierdziły, że zajęły wsie Wodołahy i Konstantynówka w obwodzie sumskim oraz Stroiwka w obwodzie charkowskim.
Ukraińskie Siły Powietrzne oświadczyły, że Rosja zaatakowała terytorium Ukrainy przy użyciu pięciu rakiet balistycznych Iskander-M/KN-23 i rakiety manewrującej Ch-59/Ch-69 (wystrzelonych z obwodów kurskiego i woroneskiego oraz Krymu) oraz 88 dronów Shahed 136/131 i dronów-wabików różnych typów (z Millerowa, Orła, Kurska, Primorsko-Achtarska). Ukraińska obrona przeciwlotnicza zneutralizowała 34 drony na wschodzie, północy i południu kraju, a kolejne 37 zaginęło na Ukrainie w ramach walki elektronicznej. Ataki odnotowano w ośmiu lokalizacjach. Nocny atak dronów na obwód charkowski spowodował pożary w rejonach czuhujewskim i charkowskim, w tym obszary mieszkalne i przedsiębiorstwo cywilne. W wyniku ataku jedna osoba zginęła, a siedem zostało rannych.
Według doniesień nad ranem ukraińskie drony zaatakowały park technologiczny „ELMA-Zelenograd” w Zielenogradzie w obwodzie moskiewskim; głównym profilem zakładu jest produkcja dronów, w tym kompleksu „Orin”. Według mera Siergieja Sobianina i kanału „Astra” po eksplozji wybuchł pożar, a jeden z budynków został uszkodzony. Według Sobianina łącznie 33 drony zostały zestrzelone przez obronę przeciwlotniczą. Wczesnym rankiem ukraińskie drony jednostki „Luty” zaatakowały rosyjską fabrykę dronów „Kronsztad” w podmoskiewskim mieście Dubna. Według doniesień drony SBU zaatakowały strategiczne przedsiębiorstwo rosyjskiego kompleksu wojskowo-przemysłowego, zakłady „MKB Raduga”. Gubernator Kraju Stawropolskiego Władimir Władimirow powiedział, że zastępca mera Stawropola major Zaur Gurdżijew, który nadzorował rosyjskie naloty podczas oblężenia Mariupola, zginął w eksplozji granatu lub improwizowanego urządzenia wybuchowego.
Minister obrony Rustem Umierow i minister obrony Boris Pistorius podpisali umowę, na podstawie której Niemcy dokonają bezpośrednich inwestycji w ukraiński przemysł obronny, wykorzystując istniejące niemieckie możliwości przemysłowe i wiedzę techniczną do sfinansowania produkcji zdalnych systemów uzbrojenia na Ukrainie. Oczekiwano się, że duża liczba takich systemów zostanie wyprodukowana do końca 2025 roku, a pierwsza partia systemów zostanie wdrożona w nadchodzących tygodniach. Niemieckie Ministerstwo Obrony poinformowało, że zapewni Ukrainie plan pomocy wojskowej o wartości 5,65 mld dolarów. Minister obrony Łotwy Andris Sprūds powiedział, że Turcja i Belgia dołączą do międzynarodowej „Koalicji Dronów” wspierającj Ukrainę, zwiększając liczbę państw członkowskich do 20.

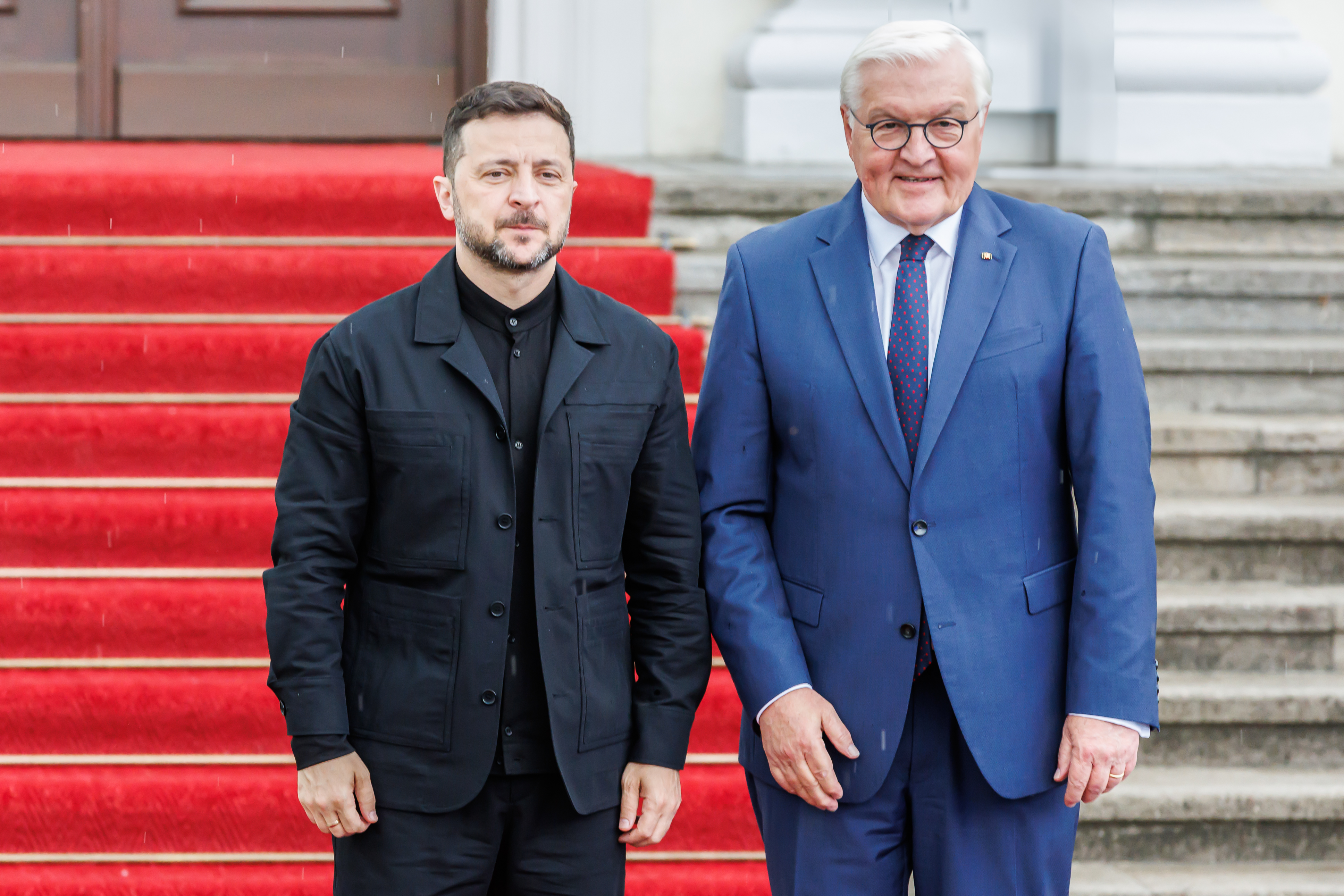
Spotkanie prezydentów Niemiec i Ukrainy w Berlinie

Prezydent Wołodymyr Zełenski przybył do Berlina, gdzie spotkał się z prezydentem Niemiec Frankiem-Walterem Steinmeierem i kanclerzem Friedrichem Merzem, zabiegając o dalsze wsparcie Niemiec dla Ukrainy w obliczu rosyjskiej agresji. Zełenski i Merz zorganizowali wspólną konferencję prasową. Merz powtórzył, że nie ma żadnych ograniczeń w używaniu przez Ukrainę broni dalekiego zasięgu, a Ukraina jest w stanie w pełni się bronić i atakować cele wojskowe poza Ukrainą. Oba kraje podpiszą memorandum o porozumieniu w sprawie wspólnego wsparcia dla pocisków dalekiego zasięgu produkowanych przez ukraińskich producentów, a Niemcy będą nadal wspierać Ukrainę w korzystaniu ze Starlink. Na konferencji prasowej Merz odmówił odpowiedzi na pytanie, czy Niemcy dostarczą Ukrainie pociski manewrujące Taurus, stwierdzając tylko, że Niemcy będą nadal udzielać pomocy wojskowej i rozszerzać swoje wsparcie. Później Merz powiedział w wywiadzie, że Niemcy nie wykluczają możliwości dostarczenia Ukrainie pocisków manewrujących Taurus, jednak ich użycie wymaga długoterminowego szkolenia, a ukraińscy żołnierze mogą potrzebować kilku miesięcy szkolenia.
Agencja Reuters zacytowała rosyjskie źródła, które twierdziły, że prezydent Putin jest gotowy osiągnąć porozumienie pokojowe, ale nie zamierza płacić żadnej ceny. Jednocześnie zażądał, aby NATO złożyło pisemne zobowiązanie, że nie przyjmie więcej członków z Europy Wschodniej, w tym wykluczy Ukrainę, Gruzję, Mołdawię i inne kraje z przystąpienia w przyszłości, a także zniesie niektóre sankcje, rozwiąże kwestię zamrożenia rosyjskich aktywów, a Ukraina musi pozostać neutralna i chronić społeczność rosyjskojęzyczną jako warunki zakończenia wojny rosyjsko-ukraińskiej. Jedno ze źródeł podało, że Putin zdał sobie sprawę, że nie może osiągnąć porozumienia pokojowego zgodnie ze swoimi wymaganiami, więc próbował wykorzystać osiągnięcia wojskowe, aby pokazać Ukrainie i Europie, że „jutro pokój będzie bardziej bolesny”.

### 29 maja
Ukraiński obserwator wojskowy Kostiantyn Maszowiec potwierdził rosyjską kontrolę nad wsiami Konstantynówka i Wołodymyriwka. Materiały geolokalizowane pokazywały, że wojska rosyjskie zdobyły miejscowości Stroiwka, w pobliżu Topoli i Ridkodubu, na północ od Łymanu. Siły rosyjskie stwierdziły, że zdobyły Shewczenko Persze, na północny zachód od Pokrowska w obwodzie donieckim. Państwowa Służba Graniczna Ukrainy poinformowała, że Rosja zgromadziła wystarczającą liczbę żołnierzy w obwodzie kurskim i może rozpocząć atak na obwód sumski.
W opinii ISW rosyjscy urzędnicy nadal dyktowali warunki i terminy negocjacji pokojowych z Ukrainą i próbowali zaciemniać ówczesny stan negocjacji. Rosyjscy urzędnicy ustalali warunki, aby fałszywie oskarżyć Ukrainę o opóźnianie negocjacji. Rosja zmuszała Ukrainę do ustępstw w sprawie terminu, warunków i miejsca negocjacji. Siły ukraiński posunęły się w pobliżu Kurachowego, a wojska rosyjskie zrobiły postępy w kierunku północnego obwodu charkowskiego oraz w pobliżu Kupiańska, Borowej, Łymanu i Pokrowska.
SG Ukrainy podał, że Rosja atakowała w kierunkach Charkowa, Kupiańska, Łymanu, Siewierska, Kramatorska, Torećka, Pokrowska, Nowopawłowska, Zaporoża i Chersonia, gdzie doszło do 173 starć. W ciągu doby wojska rosyjskie przeprowadziły dwa ataki rakietowe, 81 nalotów (używając 158 bomb lotniczych), 2942 ataków dronów i 85 ostrzałów na pozycje i miejscowości ukraińskie. Operacja w obwodzie kurskim trwała; wojska rosyjskie przeprowadziły 26 ataków, 238 ataki artyleryjskie, 11 ostrzałów i 14 nalotów, używając 26 bomb lotniczych na pozycje ukraińskie. Ukraińskie lotnictwo i artyleria zaatakowały osiem miejsc koncentracji, stanowisko dowodzenia, cztery działa artyleryjskie i system przeciwlotniczy.
Według ukraińskich Sił Powietrznych Rosjanie zaatakowali Ukrainę przy wykorzystaniu 56 dronów Shahed 136/131 i dronów-wabików różnych typów, wystrzelonych z Millerowa, Orła i Kurska. Ukraińska obrona przeciwlotnicza zestrzeliła 10 dronów na wschodzie i północy kraju, a kolejne 46 zaginęło na Ukrainie w ramach walki elektronicznej. Ataki odnotowano w ośmiu lokalizacjach. Ataki odnotowano w dziewięciu lokalizacjach na linii frontu w obwodach sumskim, charkowskim i donieckim. Nad ranem w wyniku nalotu na wieś Werchnia Tersa w obwodzie zaporoskim zginęły dwie osoby, a trzy zostały ranne. W obwodzie sumskim zginęła jedna osoba, a druga została poważnie ranna. W hromadzie białopolskiej uszkodzone zostały gospodarstwa rolne, infrastruktura cywilna i budynki mieszkalne. W kolejnych hromadach Rosjanie uszkodzili infrastrukturę cywilną i domy prywatne. Wojsko rosyjskie zrzuciło ładunek wybuchowy z drona w Berysławiu w obwodzie chersońskim, w rezultacie czego dwie osoby zginęły. Rosjanie wystrzelili pocisk balistyczny w kierunku hromady Horochiwu w obwodzie mikołajowskim. Jedna osoba zginęła, a trzy zostały ranne.
Minister transformacji cyfrowej Mychajło Fedorow powiedział, że Ukraina po raz pierwszy wdrożyła nowy typ „drona matka-dziecko” ze sztuczną inteligencją. System został opracowany przez ukraińską firmę „Brave1” i może dostarczyć dwa sterowane SI drony FPV na odległość 300 km za linię wroga. Po uwolnieniu mniejszy dron może autonomicznie lokalizować i uderzać w ważne cele, w tym samoloty, systemy obrony powietrznej i infrastrukturę krytyczną. Nie musi używać GPS, ale wykorzystuje wizualną nawigację bezwładnościową z kamerami i radarem laserowym do kierowania dronem, podczas gdy sztuczna inteligencja niezależnie identyfikuje i wybiera cele.
Służba Wywiadu Zagranicznego FR poinformowała, że pomimo neutralności Serbii w konflikcie na Ukrainie, serbskie firmy zbrojeniowe nadal dostarczały Ukrainie broń za pośrednictwem krajów NATO, takich jak Czechy, Polska i Bułgaria, w tym setki tys. pocisków do wielu systemów rakietowych i haubic, a także milion szt. broni ręcznej. Takie działania zostały opisane jako próba atakowania Rosji. Prezydent Aleksandar Vučić zaprzeczył oskarżeniom rosyjskiej Służby Wywiadu Zagranicznego, że serbskie firmy zbrojeniowe nadal dostarczały broń Ukrainie, wskazując, że rzeczywiście istniał kontrakt na dostawę broni z Czechami, ale nie było licencji i nie dostarczono Ukrainie żadnych pocisków.
Zespół ds. Monitorowania Sankcji Wielostronnych (MSMT), powołany przez 11 krajów, w tym Koreę Południową, Stany Zjednoczone i Japonię, opublikował raport z dochodzenia, który wykazał nielegalną współpracę wojskową między Rosją a Koreą Północną, obejmujący przekazanie ponad 20 tys. kontenerów, w tym 9 milionów pocisków artyleryjskich i co najmniej 100 pocisków balistycznych w 2024 roku. Korea przyczyniła się również do poprawy celności pocisków balistycznych. Ponadto Rosja szkoliła wojska północnokoreańskie i wysyłała je do bezpośrednich walk z wojskami ukraińskimi, dostarczając jednocześnie KRLD rafinowane produkty naftowe przekraczające limit ustalony przez ONZ.
Agencja TASS podała, że 12 rosyjskim żołnierzom przyznano 15 milionów rubli (195 tys. dolarów) za udział w zestrzeleniu pierwszego ukraińskiego F-16. Myśliwiec został rzekomo zestrzelony przez „kombinację naziemnych systemów obrony powietrznej”. Ukraina nie potwierdziła tej historii, a TASS podała ograniczone szczegóły.

### 30 maja
Rosyjskie Ministerstwo Obrony stwierdziło, że siły rosyjskie zajęły miejscowość Kindrasziwka, na północ od Kupiańska w obwodzie charkowskim.
Według ISW rosyjscy urzędnicy nadal sygnalizowali bezkompromisowe stanowisko Rosji przed proponowanymi rozmowami w Stambule 2 czerwca 2025 roku, sugerując, że nadchodzące spotkanie w Stambule raczej nie przyniesie istotnych rezultatów na rzecz trwałego pokoju na Ukrainie. Siły rosyjskie poczyniły postępy w pobliżu Torećka, Nowopawliwki i Kurachowego.
Siły Powietrzne Ukrainy podały, że w nocy Rosjanie zaatakowali terytorium ukraińskie za pomocą dwóch rakiet balistycznych Iskander-M/KN-23 (wystrzelonych z obwodu woroneskiego) oraz 90 dronów Shahed 136/131 i dronów-wabików różnych typów (z Millerowa, Orła, Szatałowa, Kurska, Primorsko-Achtarska). Głównymi regionami nalotów były obwody charkowski, odeski i doniecki. Ukraińska obrona przeciwlotnicza zniszczyła 26 dronów na wschodzie, południu i północy kraju, a kolejne 30 zaginęło na Ukrainie w ramach walki elektronicznej. Naloty odnotowano w 12 lokalizacjach. Siły rosyjskie zaatakowały zajezdnię trolejbusową w Charkowie ośmioma dronami. Uszkodzonych zostało 18 trolejbusów, ponad 30 budynków mieszkalnych, a dwóch pracowników przedsiębiorstwa zostało rannych. W nocy zaatakowano również wioskę Wasylów Chutor w hromadzie Czuhujew w obwodzie charkowskim, w wyniku czego dziewięć osób zostało rannych. Siły rosyjskie użyły drona, aby uderzyć w budynek mieszkalny w Biłozerśkem w obwodzie donieckim, raniąc dwie osoby. Kolejne trzy osoby zostało ranne w ataku rosyjskiego drona, który uderzył w Noworajśk w rejonie berysławskim w obwodzie chersońskim.
Gubernator Wiaczesław Gładkow powiedział, że jedna osoba zginęła w ataku ukraińskiego drona FPV na samochód w Logaczewce w obwodzie biełgorodzkim. Wywiad ukraiński przyznał się do odpowiedzialności za dwie poranne eksplozje w pobliżu Zatoki Desantnaja we Władywostoku (ok. 6800 km od granicy z Ukrainą), których celem było stanowisko dowodzenia i koszary 47 Samodzielnego Batalionu Desantowo-szturmowego 155 Gwardyjskiej Brygady Piechoty Morskiej (jednostka wojskowa 30926). Jedna eksplozja miała miejsce w pobliżu punktu kontrolnego, a druga w rejonie, w którym znajdował się personel i dowództwo jednostki wojskowej. „Uszkodzona została siła robocza, sprzęt wojskowy i sprzęt specjalny”. Rosyjska Komisja Antyterrorystyczna Kraju Nadmorskiego stwierdziła, że eksplozję spowodował zapłon „butli z propanem–butanem”, jednak nie odnotowano żadnych ofiar.
Ukraina przedstawiła Rosji i Stanom Zjednoczonym warunki zawieszenia broni przed możliwymi rozmowami ze stroną rosyjską w Stambule w przyszłym tygodniu. Specjalny wysłannik prezydenta USA na Ukrainę i Rosję Keith Kellogg, potwierdził, że Stany Zjednoczone otrzymały memorandum Ukrainy, ale nadal czekają na memorandum Rosji. Jednocześnie powiedział, że władze Ukrainy nie powinny odmawiać negocjacji, nawet jeśli Rosja nie dostarczy swojego memorandum z wyprzedzeniem. Zauważył, że memorandum ukraińskie zawiera 22 warunki, które nazwał „całkiem dobrymi” i „rozsądnymi”.
Naczelny dowódca armii ukraińskiej generał Ołeksandr Syrski powiedział, że ukraińscy żołnierze zaatakowali i zniszczyli w maju ponad 89 tys. rosyjskich celów przy użyciu dronów różnych typów. „Każdy dron oznacza zniszczonego wroga, a zatem uratowane życie ukraińskiego żołnierza. Szczególny nacisk kładzie się na zniszczenie operatorów wrogich dronów i ich centrów dowodzenia”.

### 31 maja
Analitycy DeepState poinformowali, że wojska rosyjskie odniosły taktyczny sukces na czterech odcinkach frontu. Według zaktualizowanych danych z map bojowych, postępy odnotowano na kierunku Pokrowska i Nowopawliwki, a także w obwodach sumskim i donieckim. Rosjanie zdobyli Jełyzawetiwkę na kierunku pokrowskim, gdzie wojska rosyjskie od dłuższego czasu próbowały się przebić. Ostatnie działania sił rosyjskich pozwoliły im wejść do wioski i zdobyć przyczółek. W obwodzie sumskim Rosjanie zajęli obszar ok. 3 km² przy granicy i nadal posuwali się w kierunku wioski Ołeksandria, która wówczas znajdowała się w „szarej strefie”. Według DeepState, co najmniej pięć miejscowości w regionie zostało już zajętych.
Naczelny dowódca armii ukraińskiej generał Ołeksandr Syrski powiedział, że siły rosyjskie zintensyfikowały ataki na kluczowych odcinkach frontu w obwodach zaporoskim, donieckim i sumskim. Podczas gdy główne wysiłki Rosji nadal koncentrowały się na w rejonie Pokrowska, Torećka i Łymanu w obwodzie donieckim, a także w północno-wschodnim obwodzie sumskim, na Zaporożu nastąpił wzrost eskalacji; „[Wojska rosyjskie] wyraźnie zwiększyły aktywność na kierunku zaporoskim, gdzie prowadziły aktywne działania ofensywne”. Dodał, że siły ukraińskie wzmacniają obszary wysokiego ryzyka rezerwami i zwiększają siłę ognia, aby odeprzeć ataki. W obwodzie sumskim siły rosyjskie kontynuowały transgraniczne naloty, ostrzał i próby sabotażu. Według niego Ukraińcy zadali znaczne straty rosyjskim żołnierzom, stwierdzając, że w samym maju zginęło ponad 34 tys. rosyjskich żołnierzy. Ukraińska artyleria, lotnictwo i systemy dronów atakowały jednostki wroga „nawet zanim dotarły do naszych pozycji”.
W ocenie ISW oświadczenia rosyjskich urzędników nadal pokazywały, że Rosja utrzymywała szersze cele terytorialne na Ukrainie wykraczające poza cztery obwody, które nielegalnie ogłoszono jako zaanektowane. Siły ukraińskie posunęły się w pobliżu Wołczańska i Torećka oraz w zachodnim obwodzie zaporoskim. Wojska rosyjskie zrobiły postępy się w pobliżu Łymanu, Torecka, Kurachowego i Wełykiej Nowosiłki. Rosyjskie Ministerstwo Obrony stwierdziło, że siły rosyjskie zajęły Ołeksijiwkę na froncie sumskim. Materiały geolokalizacyjne pokazały, że siły rosyjskie zajęły Nowopil, na zachód od Welykiej Novosilki.
Według ukraińskich Sił Powietrznych armia rosyjska zaatakowała Ukrainę przy wykorzystaniu dwóch pocisków przeciwlotniczych S-300 (wystrzelonych z obwodu kurskiego), trzech rakiet manewrujących Ch-59/Ch-69 (z obwodu biełgorodzkiego) oraz 109 dronów Shahed 136/131, dronów-wabików różnych typów (z Millerowa, Szatalowa, Kurska, Primorsko-Achtarska i Krymu) i dwóch dronów odrzutowych nieznanego typu (z obwodu biełgorodzkiego). Głównymi kierunkami nalotów były obwody charkowski, sumski i doniecki. Ukraińska obrona przeciwlotnicza zestrzeliła trzy rakiet Ch-59/Ch-69 i 42 drony na wschodzie, południu, północy i w centrum kraju, a kolejne 30 zaginęło na Ukrainie w ramach walki elektronicznej. Naloty odnotowano w 13 lokalizacjach.
Gubernator Iwan Fedorow powiedział, że jedna osoba zginęła i jedna została ranna w rosyjskim ataku rakietowym na obszar mieszkalny w Dolynce w obwodzie zaporoskim. Jeden dom został zniszczony, a kilka innych uszkodzonych przez wybuch. Gubernator Ołeksandr Prokudin podał, że kolejna osoba zginęła w wyniku rosyjskiego ostrzału Chersonia. Na przedmieściach Charkowa siedem osób zostało rannych w wyniku rosyjskiego nalotu. We wsi Wasyszczewe uszkodzone zostały magazyny i budynki prywatnego przedsiębiorstwa. Ranna została 22-letnia kobieta i dwóch mężczyzn w wieku 64 i 57 lat. W Bezludiwce zniszczono ponad 10 budynków mieszkalnych. Ranne zostały dwie kobiety w wieku 74 i 66 lat. Dwóch innych mieszkańców, 65-letnia kobieta i 50-letni mężczyzna, znajdowało się w stanie ostrego szoku. Pięć rosyjskich dronów uderzyło w gospodarstwo w gospodarstwo w wiosce Romny w obwodzie sumskim, podpalając budynki gospodarcze, zabijając setki zwierząt domowych i niszcząc dziesiątki ton zboża. Inny dron uderzył w samochód dostarczający chleb w Nedryhajliwiu. Gubernator Ołeh Hryhorow zarządził ewakuację 11 kolejnych przygranicznych wiosek w obwodzie sumskim z powodu nasilenia się rosyjskich ataków. W ciągu doby opuściło je 111 osób.
Według p.o. gubernatora Aleksandra Chinshteina ukraińskie drony uderzyły w „wiele lokalizacji” w obwodzie kurskim. Stwierdził, że 10 cywilów zostało rannych, gdy trafiono w budynek, jednak media i ukraińscy analitycy potwierdzili, że docelowe lokalizacje były zajęte przez rosyjskich żołnierzy. Gubernator Aleksandr Bogomaz powiedział, że wieczorem zawalił się most drogowy w rejonie Wygoniczi, ok. 100 km od granicy z Ukrainą. Kilka ciężarówek na moście zmiażdżyło jadący pociąg pasażerski, powodując wykolejenie się pociągu oraz zabijając co najmniej siedem osób i raniąc 69 kolejnych, w tym troje dzieci. Koleje rosyjskie poinformowały, że wypadek był spowodowany „nielegalną ingerencją w operacje transportowe”. Kilka godzin później gubernator Aleksander Chinstein powiedział, że pociąg towarowy przejeżdżał przez most kolejowy w Żeleznogorsku, gdy most nagle się zawalił, powodując, że pociąg spadł na drogę poniżej i zapalił się, raniąc maszynistę. Rosyjski Federalny Komitet Śledczy poinformował, że przeprowadzi dochodzenie karne i wskazał, że oba przypadki były atakami terrorystycznymi. Nie wiadomo, czy incydenty były związane z Ukrainą, ale rosyjscy urzędnicy i niektórzy propagandziści zasugerowali, że Ukraina może być w to zamieszana.